# Biserica de lemn din Dângău Mare

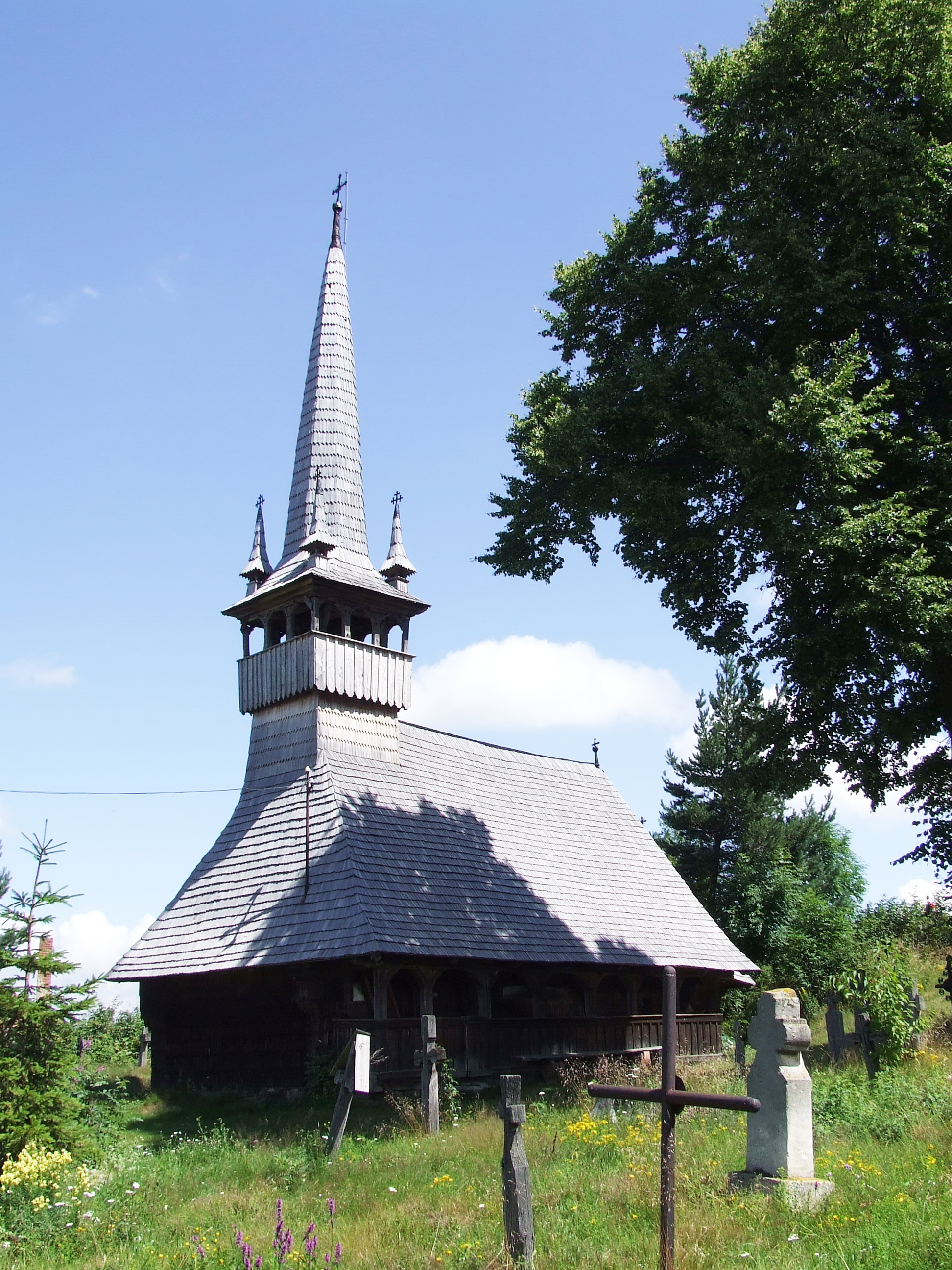
Biserica de lemn din Dângău Mare, județul Cluj, 2008

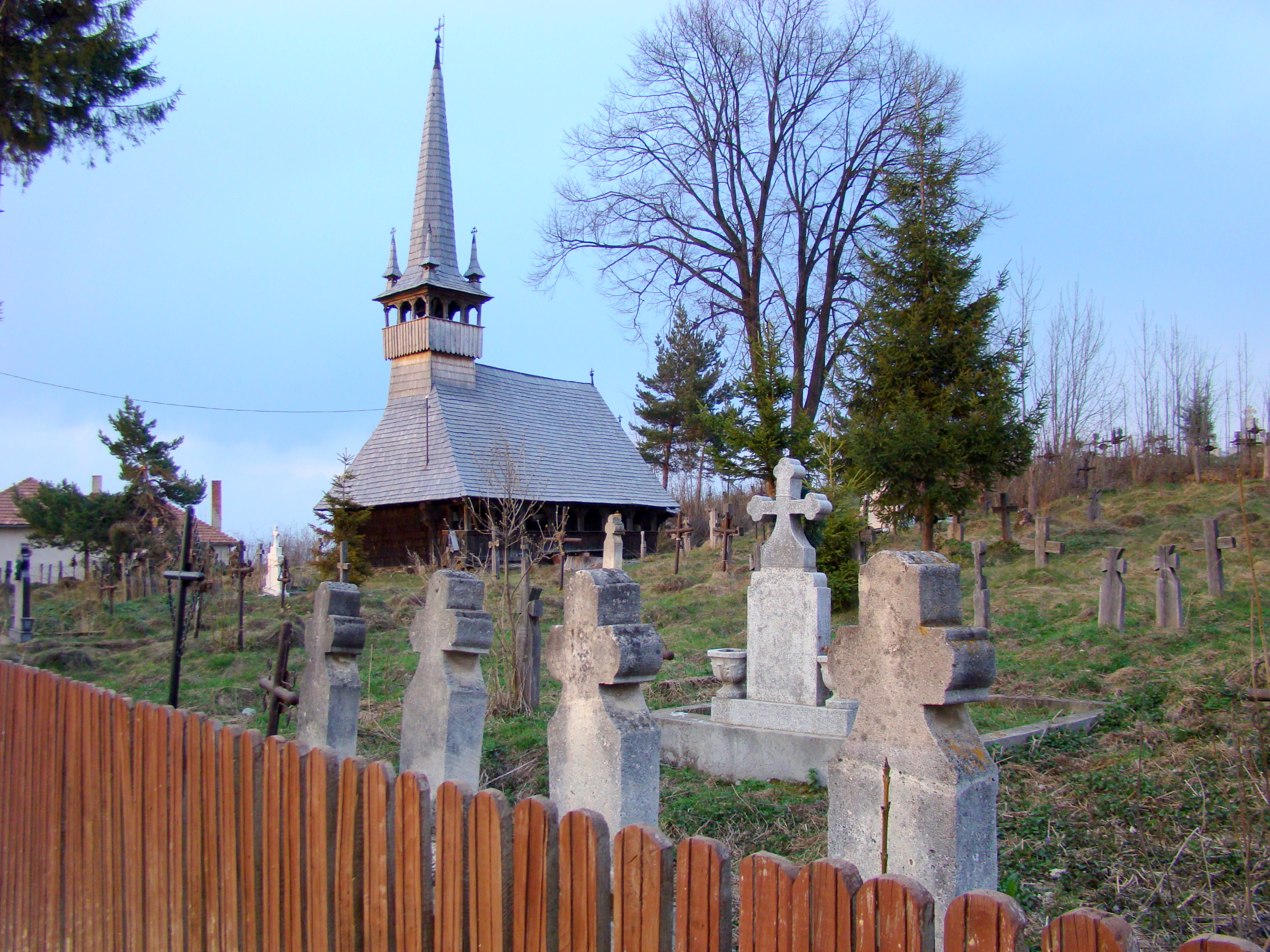
Biserica de lemn „Sfântul Gheorghe” din Dângău Mare, județul Cluj, foto: aprilie 2009.

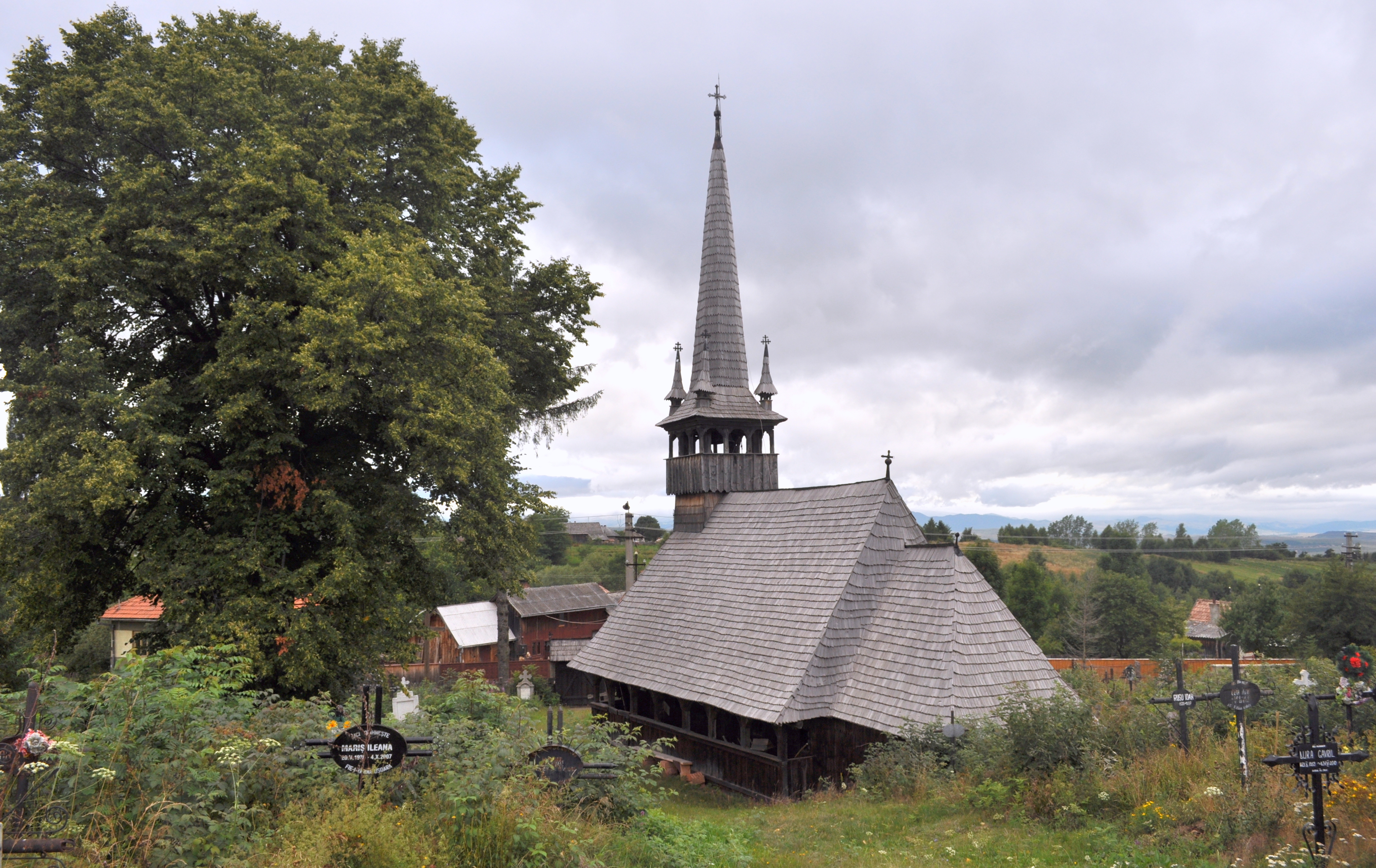
Biserica de lemn „Sfântul Gheorghe” din Dângău Mare, județul Cluj, foto: iulie 2011.

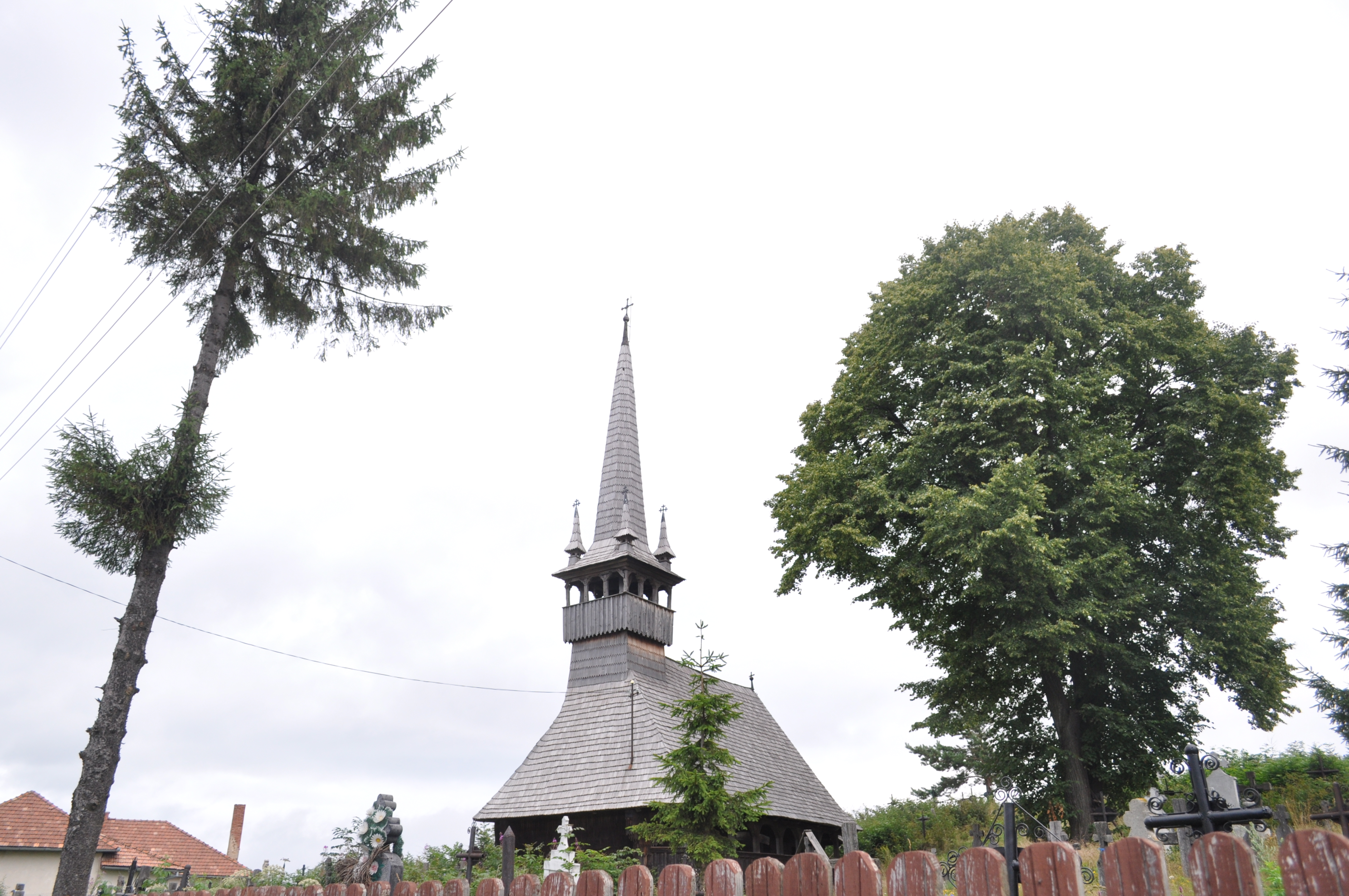
Biserica din depărtare

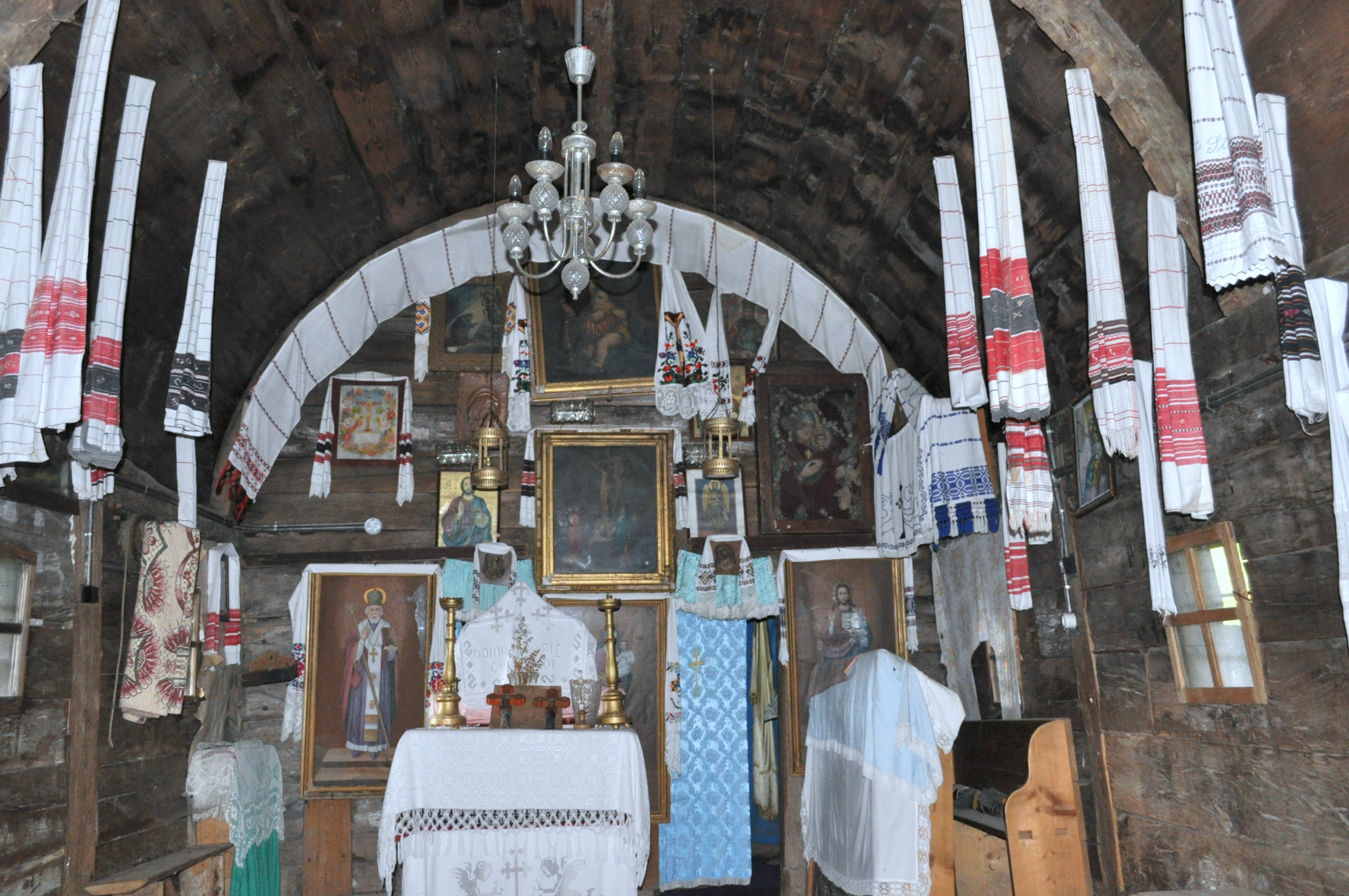
Interiorul navei

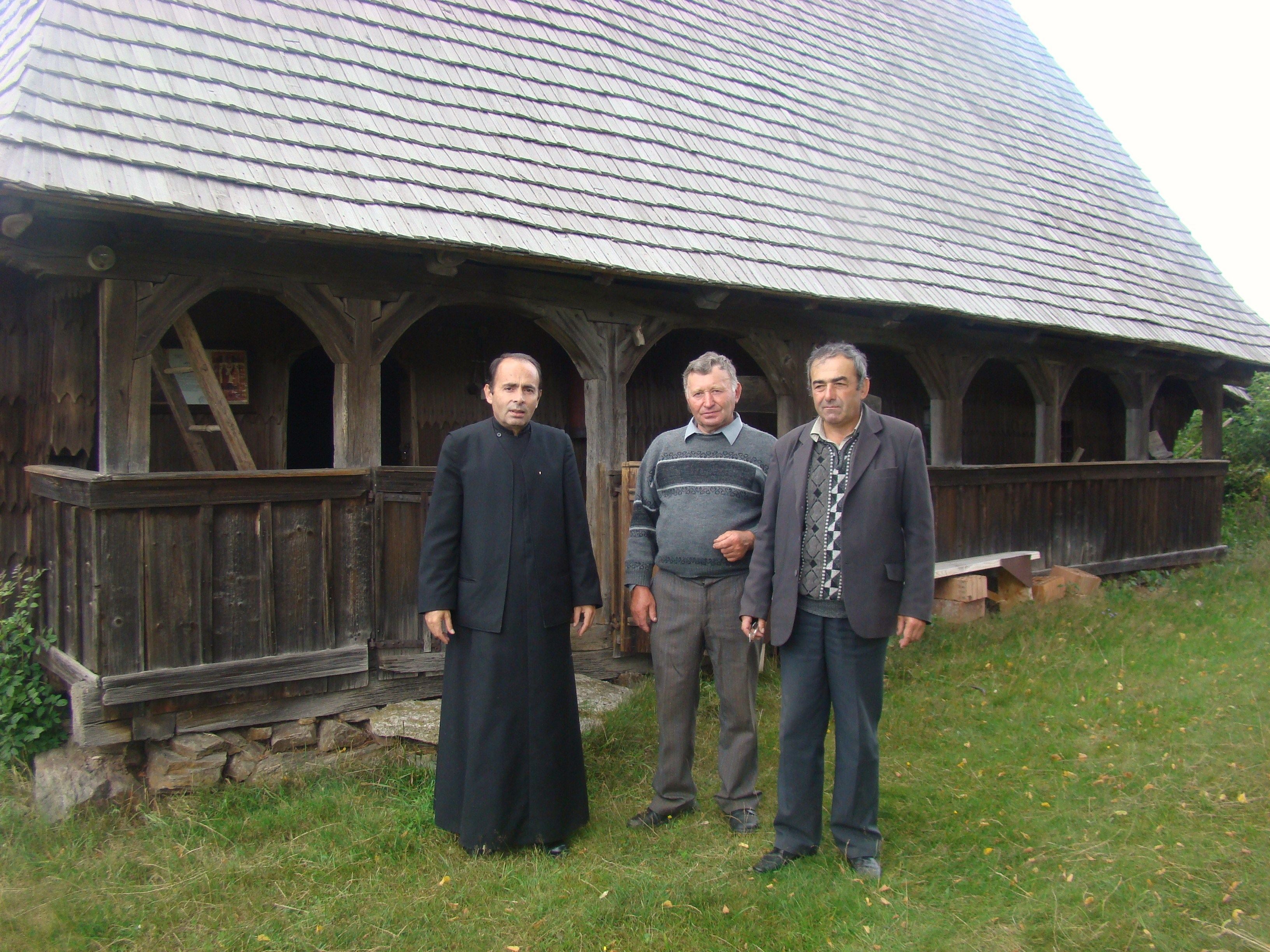
Preotul Gocan Mihai, sfătul din Dângău Mare: Stan Aurel și cântărețul Stan Teodor Dorel

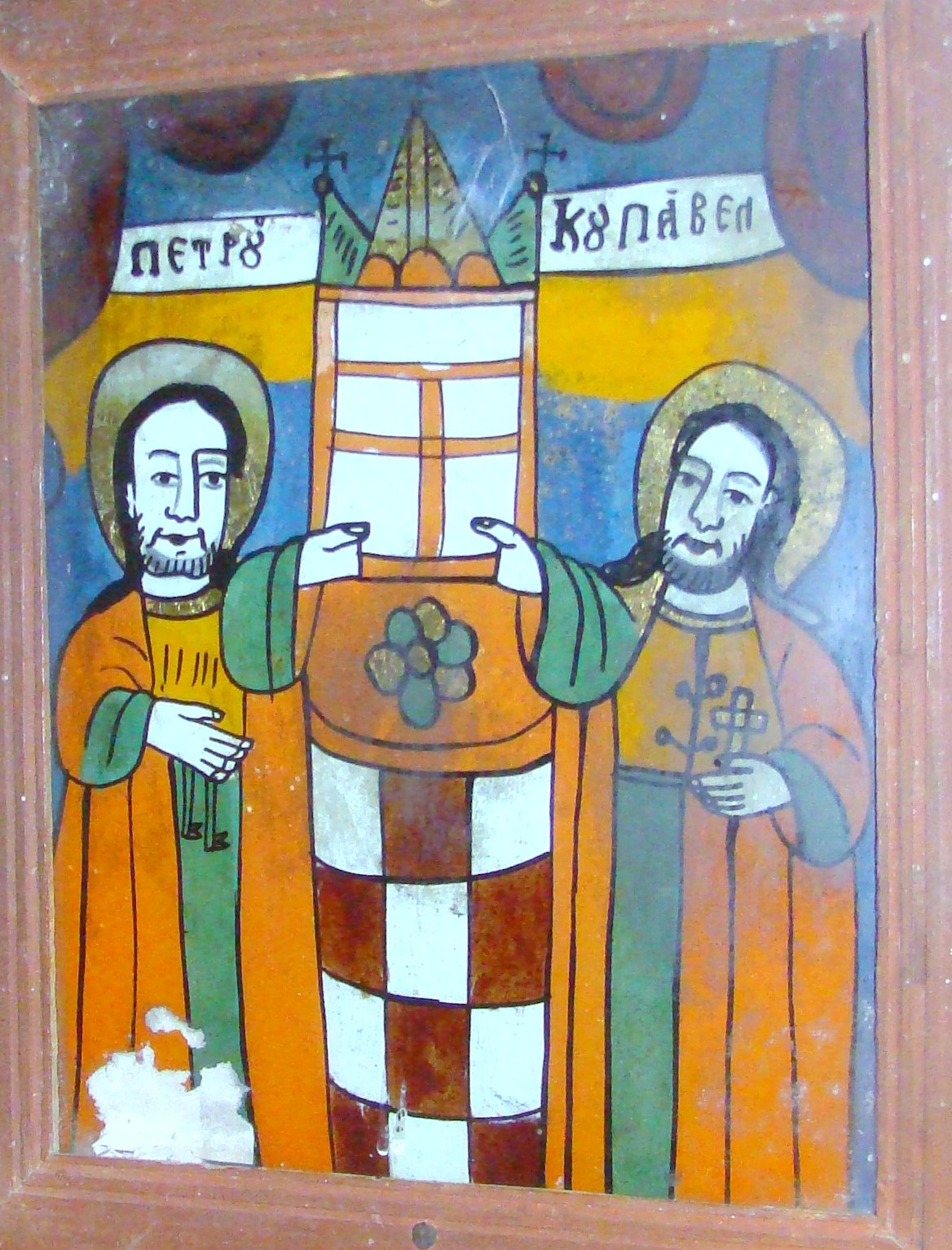
Sfinții Apostoli Petru și Pavel

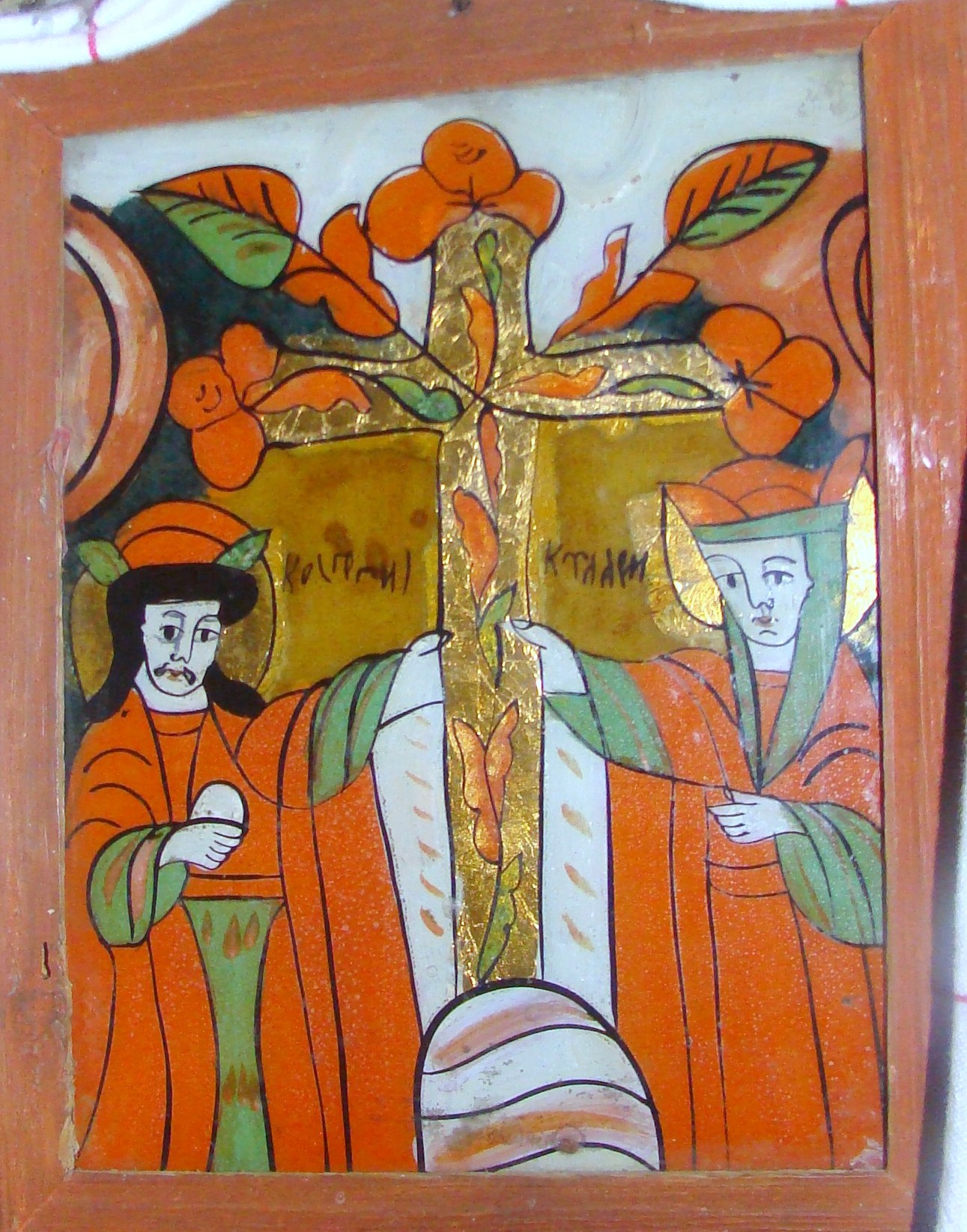
Sfinții Împărați Constantin și Elena

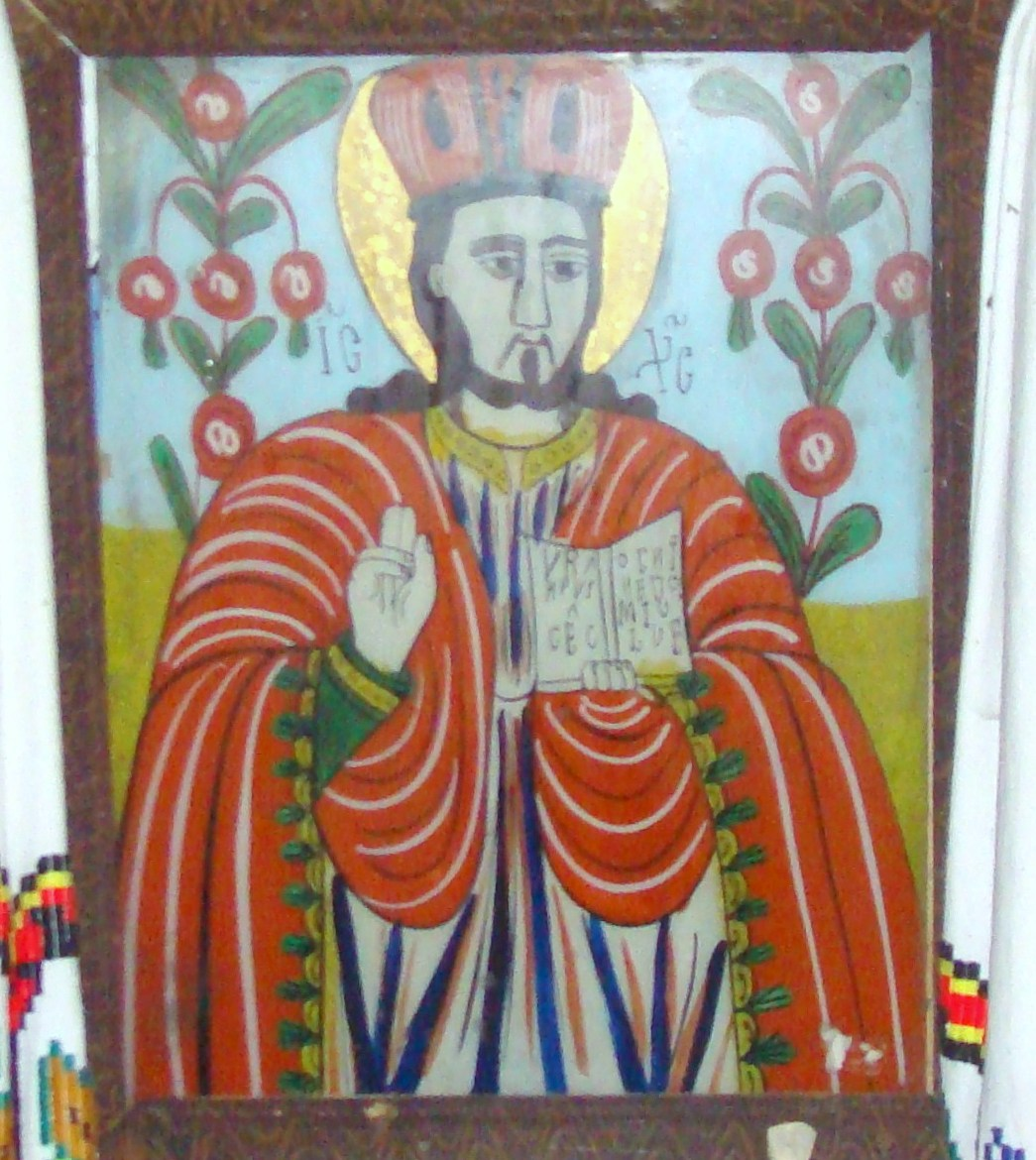
Icoana Mântuitorului

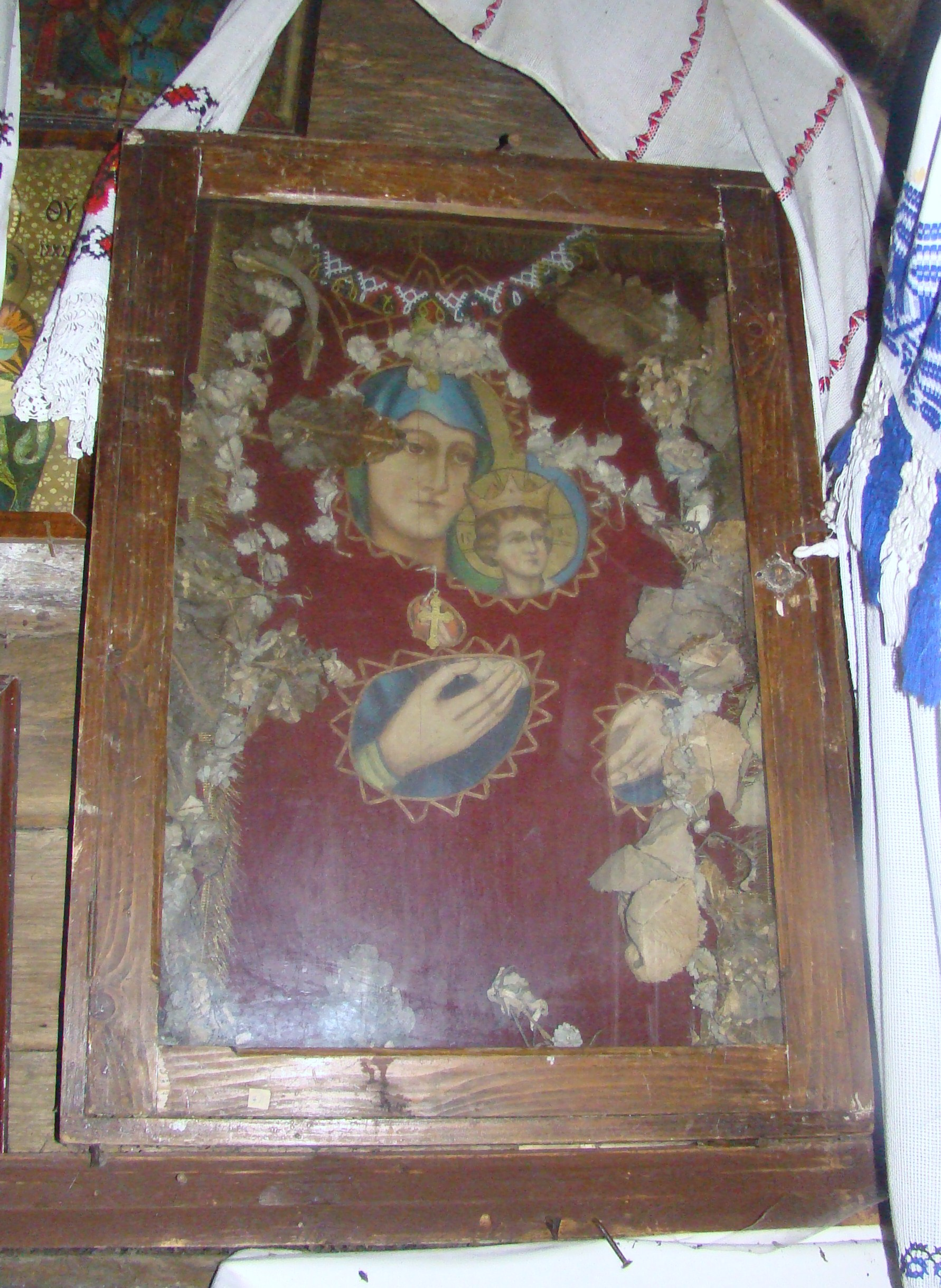
Maica Domnului cu Pruncul

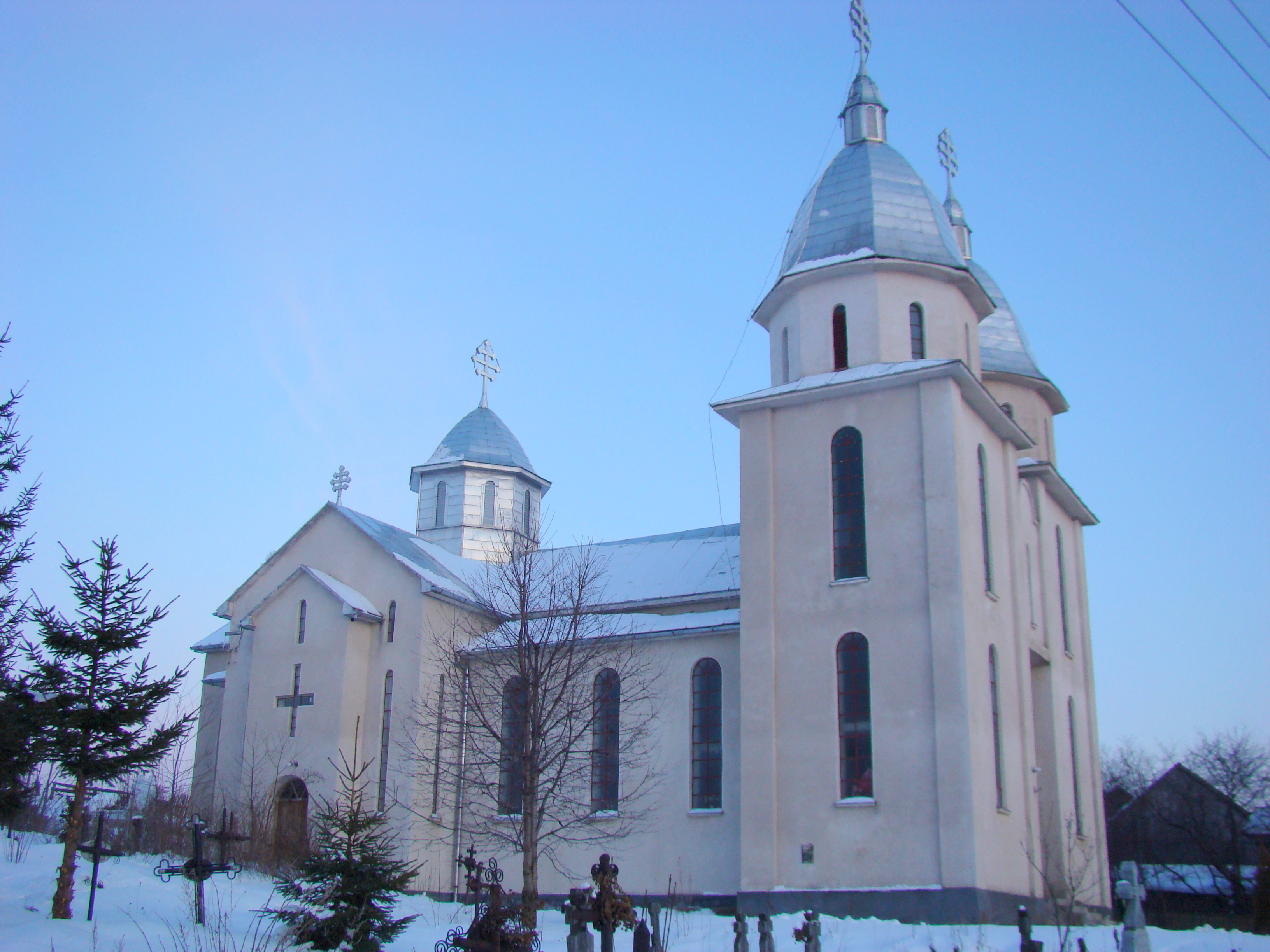
Biserica ortodoxă de zid aflată în vecinătate

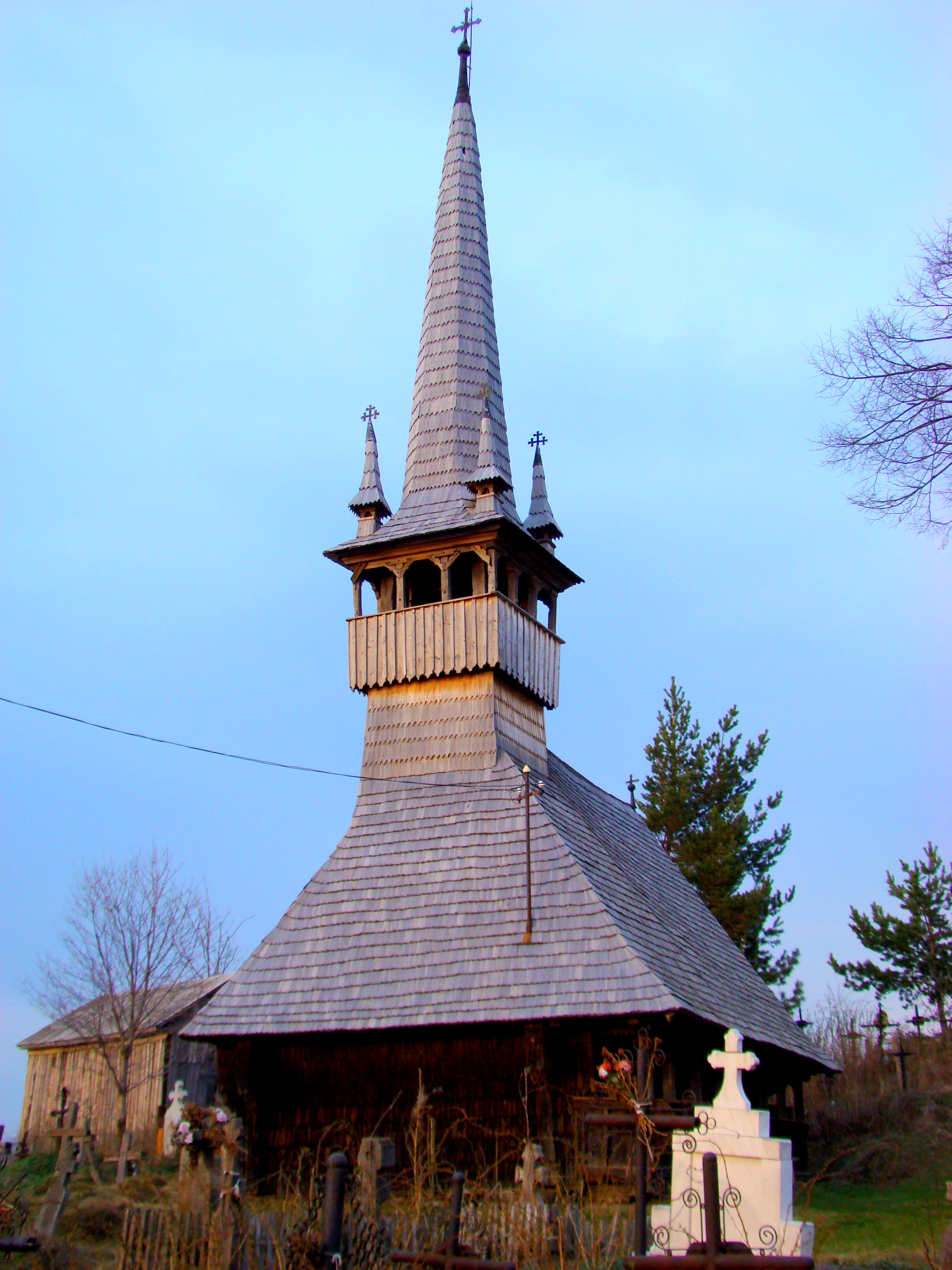
Biserica de lemn „Sfântul Gheorghe” din Dângău Mare, județul Cluj, foto: aprilie 2009.

Biserica de lemn din Dângău Mare, comuna Căpușu Mare, județul Cluj, datează din secolul XIX. Are hramul „Sfântul Gheorghe”. Biserica se află pe noua listă a monumentelor istorice sub cod LMI CJ-II-m-B-07591.

## Istoric și trăsături
Sfântul lăcaș, cu hramul „Sfântul Mare Mucenic Gheorghe” din localitatea Dângău Mare, județul Cluj a fost construită în anul 1864. Biserica a fost cumpărată din localitatea Dâncu.
Biserica este construită din lemn de brad și de stejar. Planimetric se distinge prin forma specifică zonei, cu pronaosul de 3,50/3,80 și naosul de 6,34/3,80. Altarul este poligonal, cu pereții retrași în comparație cu cei din lungimea dreptunghiului.
Pronaosul este tăvănit. Pe grinzile din structura de rezistență a turnului sunt înălțați stâlpii turnului, ce susțin, la nivelul coamei, o galerie deschisă cu câte trei arcade pe latură, toate semicirculare, sub un coif octogonal.
Pridvorul este marcat de opt stâlpi, fixați jos în talpă, iar sus, în cununa târnațului, care împreună cu contrafișele formează arcade decorative semicirculare, ce lasă o bună impresie ochiului atent la proporționări.
Acoperișul este unitar pentru întreaga construcție, căpriorii fiind fixați pe o cosoroabă solidă ce se sprijină, la rândul ei, pe console mai alcătuite din bârnele mai lungi din partea superioară.
Pereții exteriori au fost acoperiți cu șindrilă protectoare împotriva intemperiilor, această tehnică fiind probabil „invenția” târzie a unui meșter local, întrucât o întâlnim și la biserica din Bălcești. Ancadramentul portalului exterior este format din usciori din lemn de stejar, decorați prin sculptare.
Reparații capitale s-au executat în anul 2004, respectându-se originalul. Toate costurile au fost sponsorizate de Dl. Ing. Vădan Gheorghe, fiu al satului. A fost refăcut și acoperișul din șindrilă de brad, adusă din Măgura Răcătăului. 

## Imagini din exterior

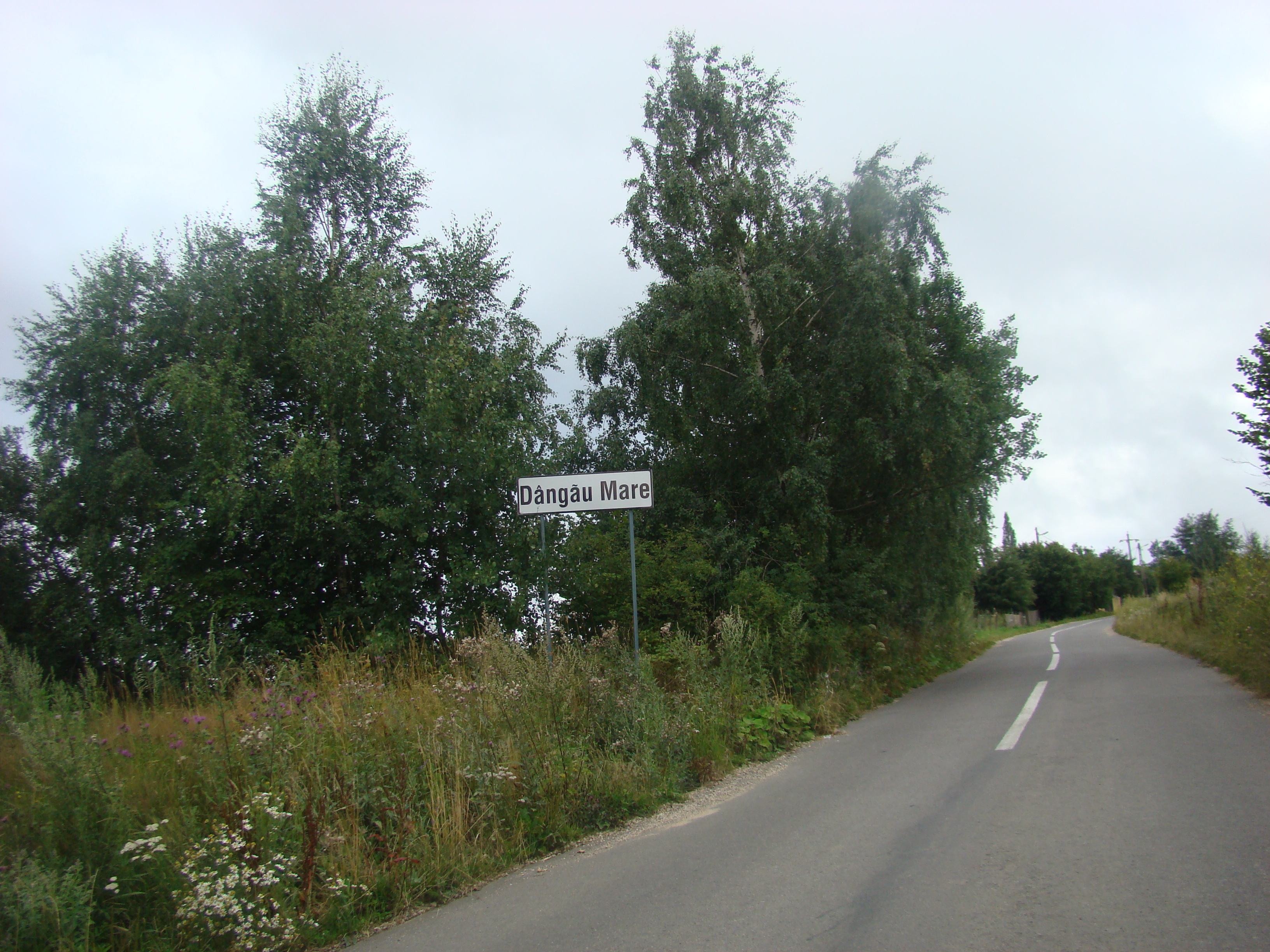
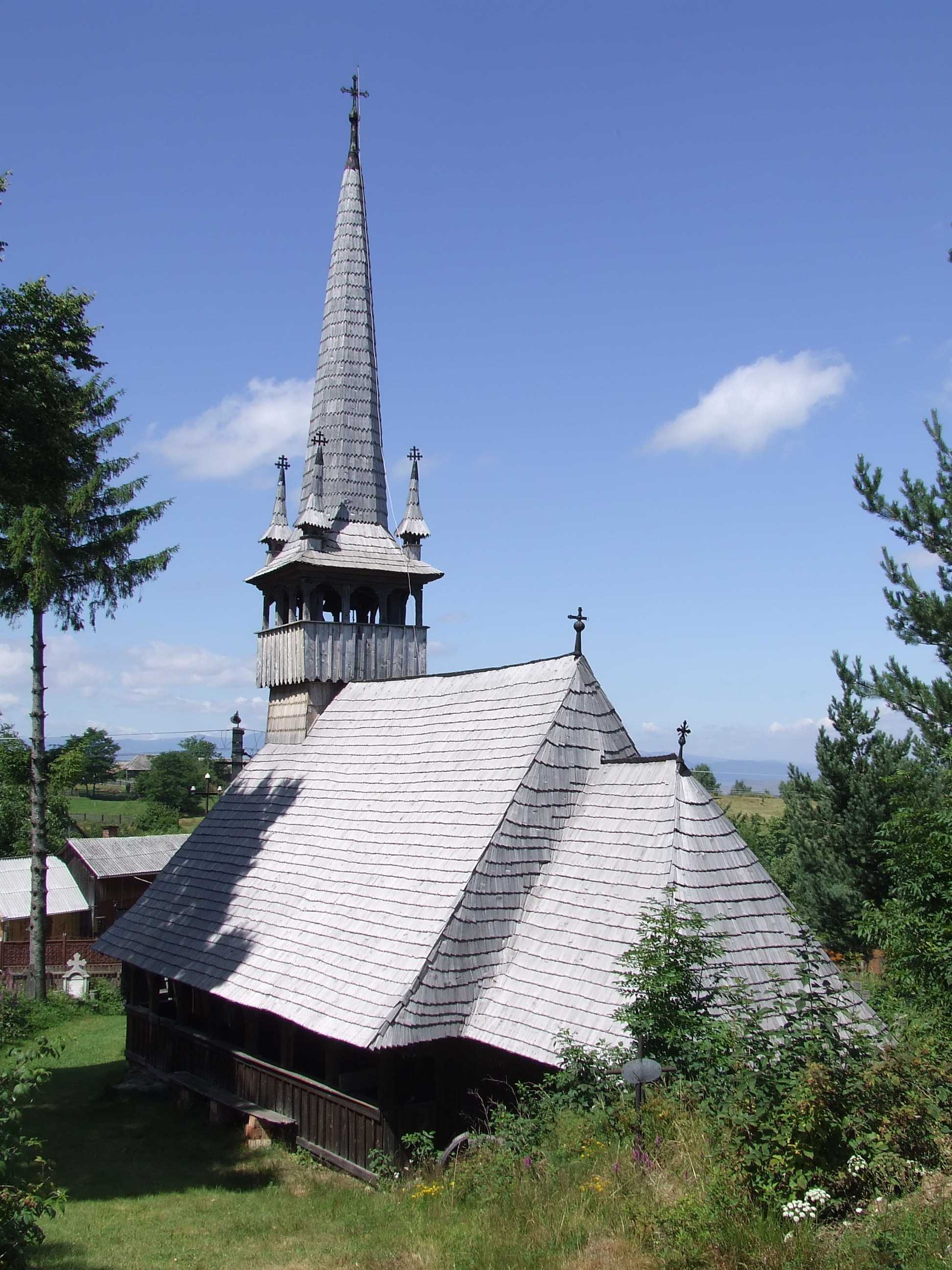
Vedere de ansamblu din sud-est
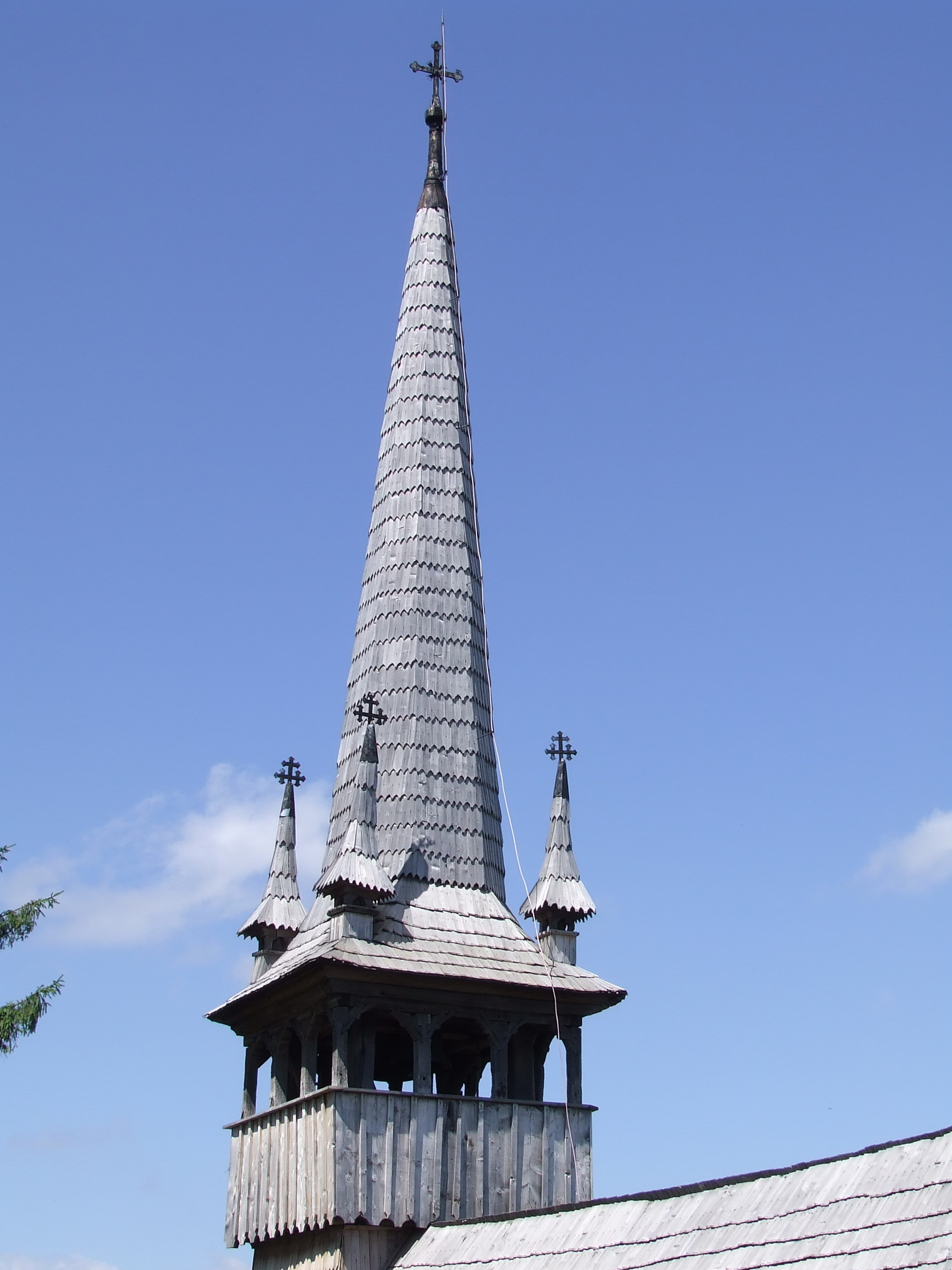
Clopotniţa bisericii
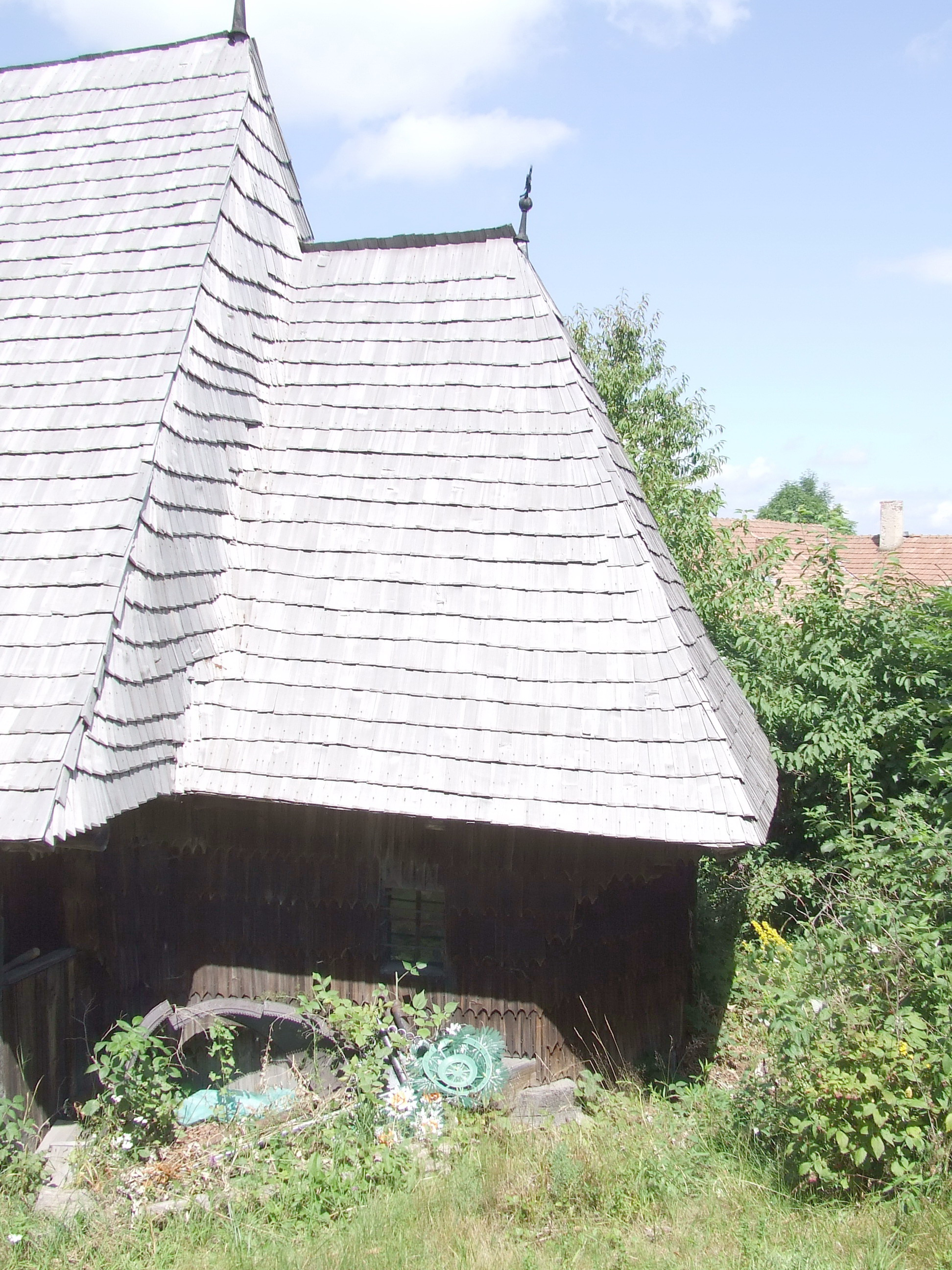
Absida altarului
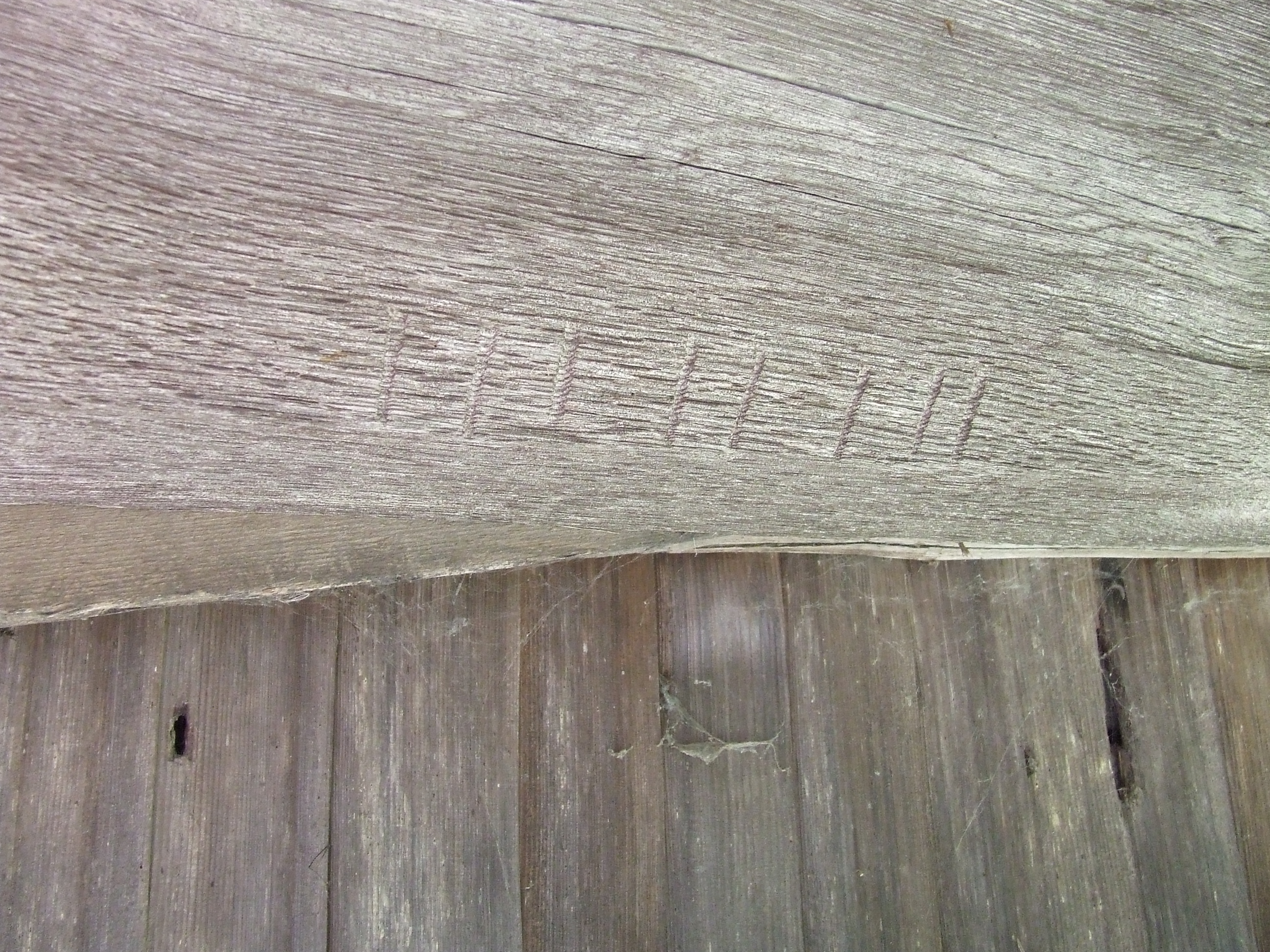
Urmele mutării
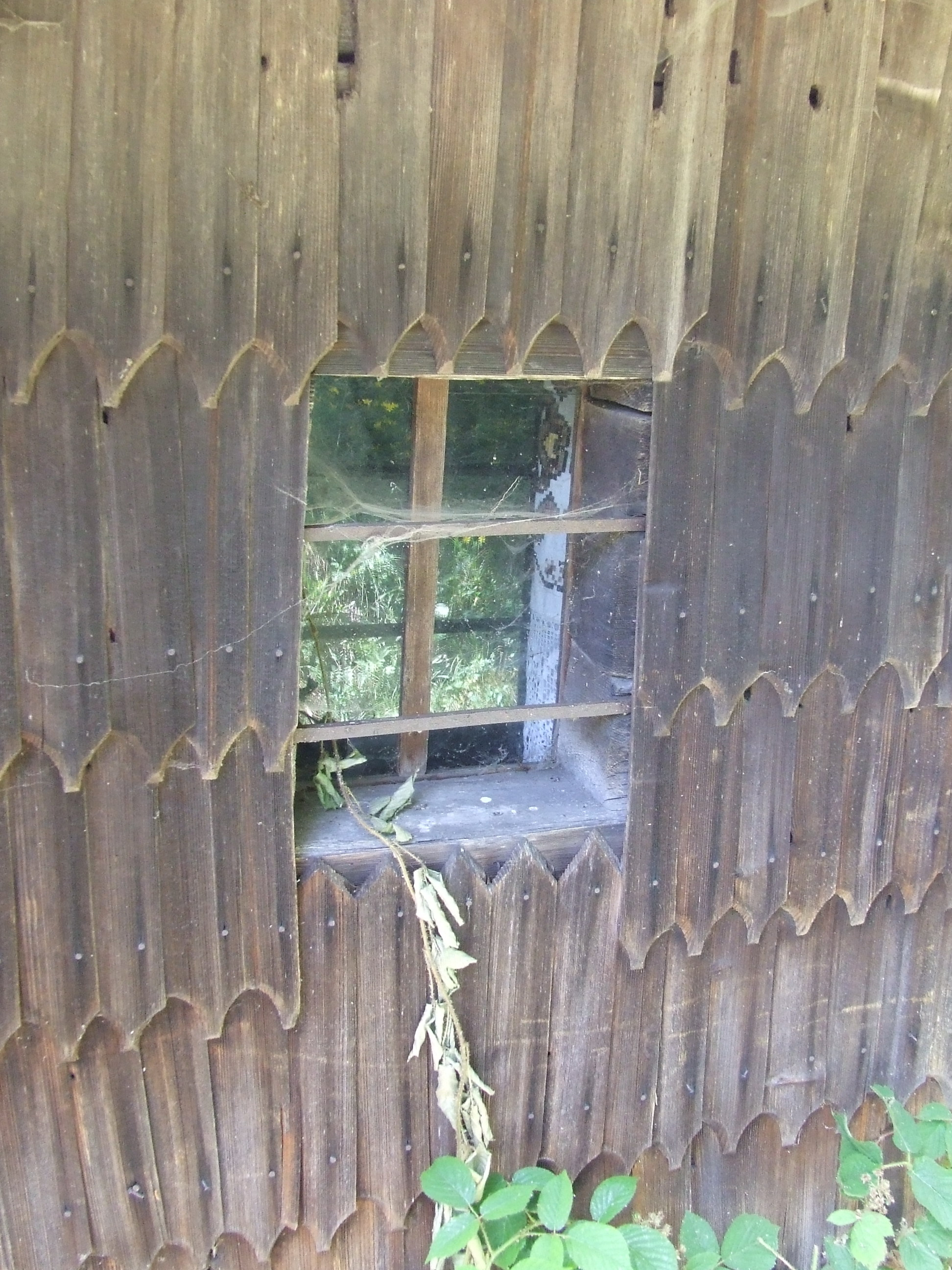
Fereastră
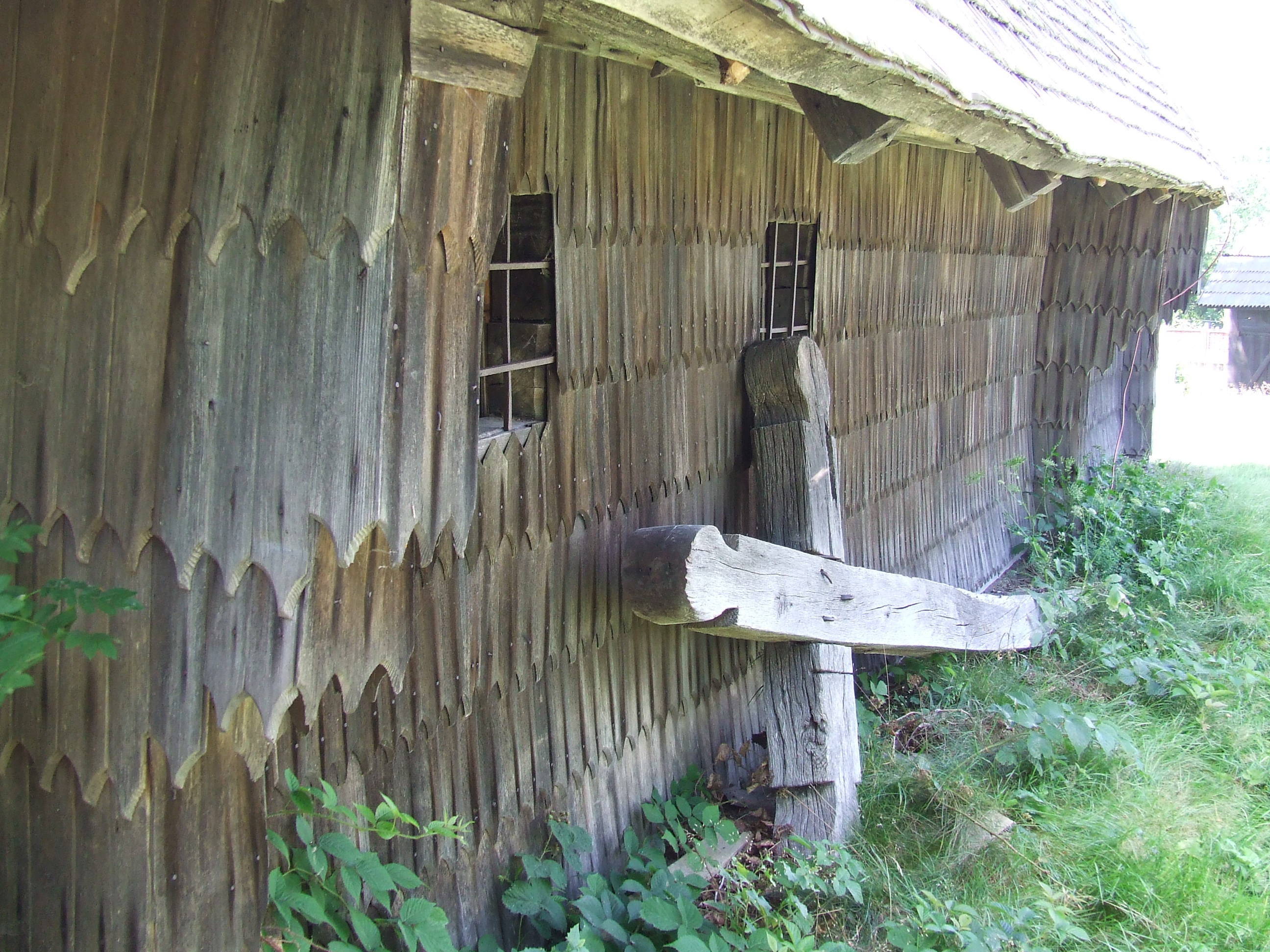
Latura de nord a bisericii
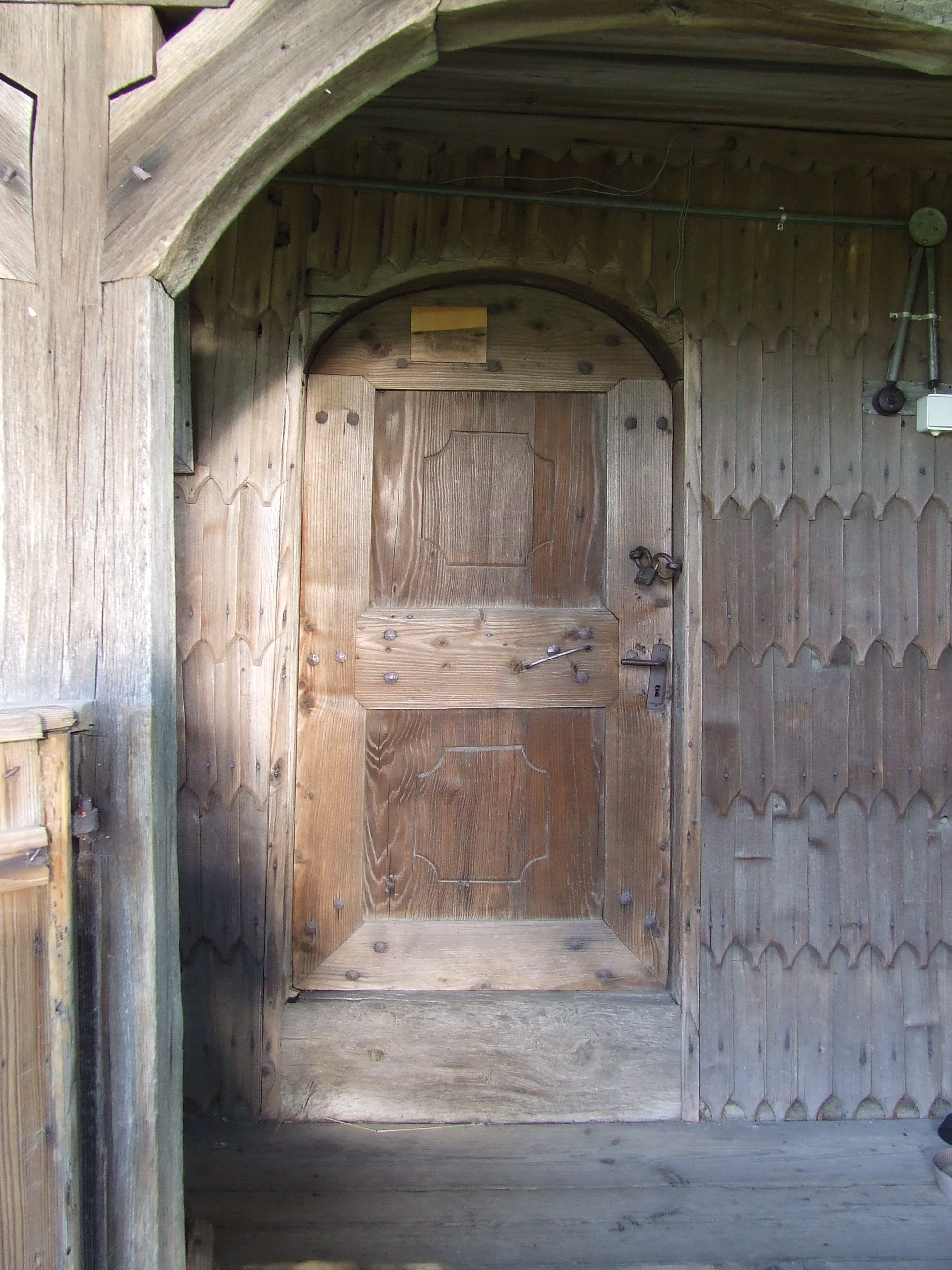
Portal intrare
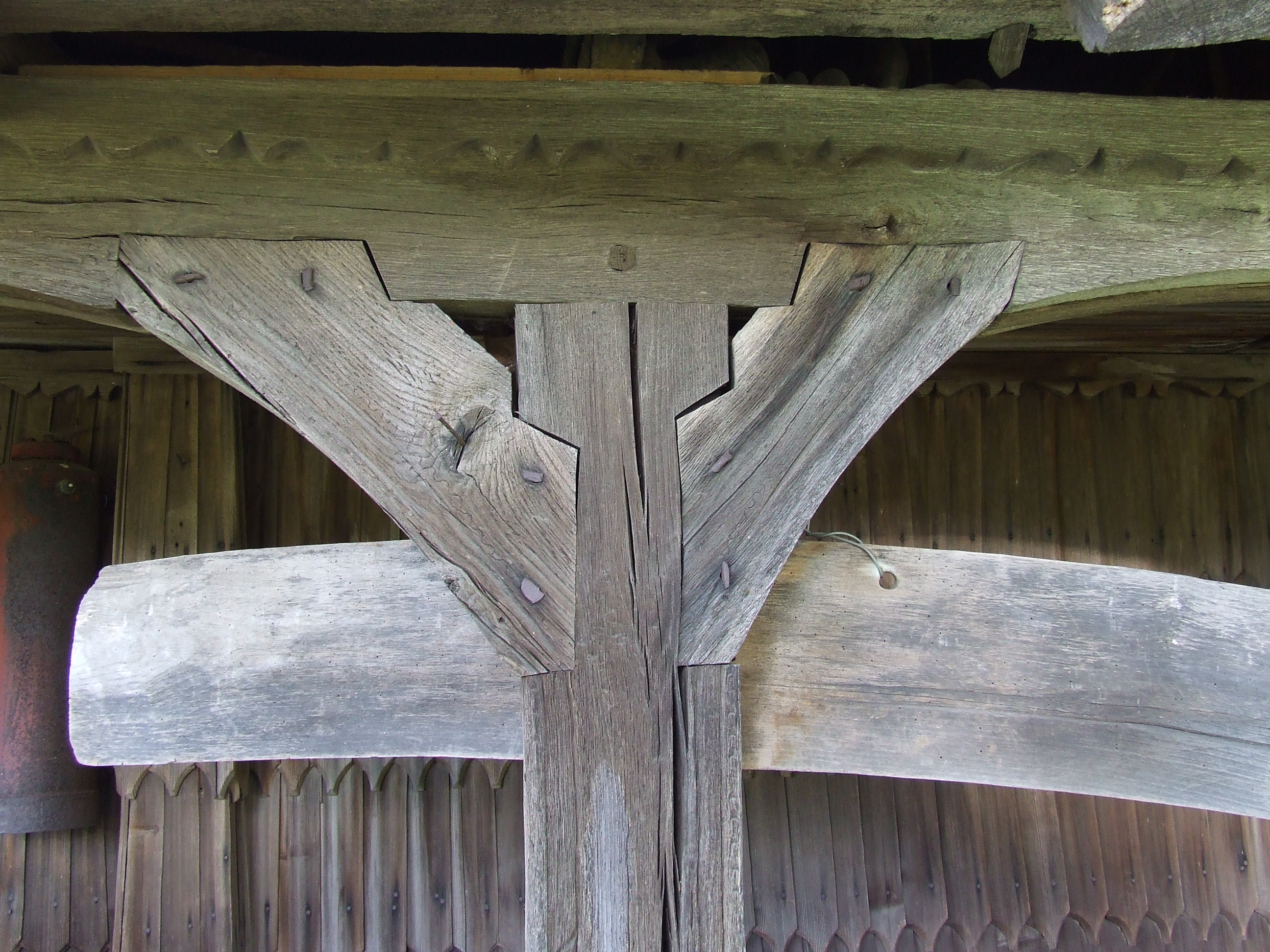
Detaliu stâlp pridvor
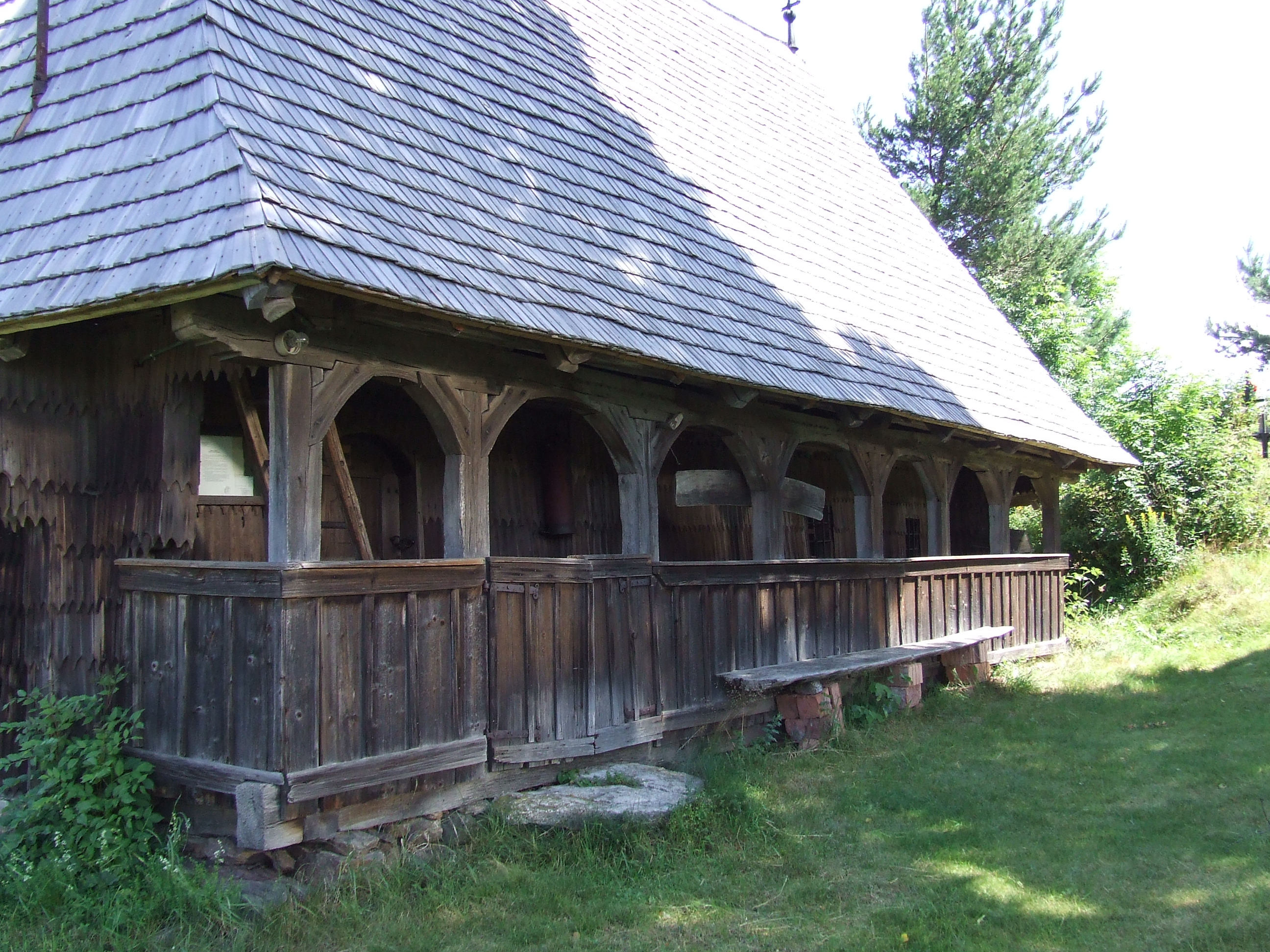
Prispa bisericii
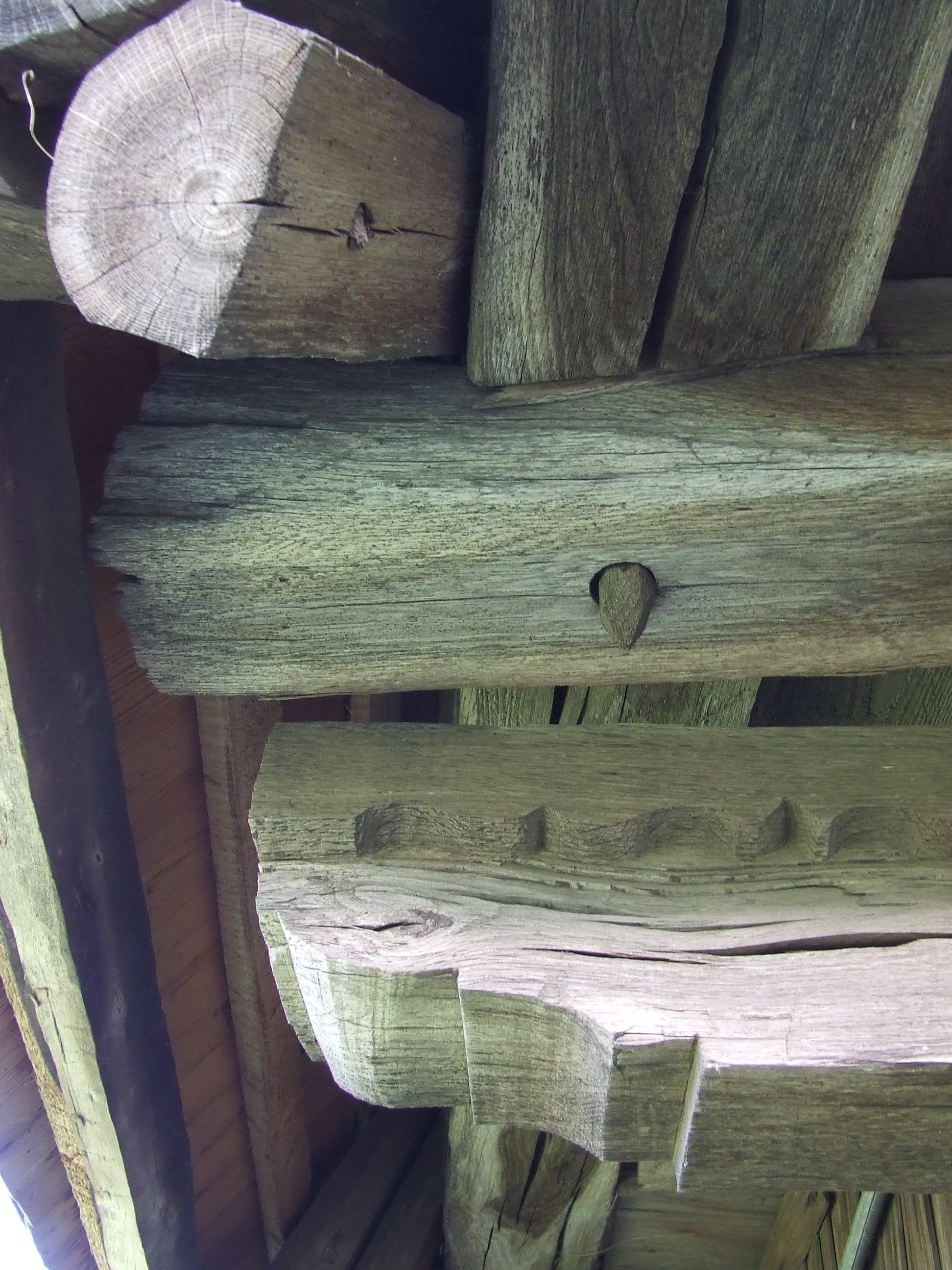
Îmbinare
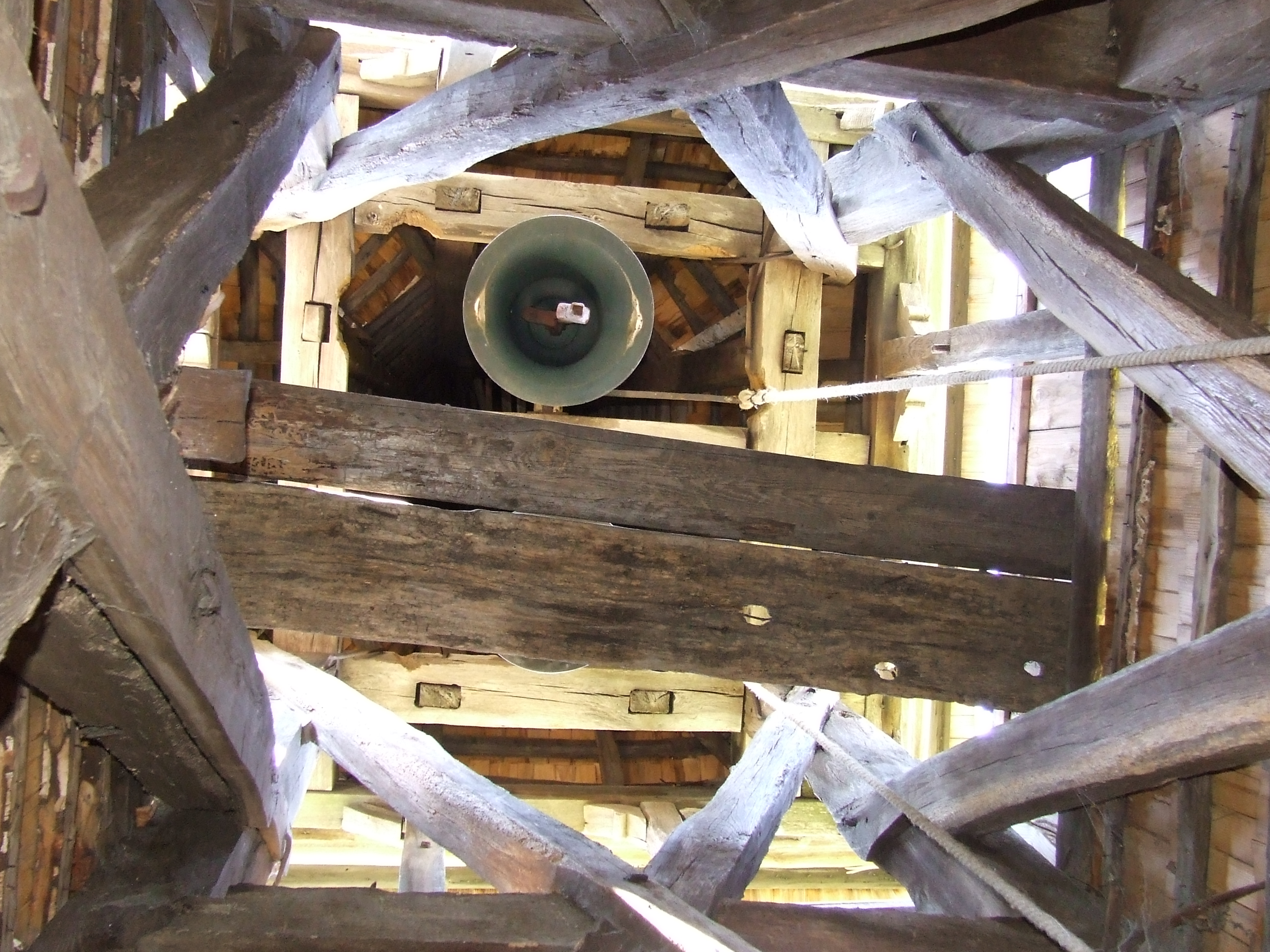
Clopotele bisericii
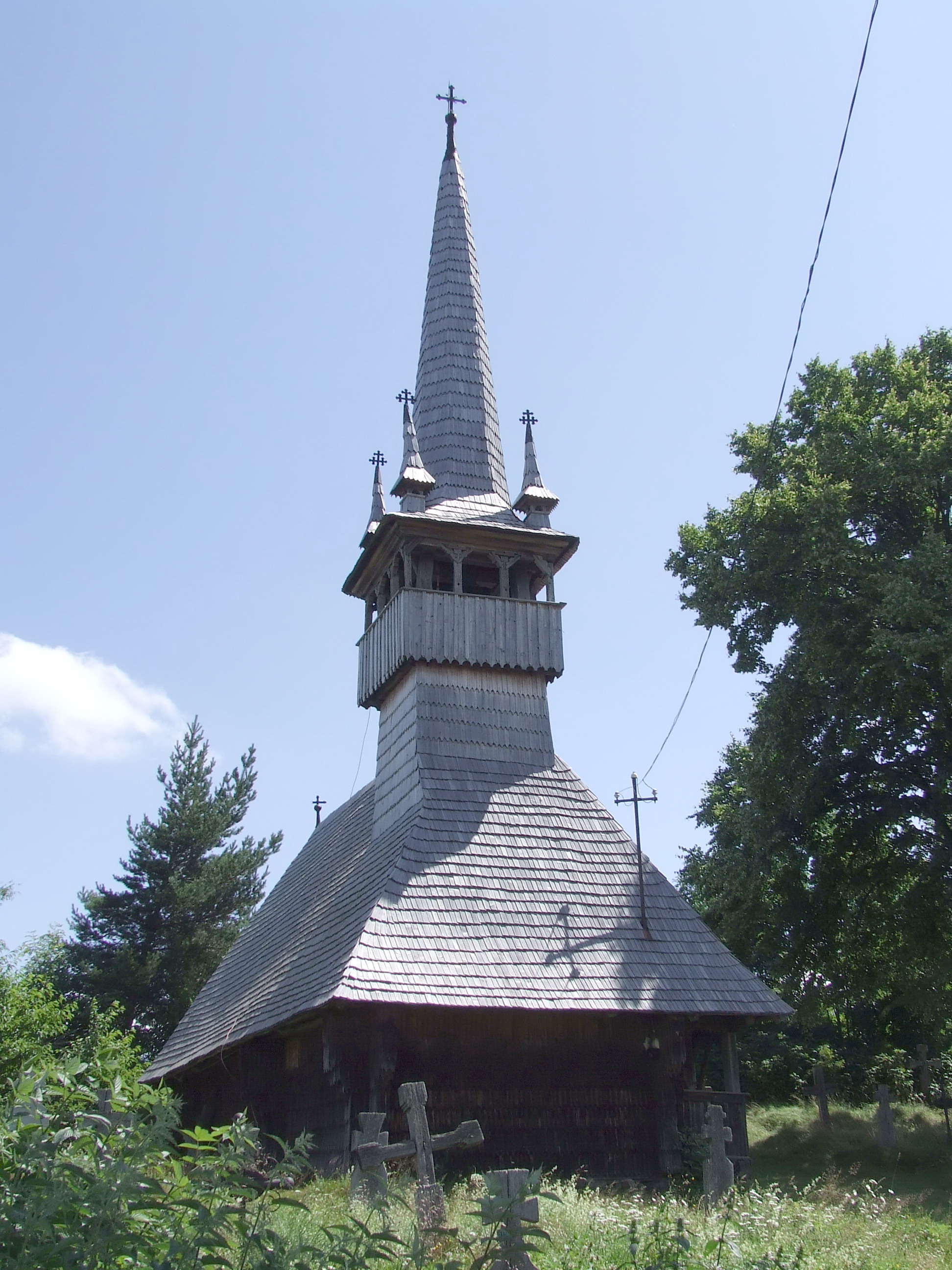
Vedere de ansamblu
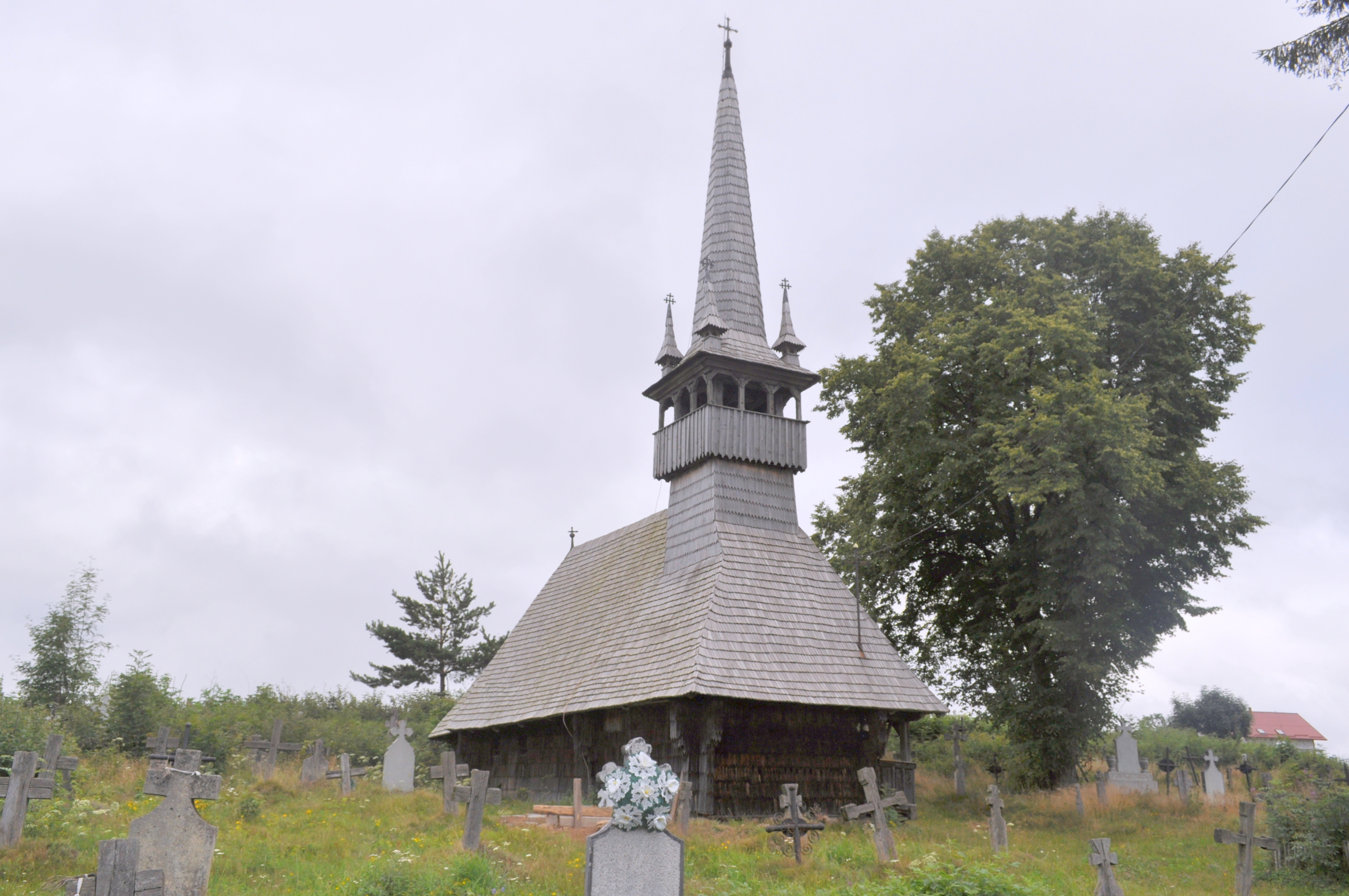
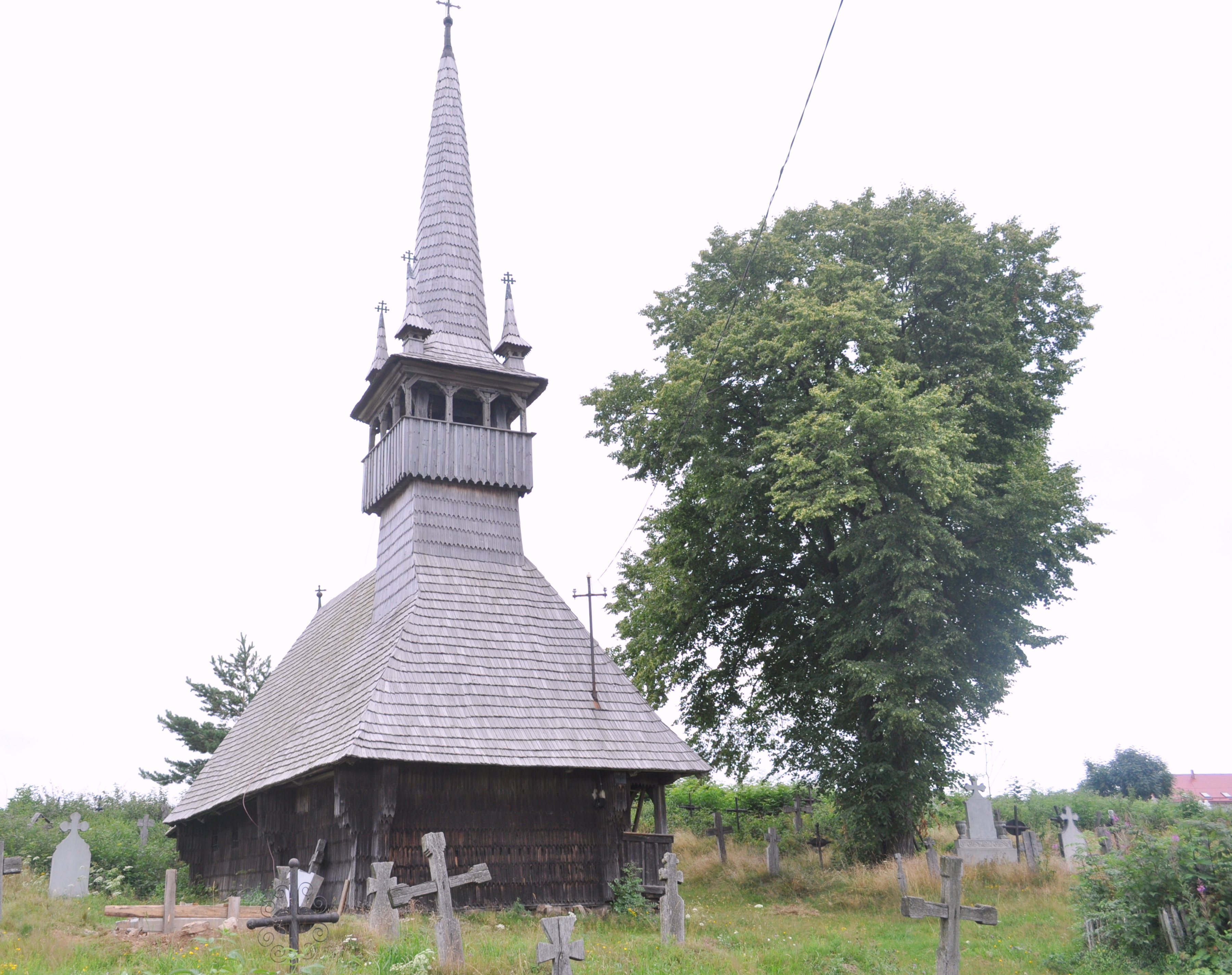
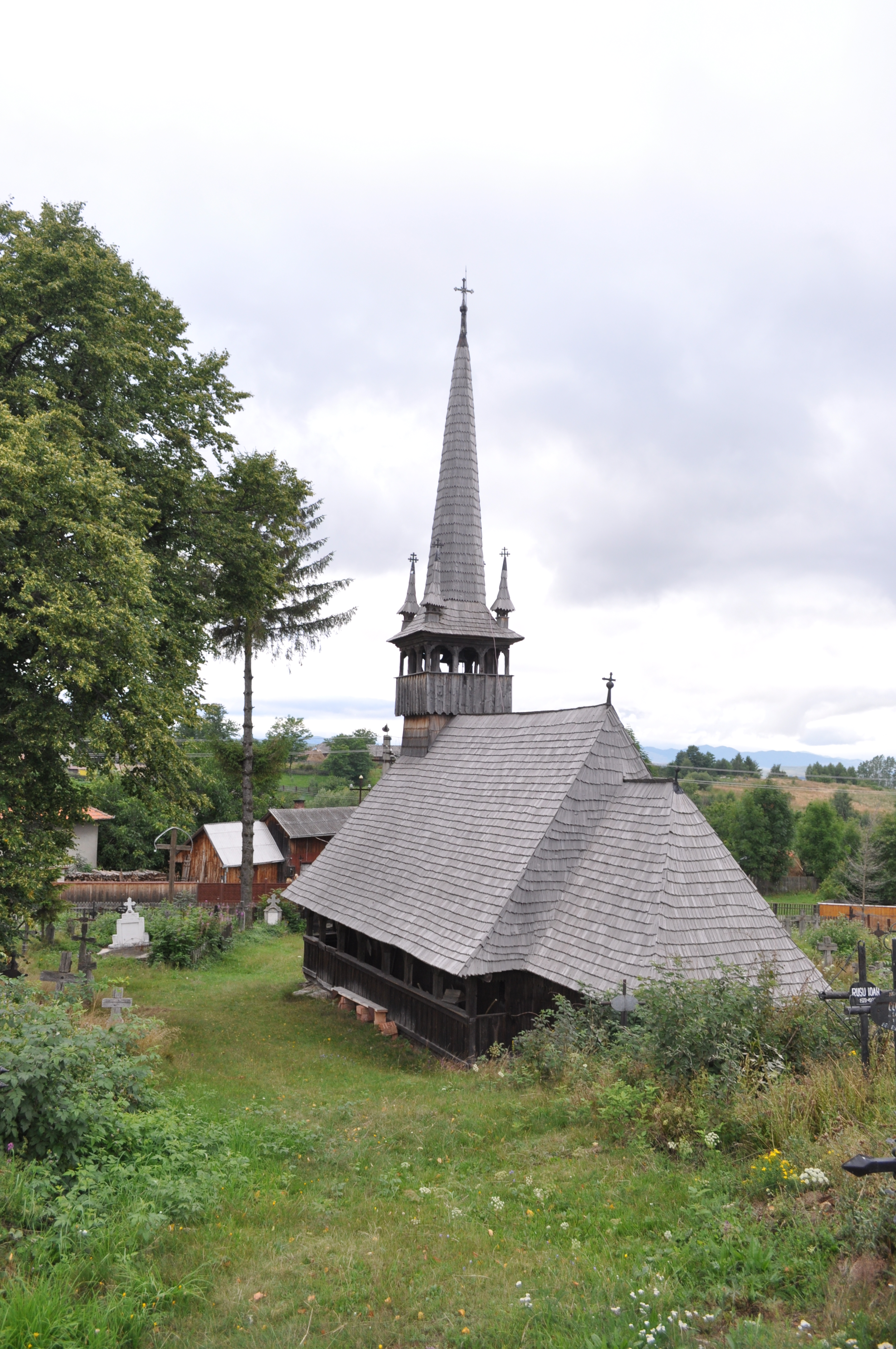
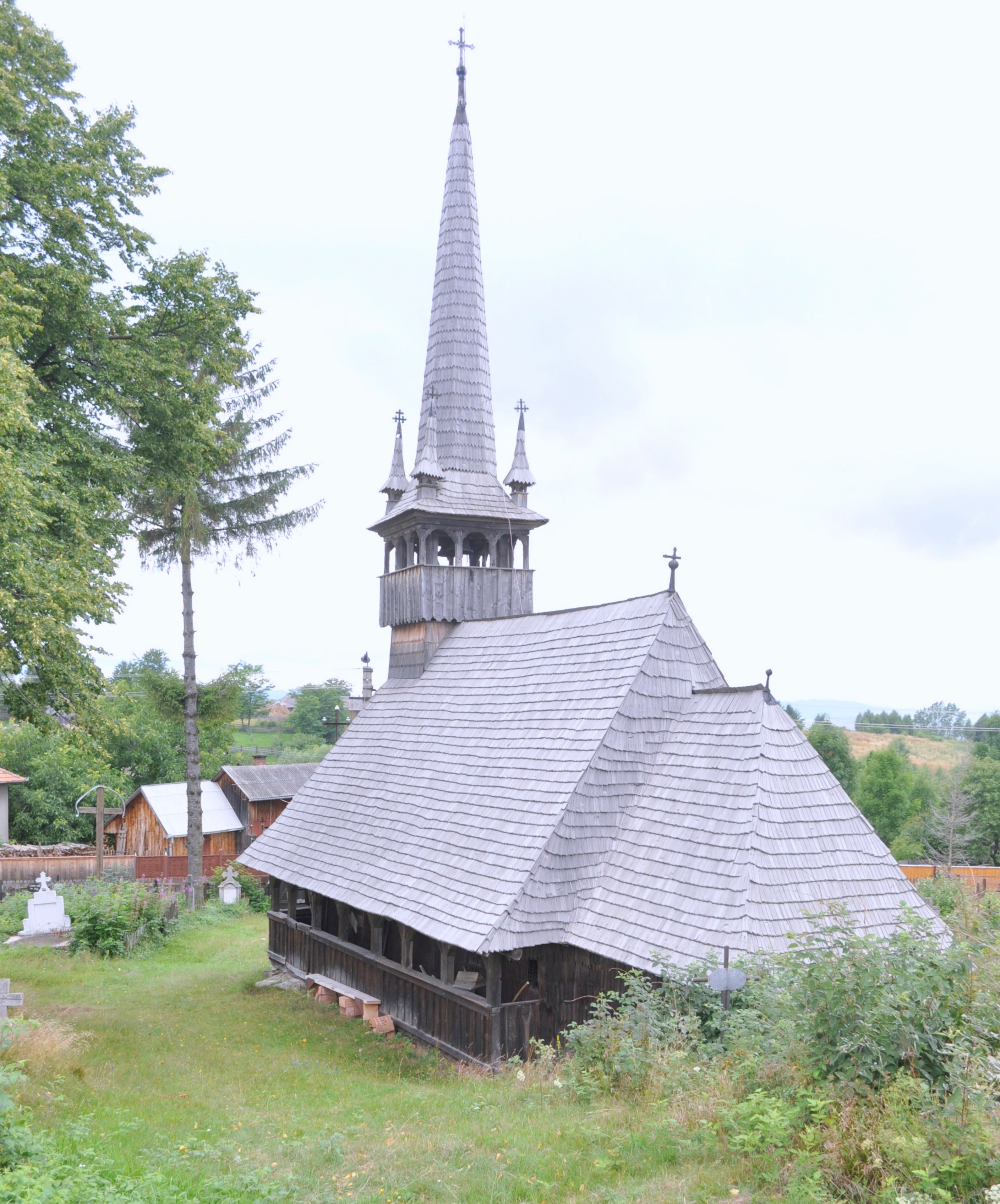
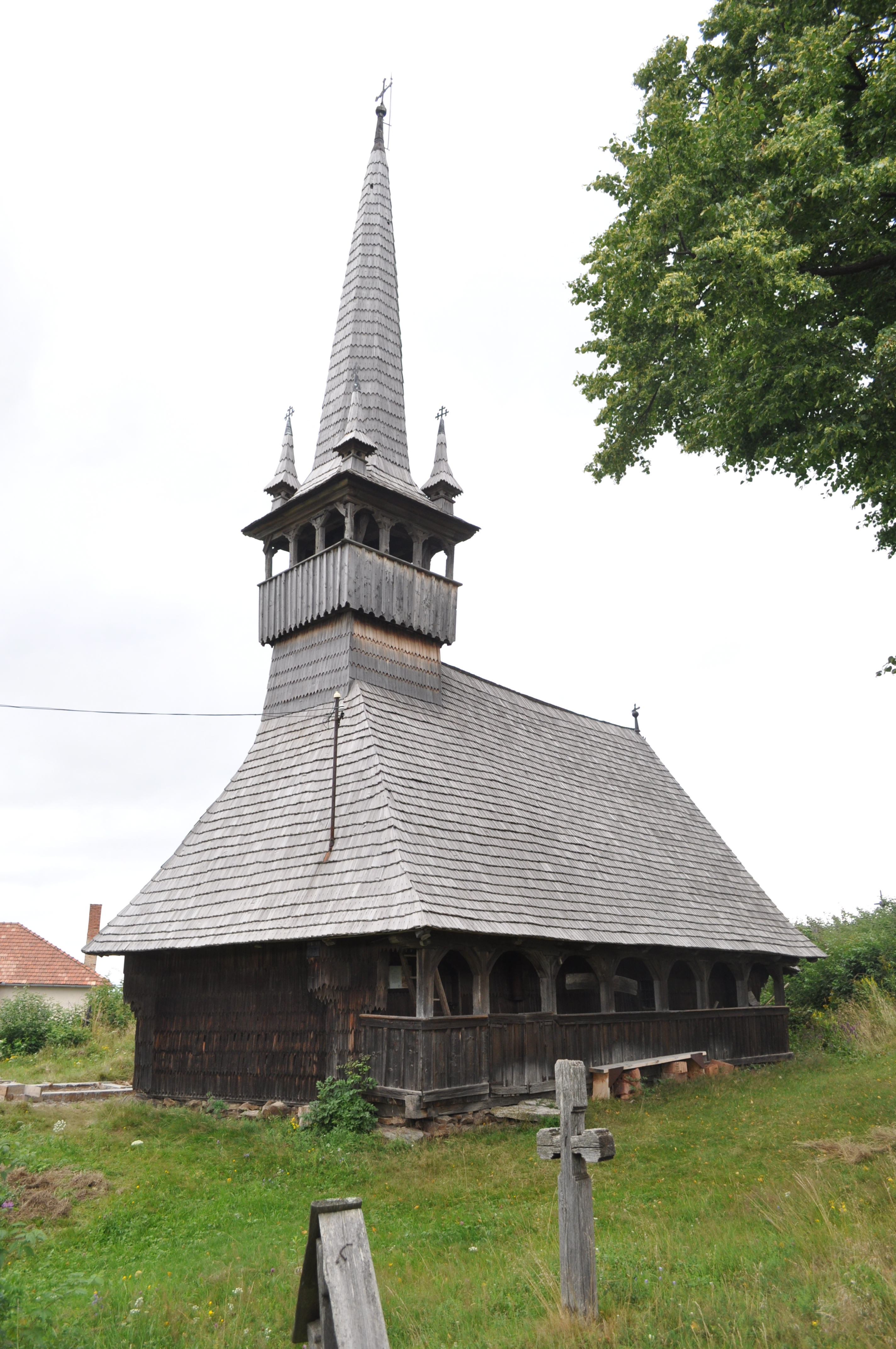
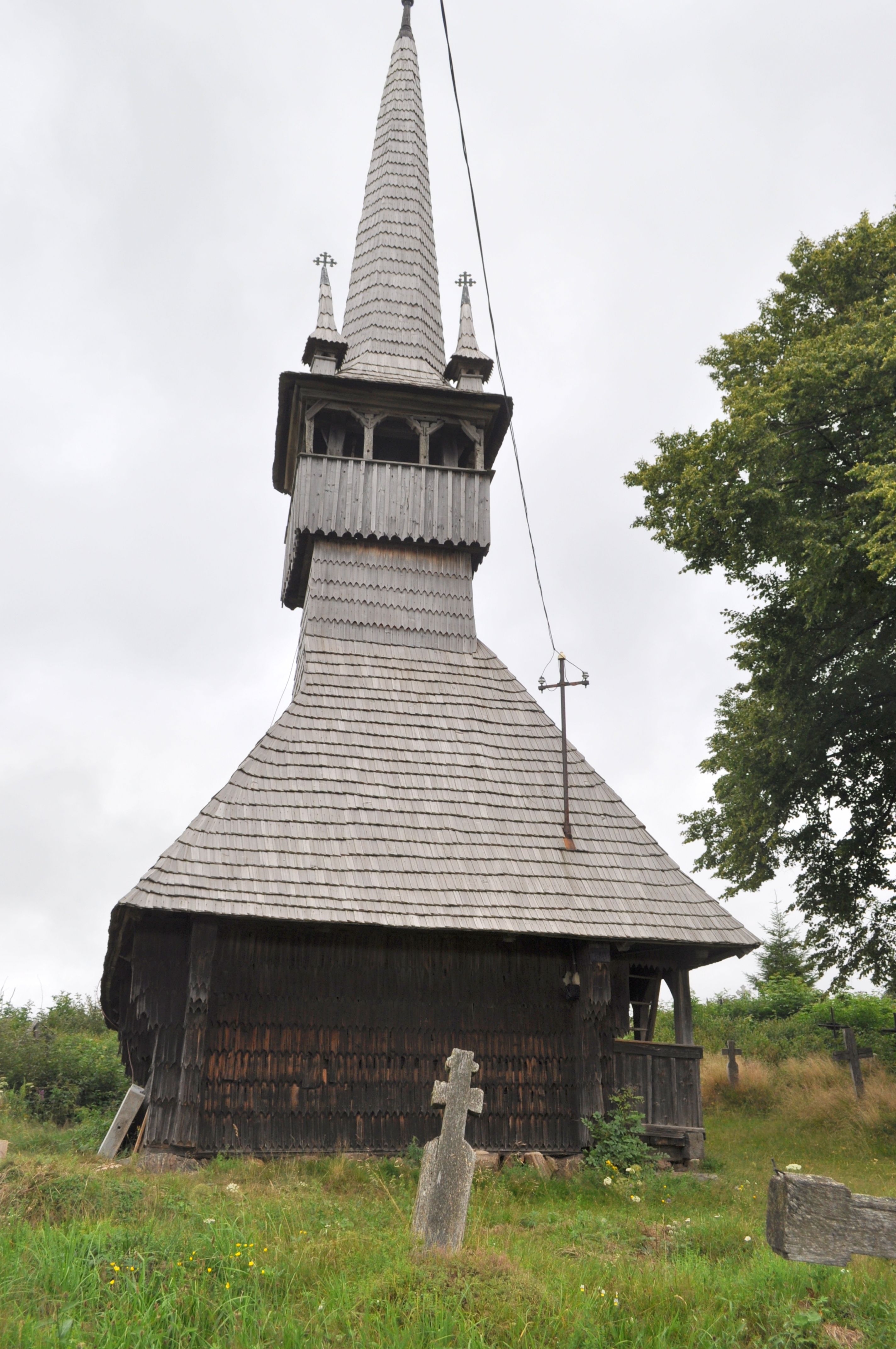
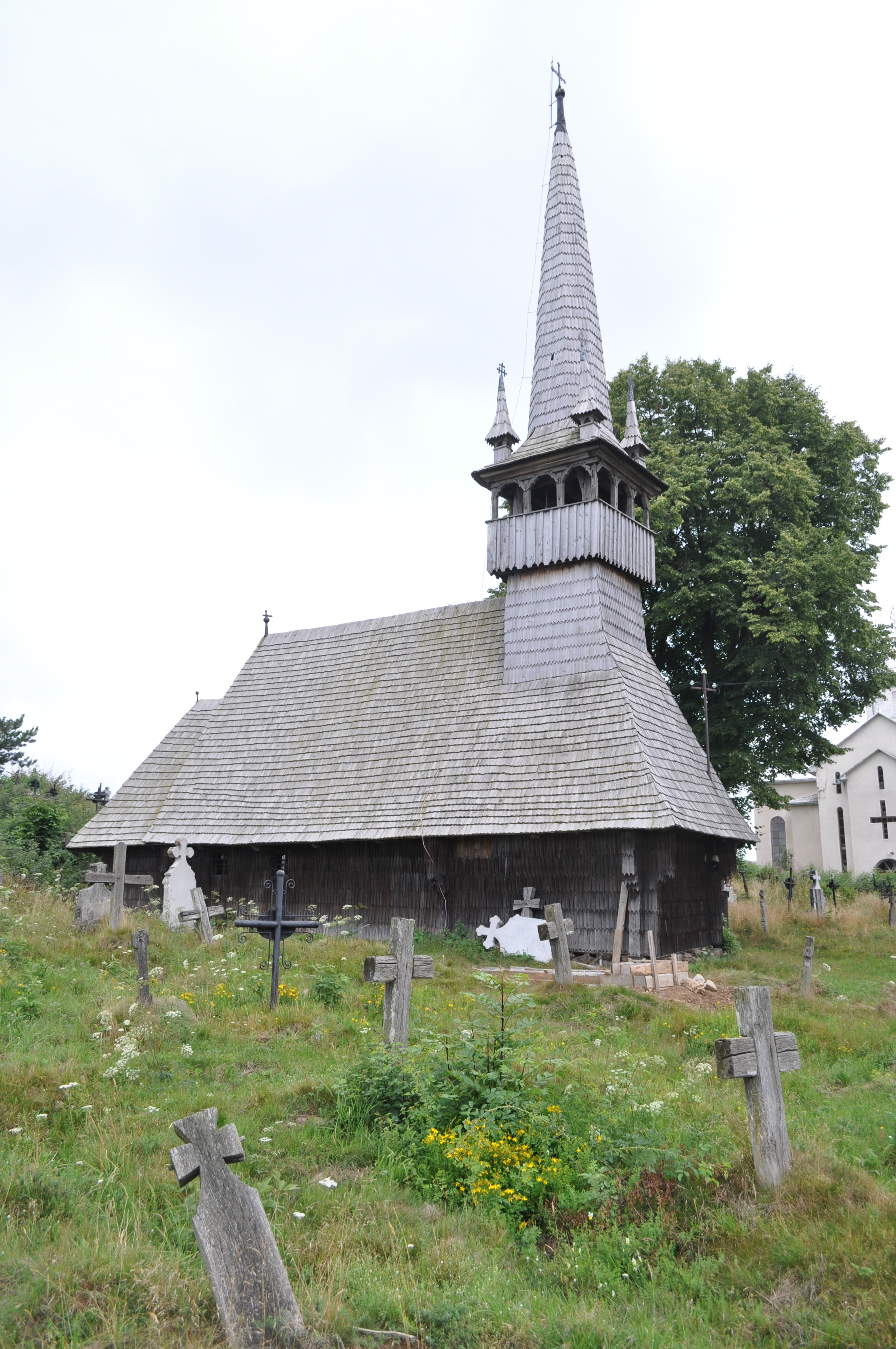

## Imagini din interior

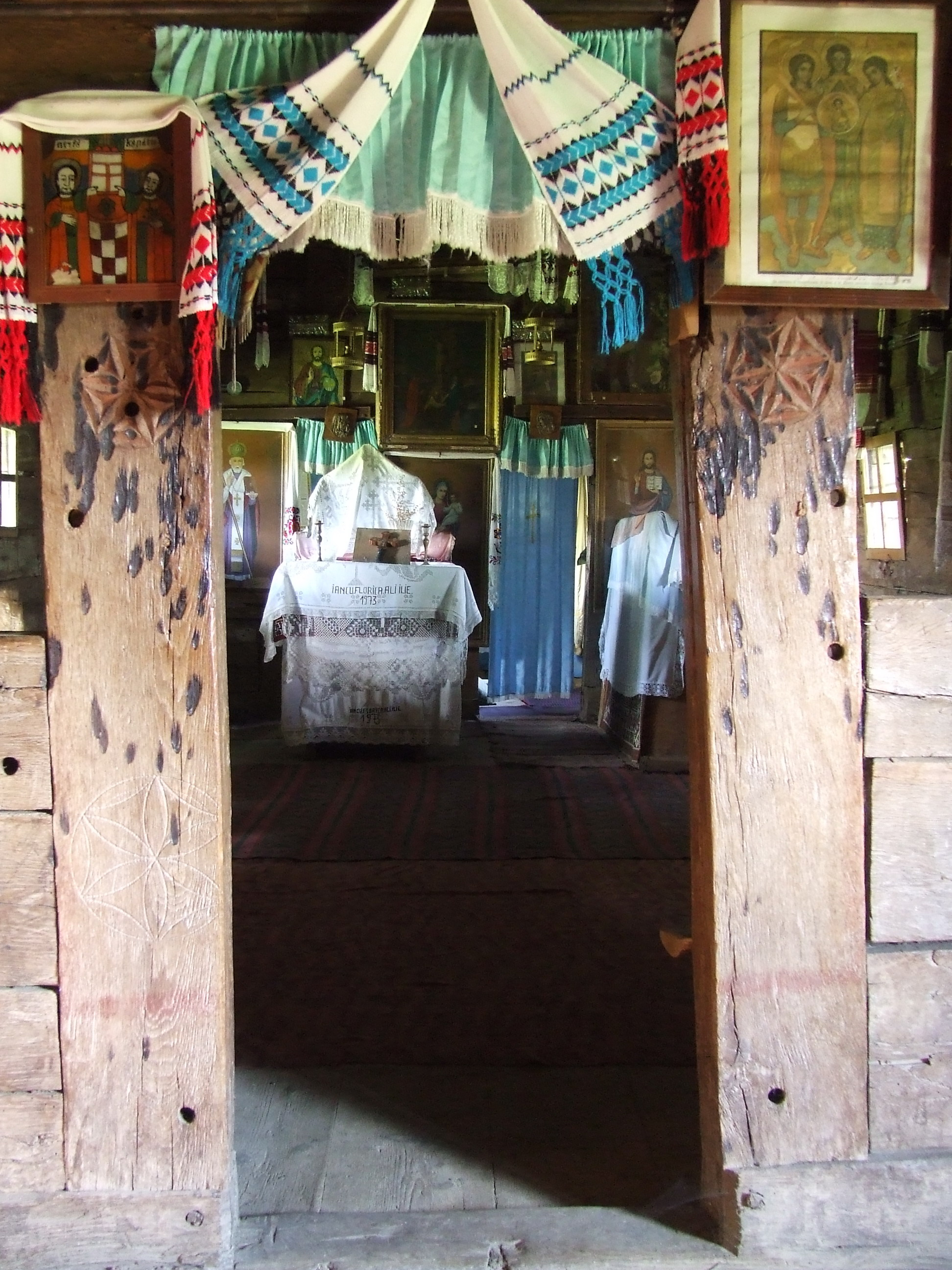
Portalul naosului, vedere din pronaos
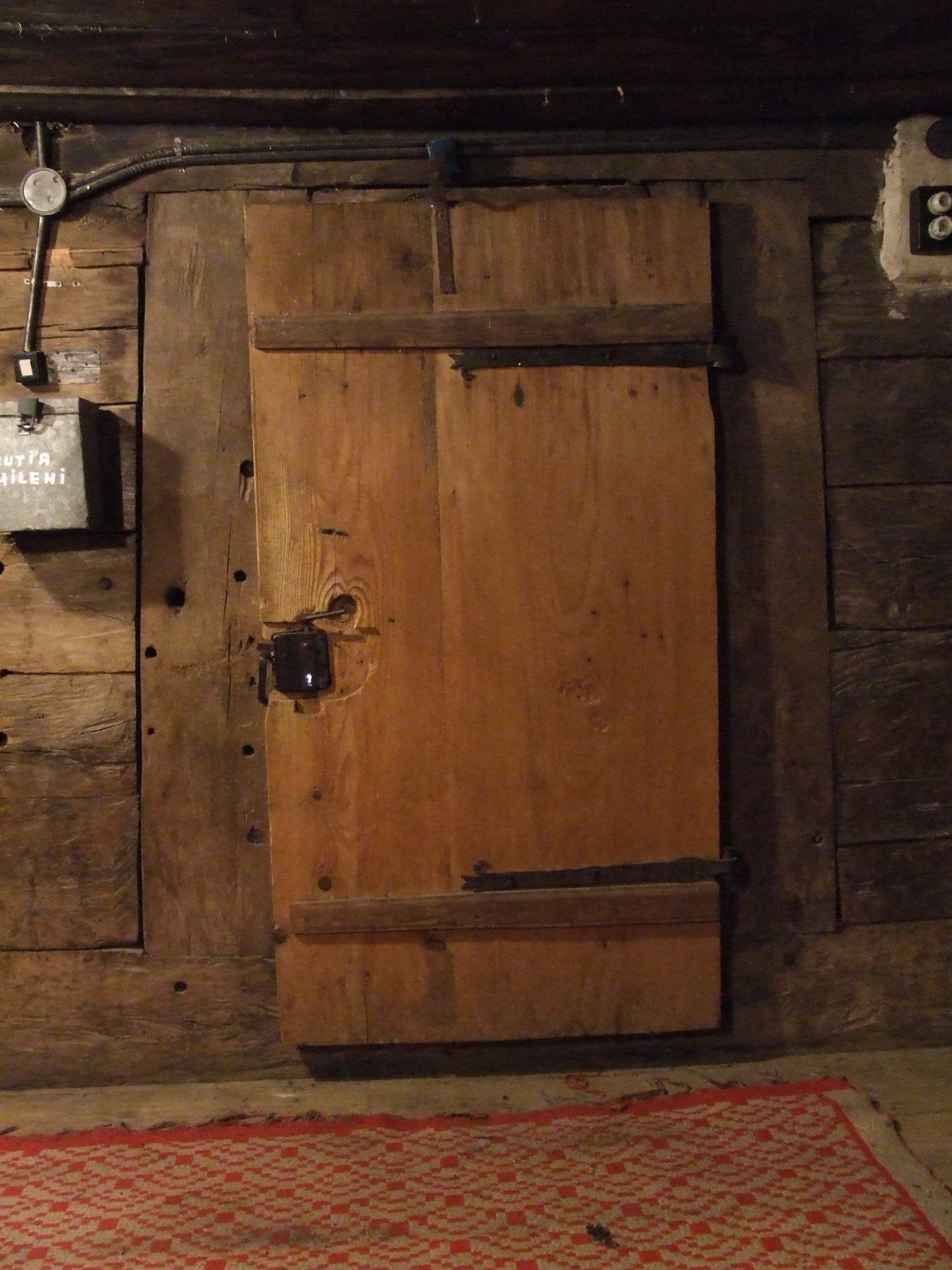
Dosul uşii de la intrare
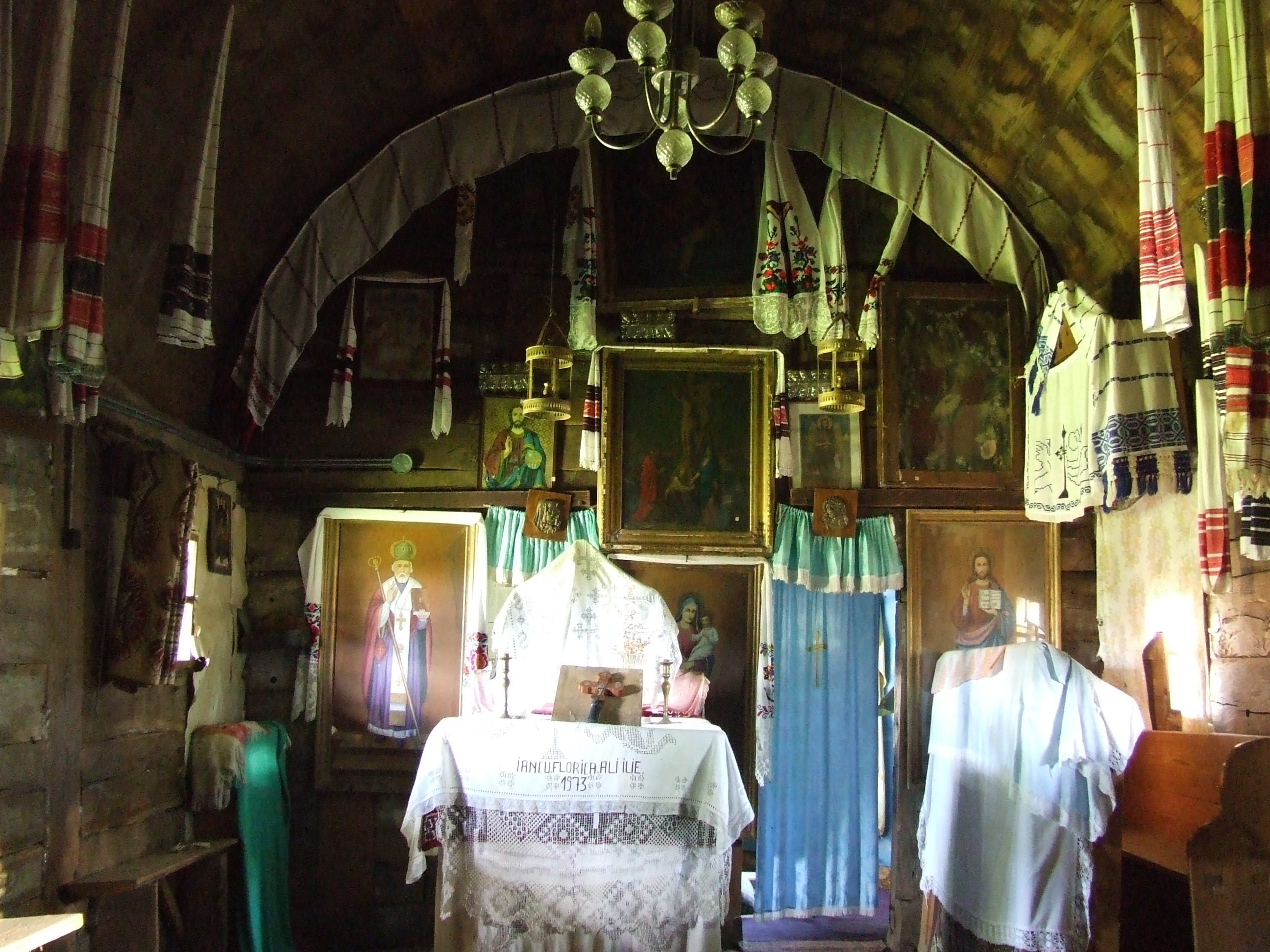
Iconostasul
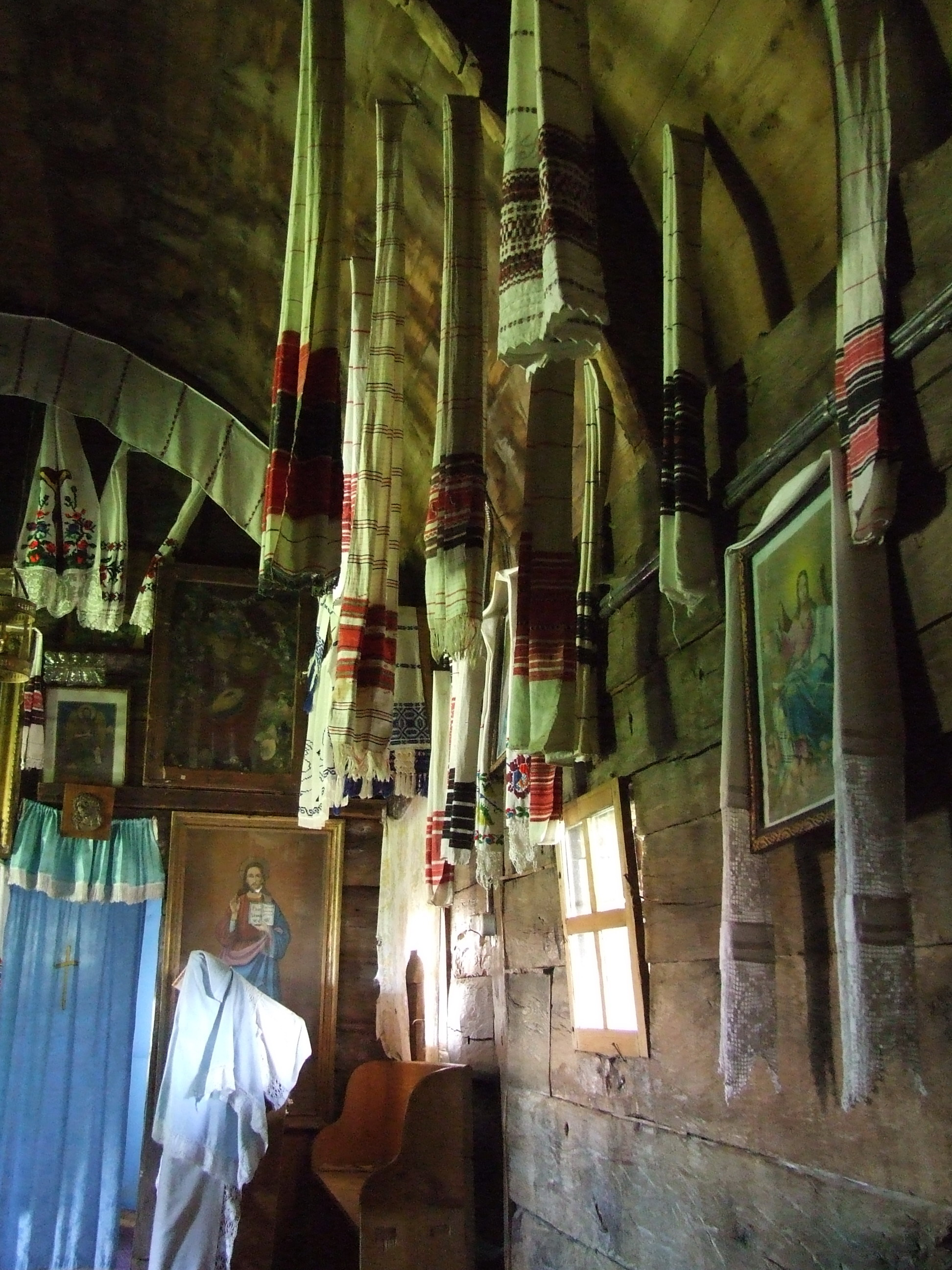
Şterguri
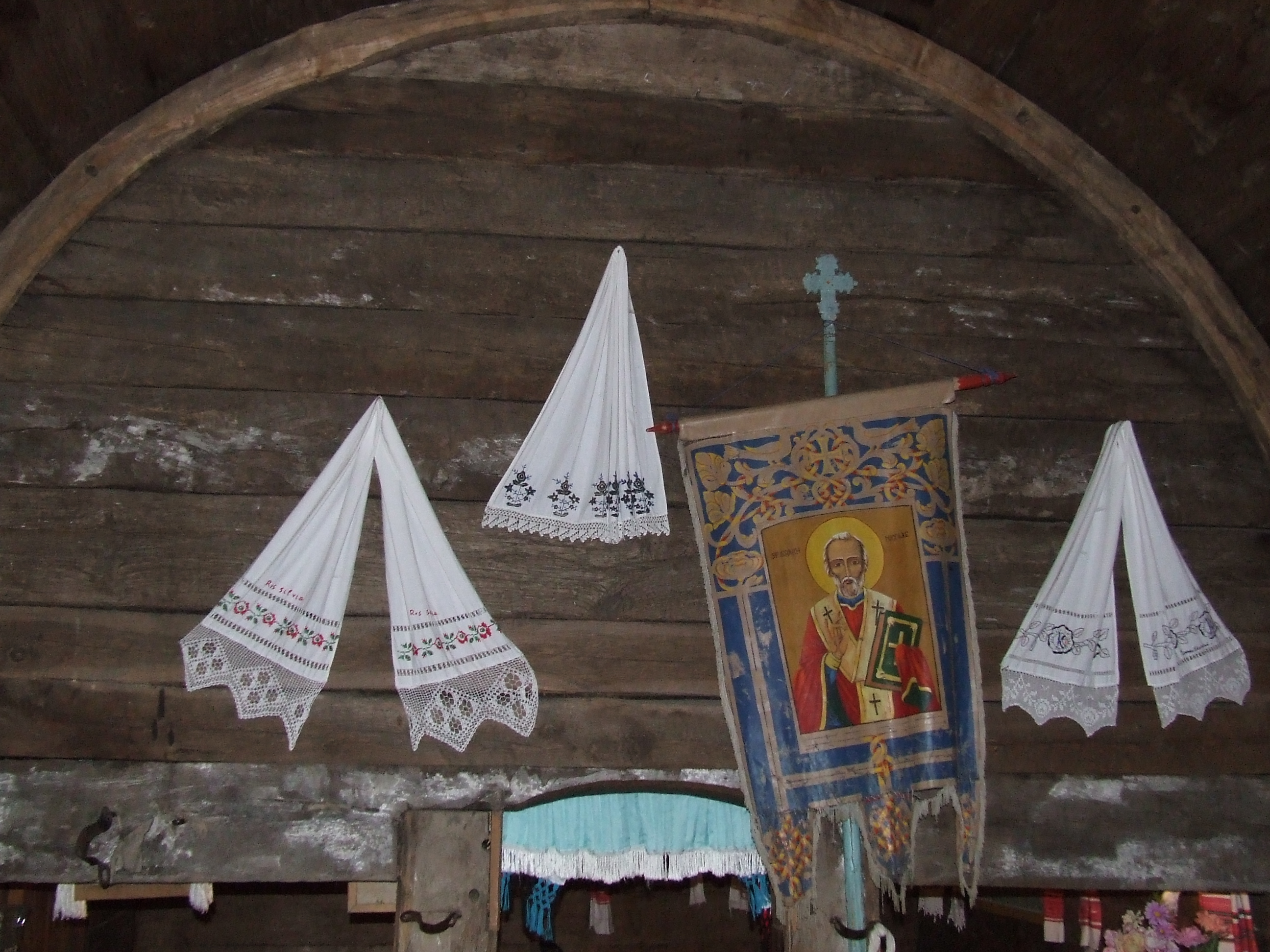
Detaliu naos
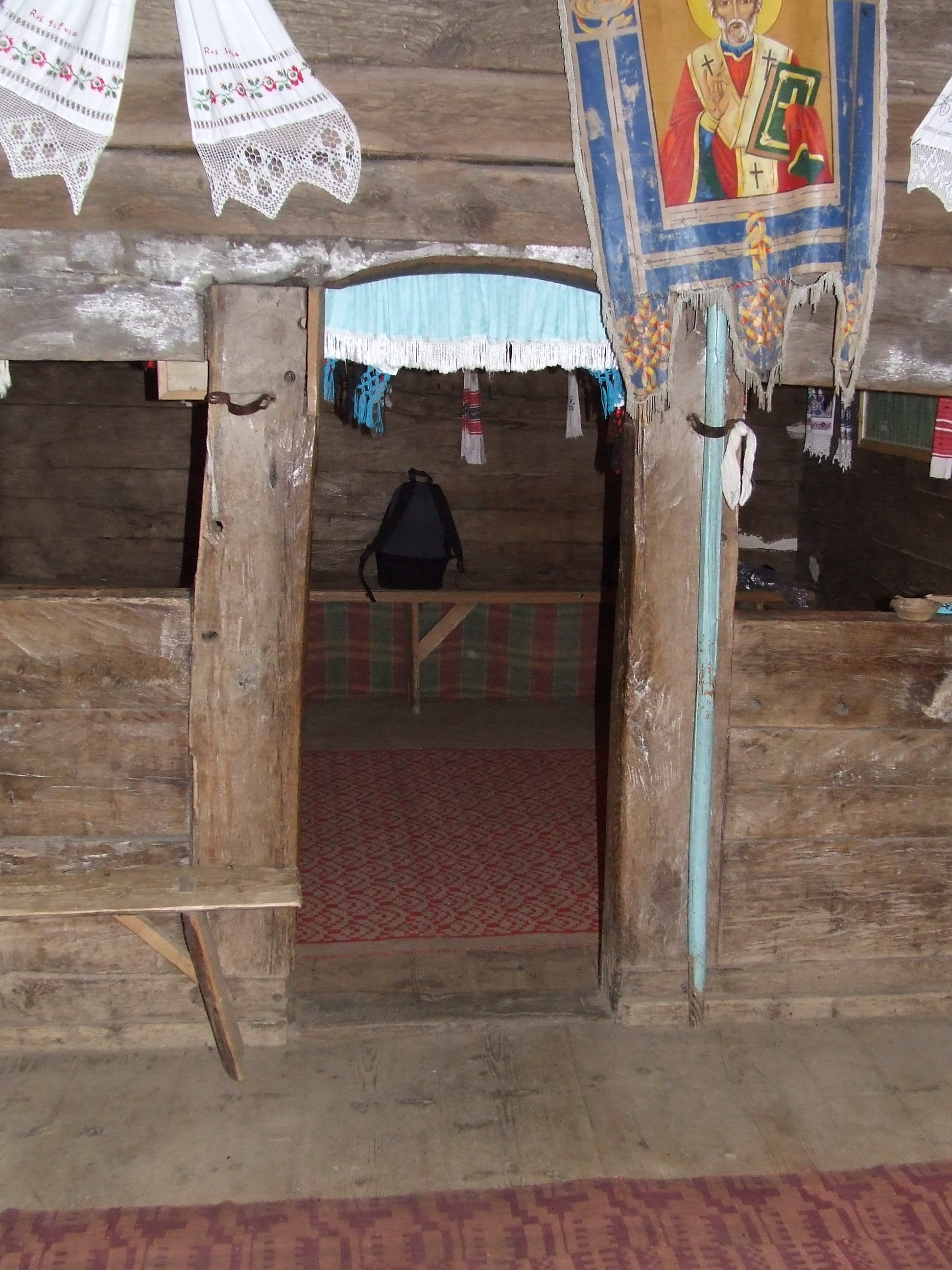
Portalul trecerii din pronaos în naos. Vedere din naos
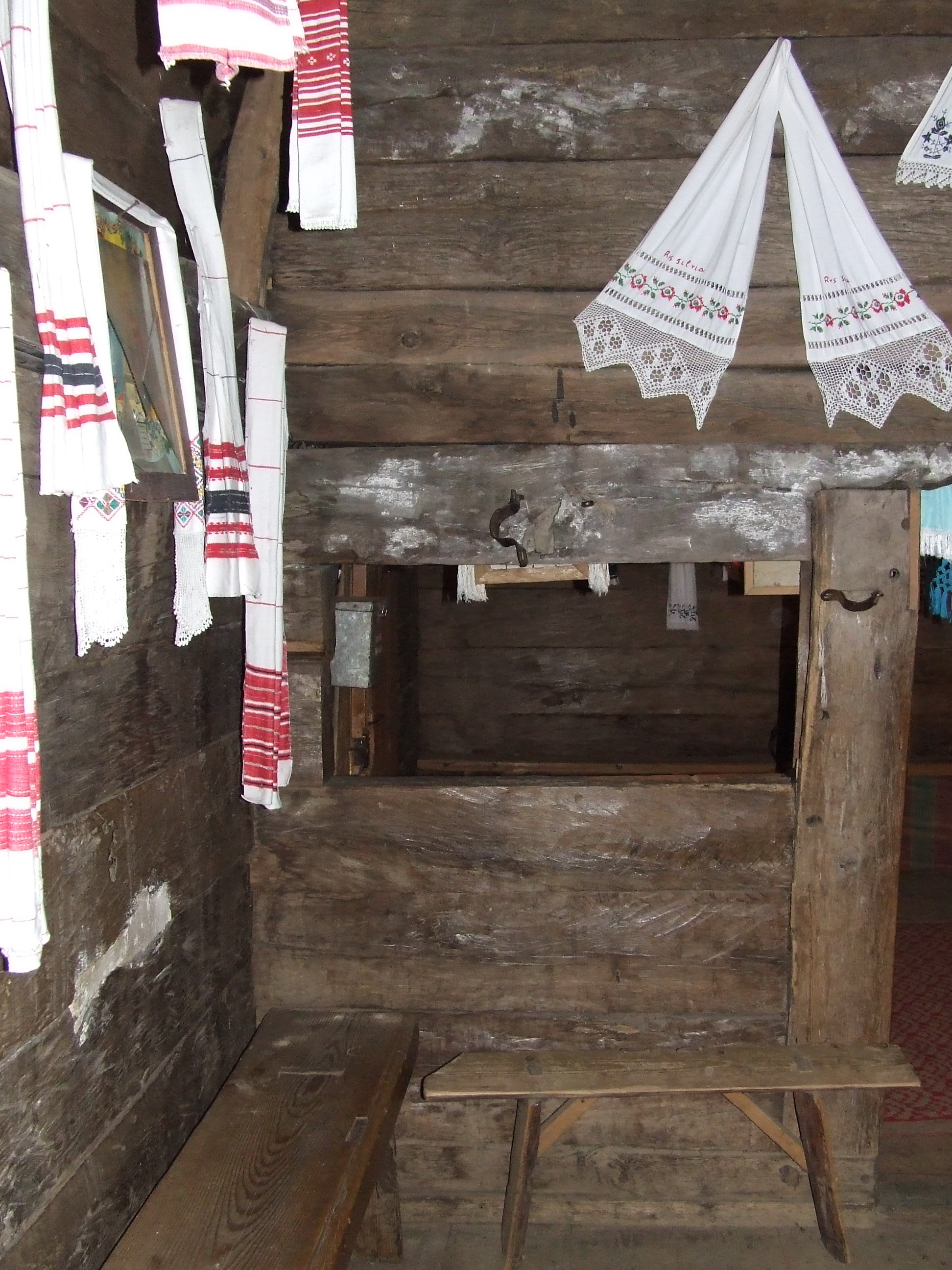
Spaţiul dintre naos şi pronaos
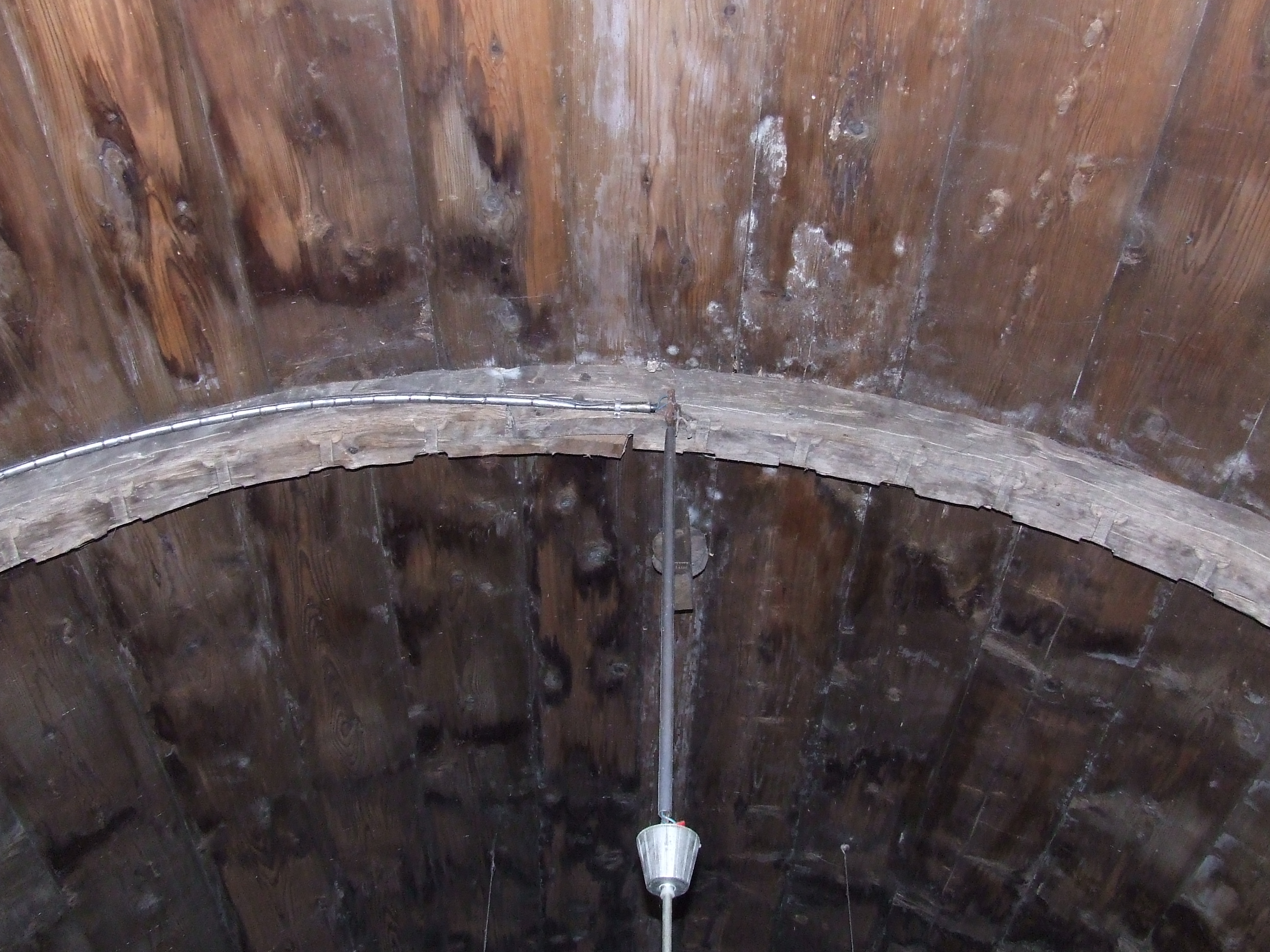
Fragment arc-dublou
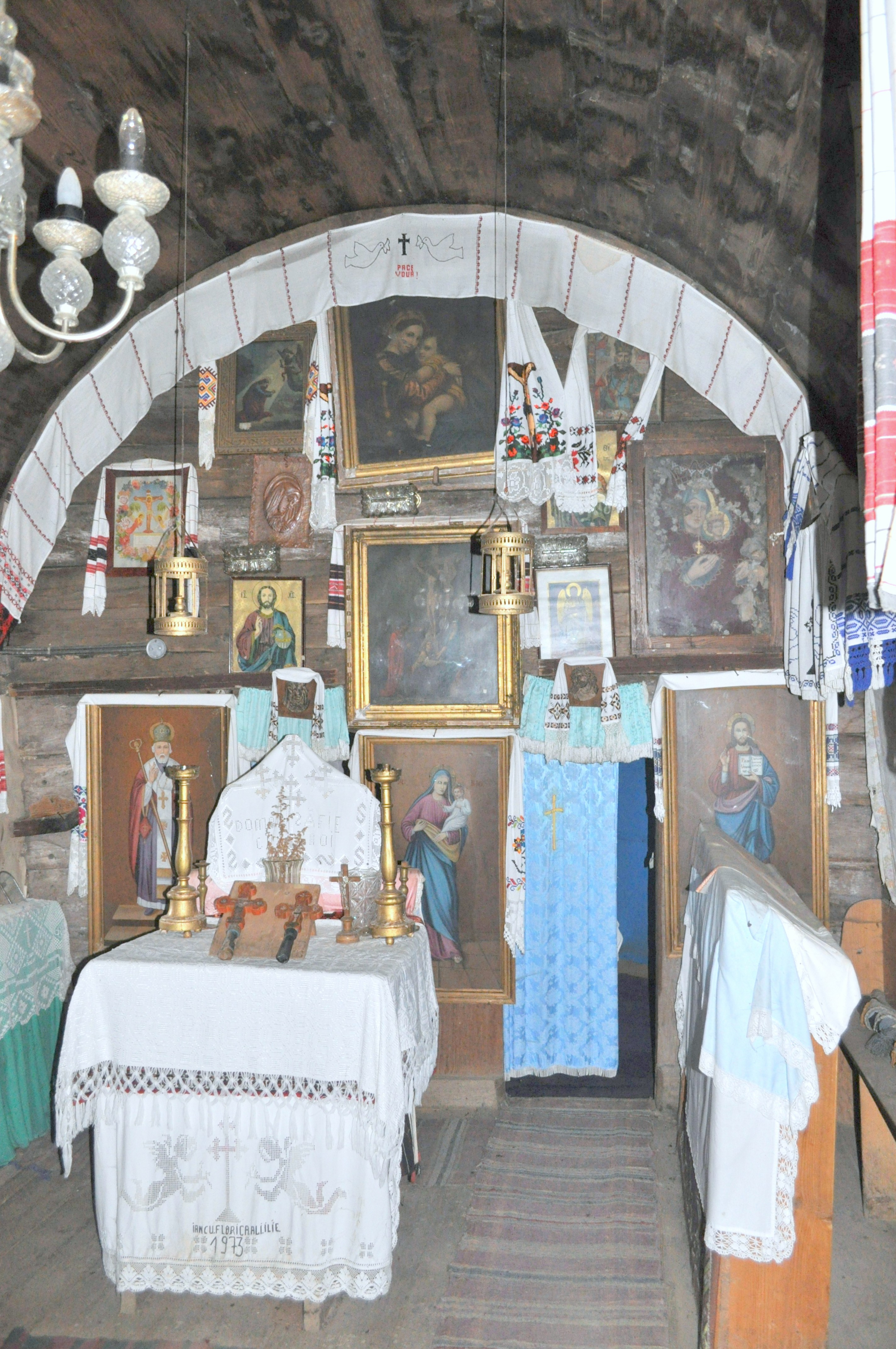
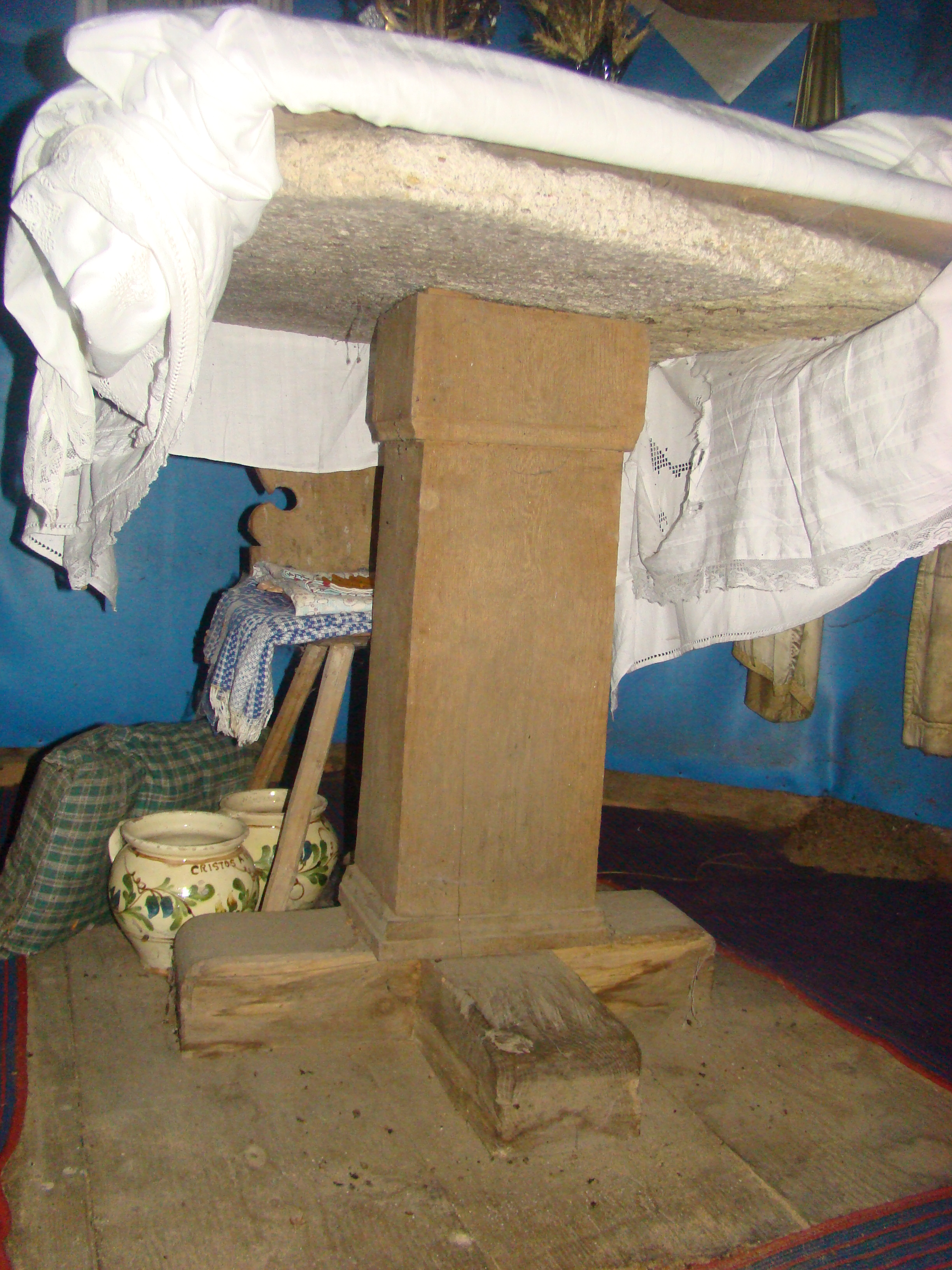
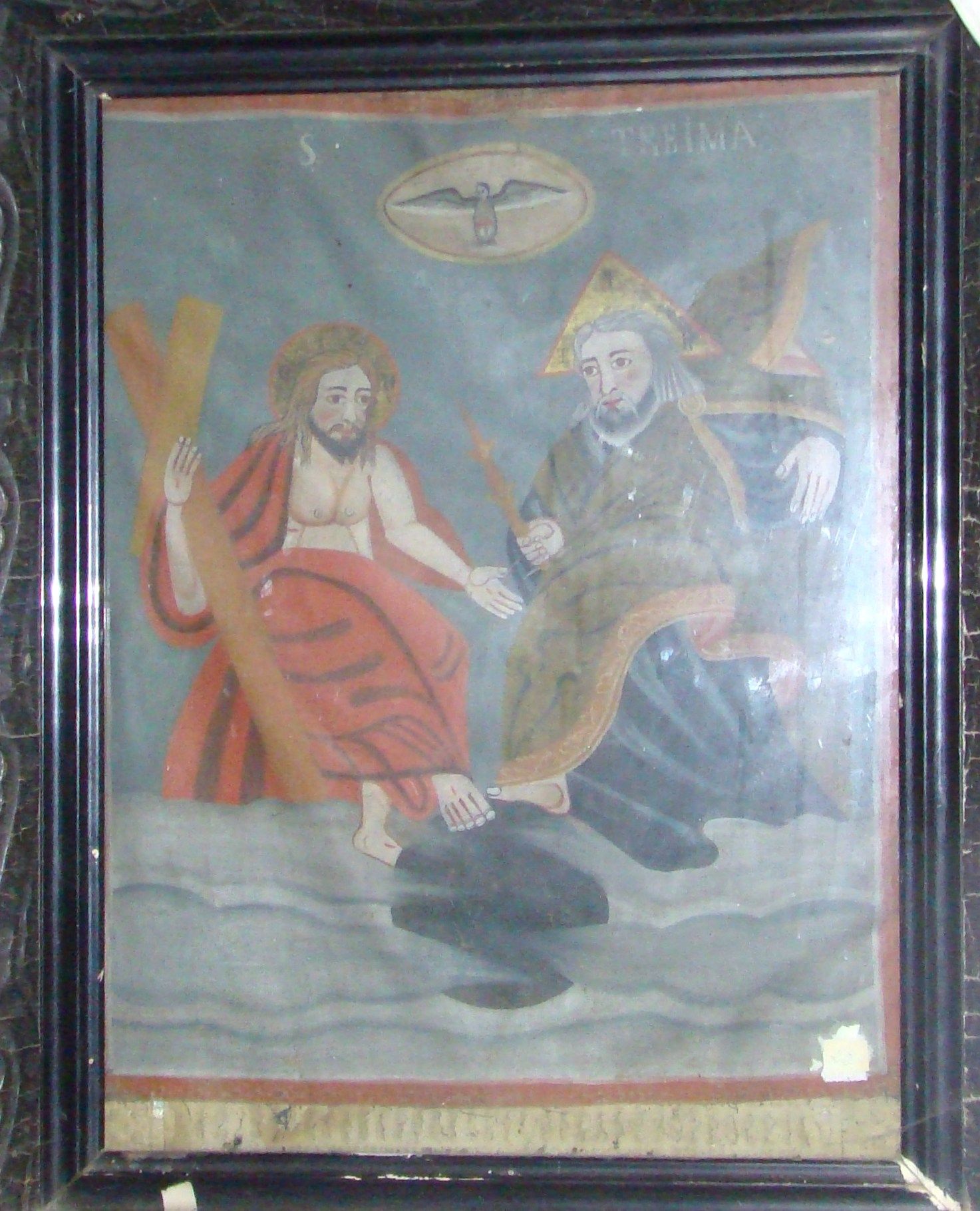
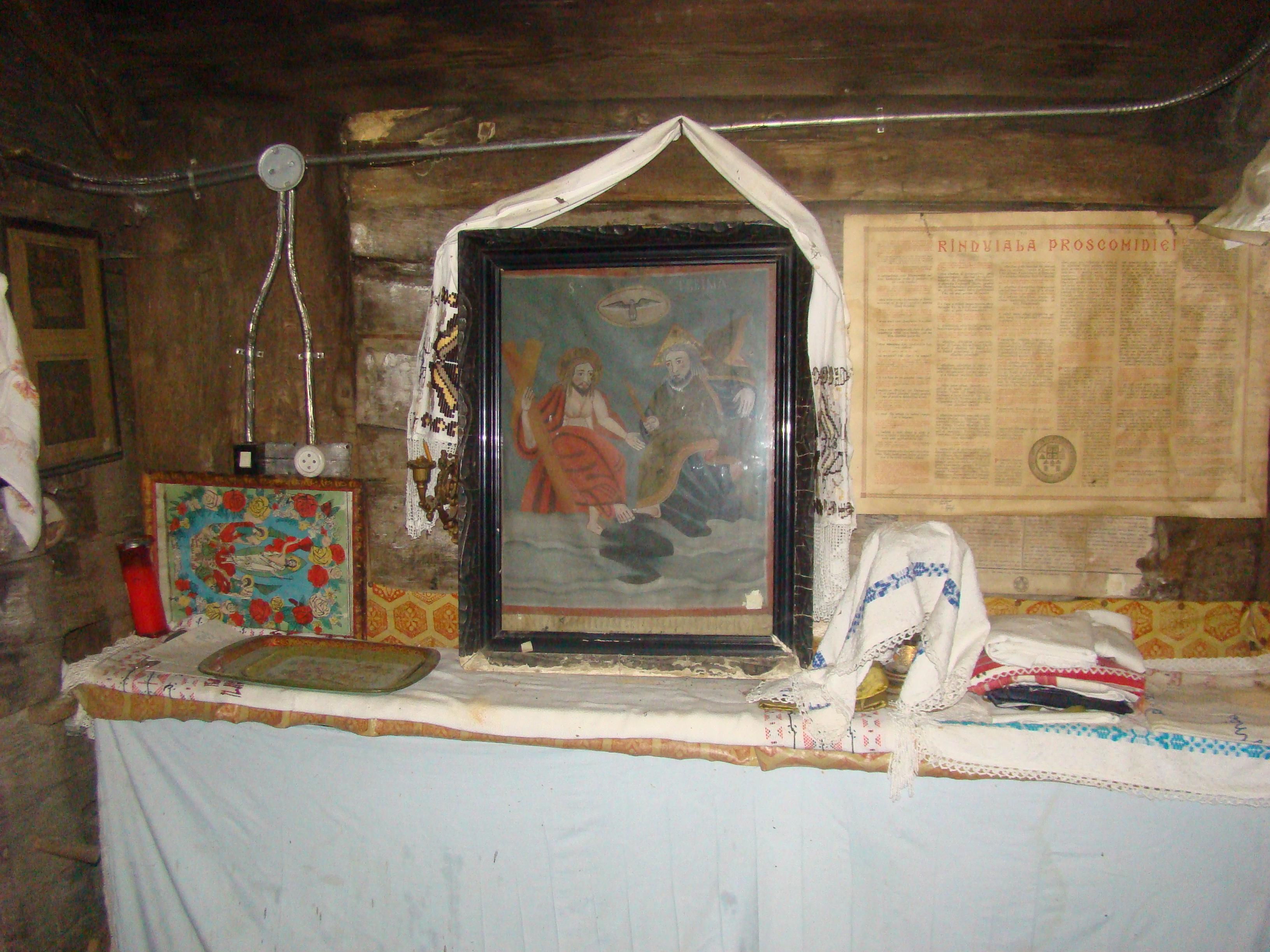
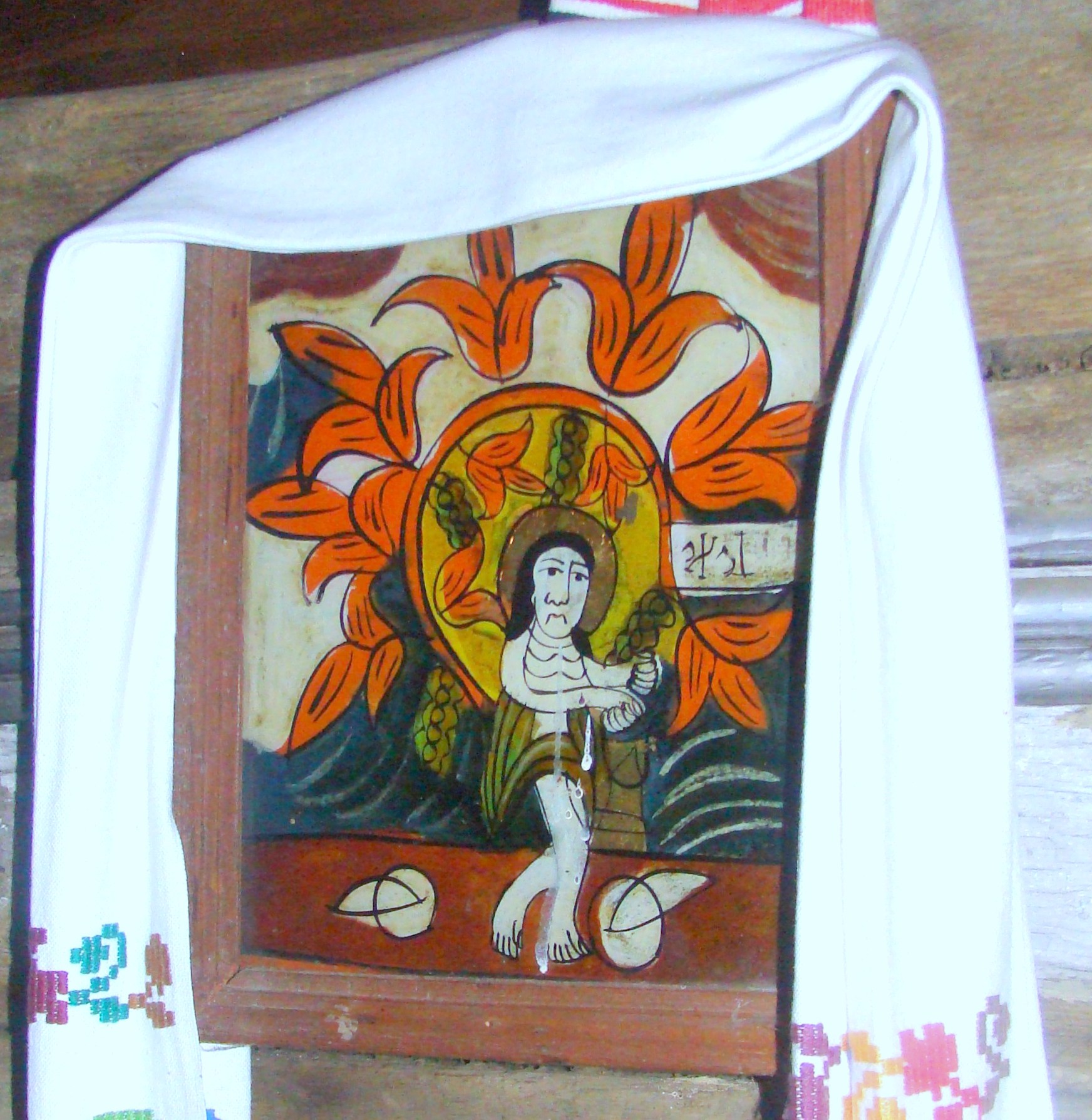
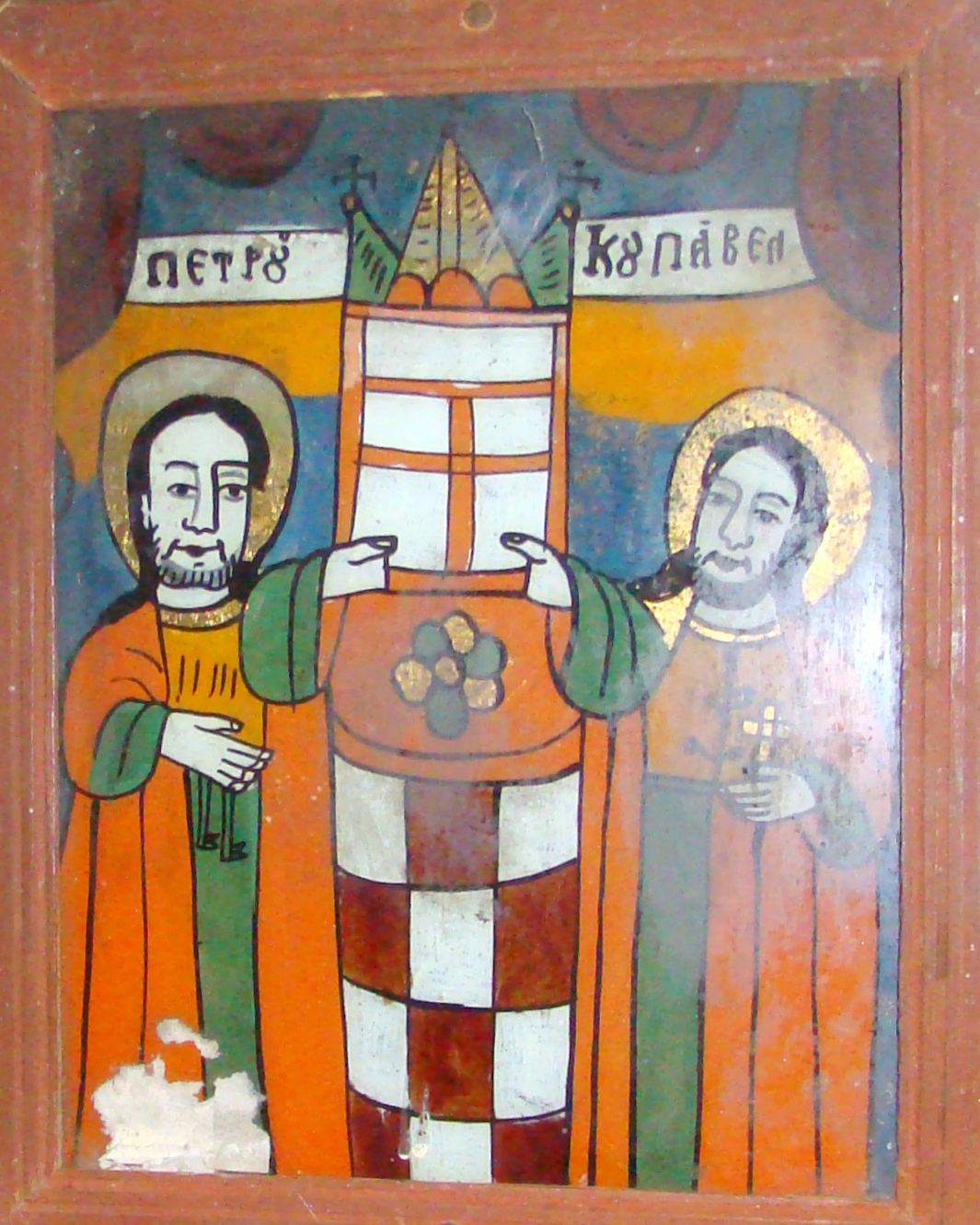
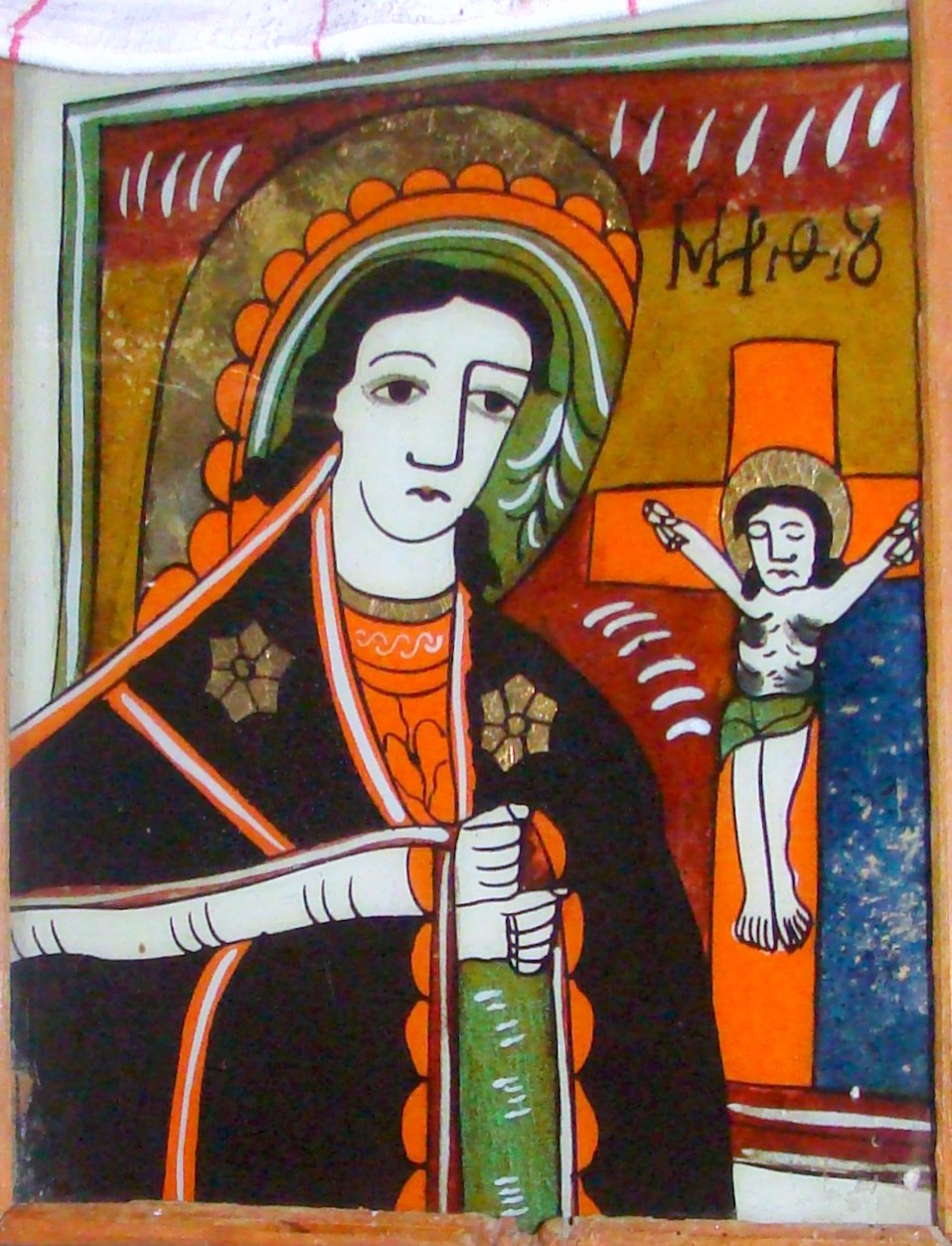
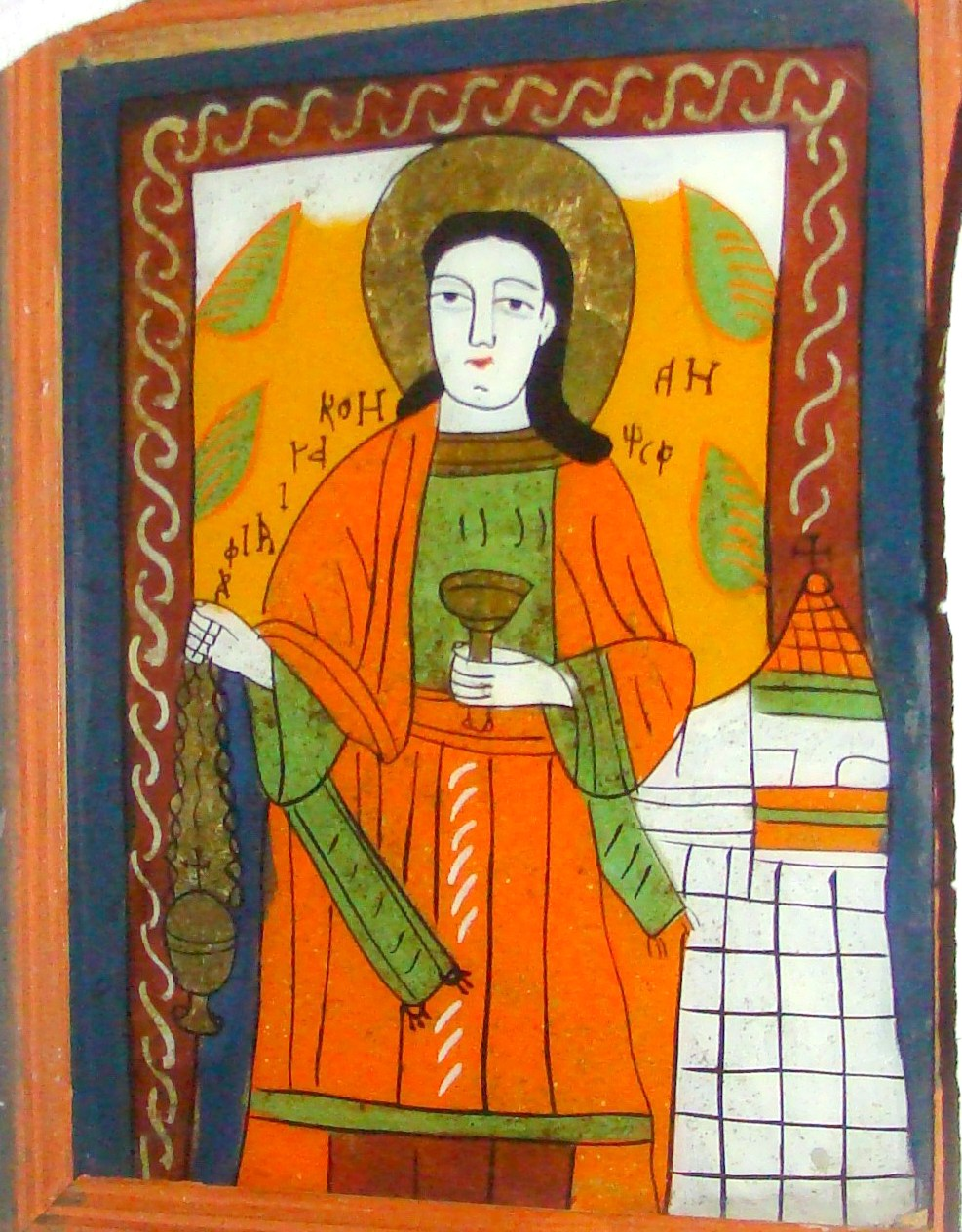
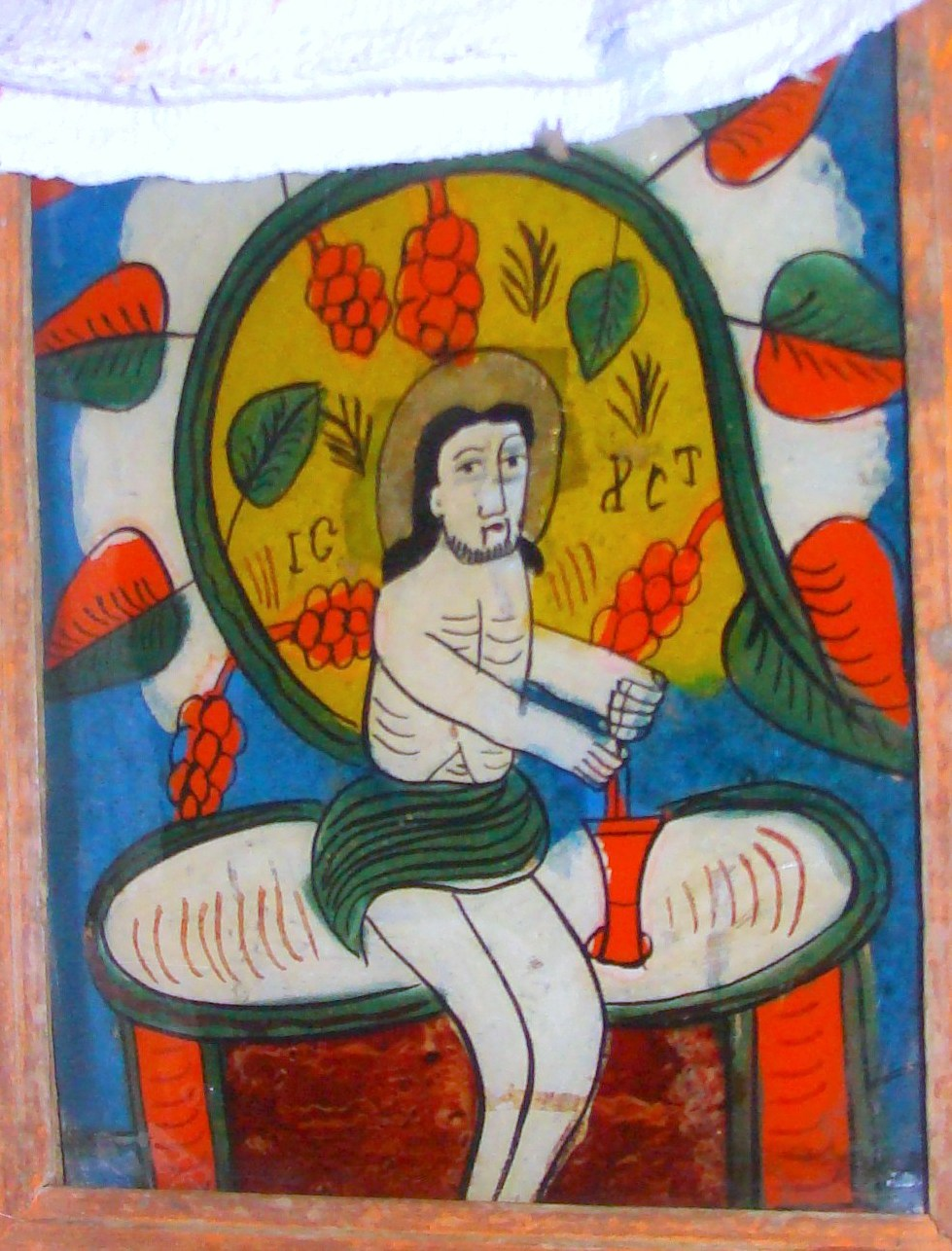

## Biserica și împrejurimile iarna

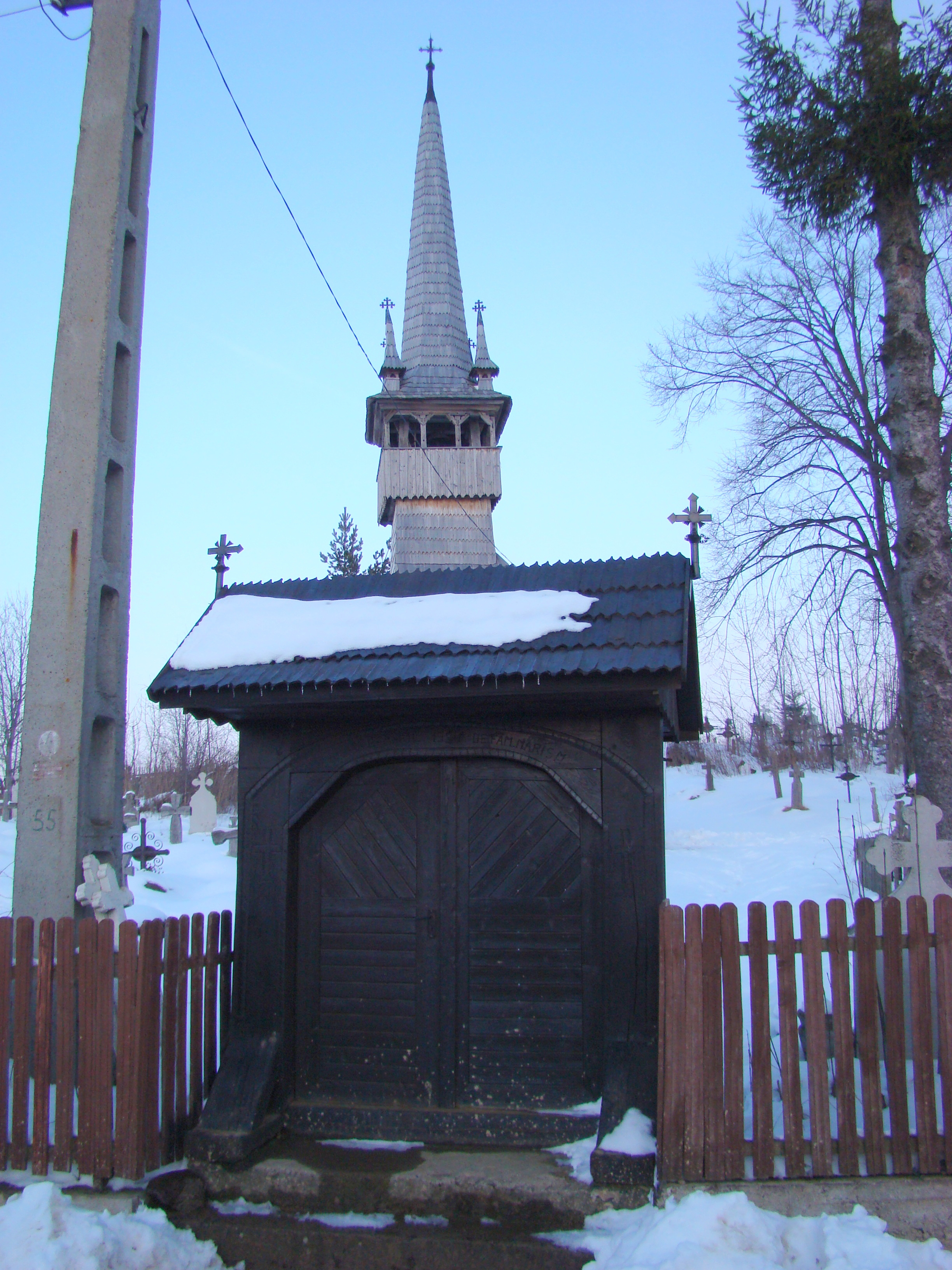
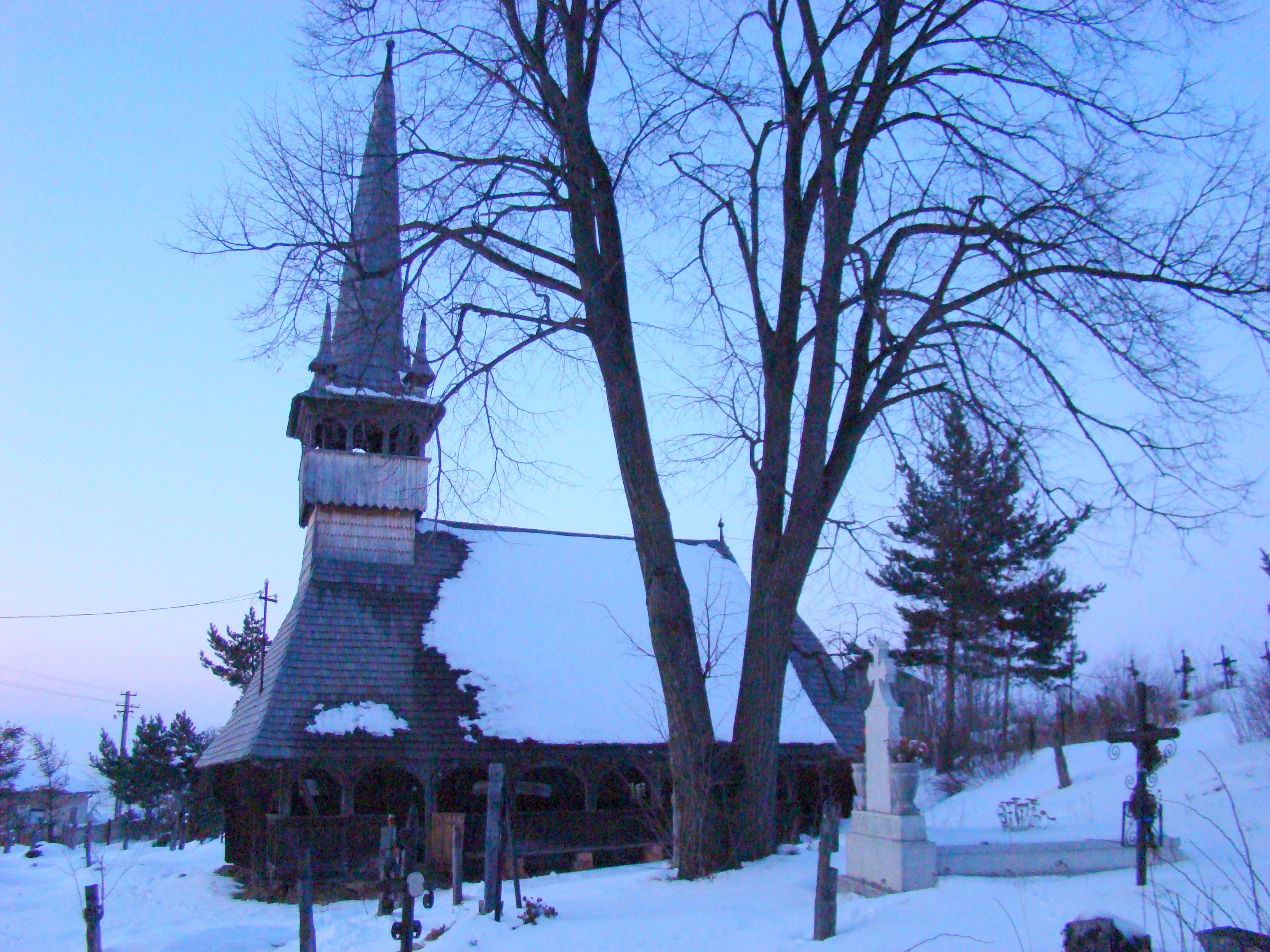
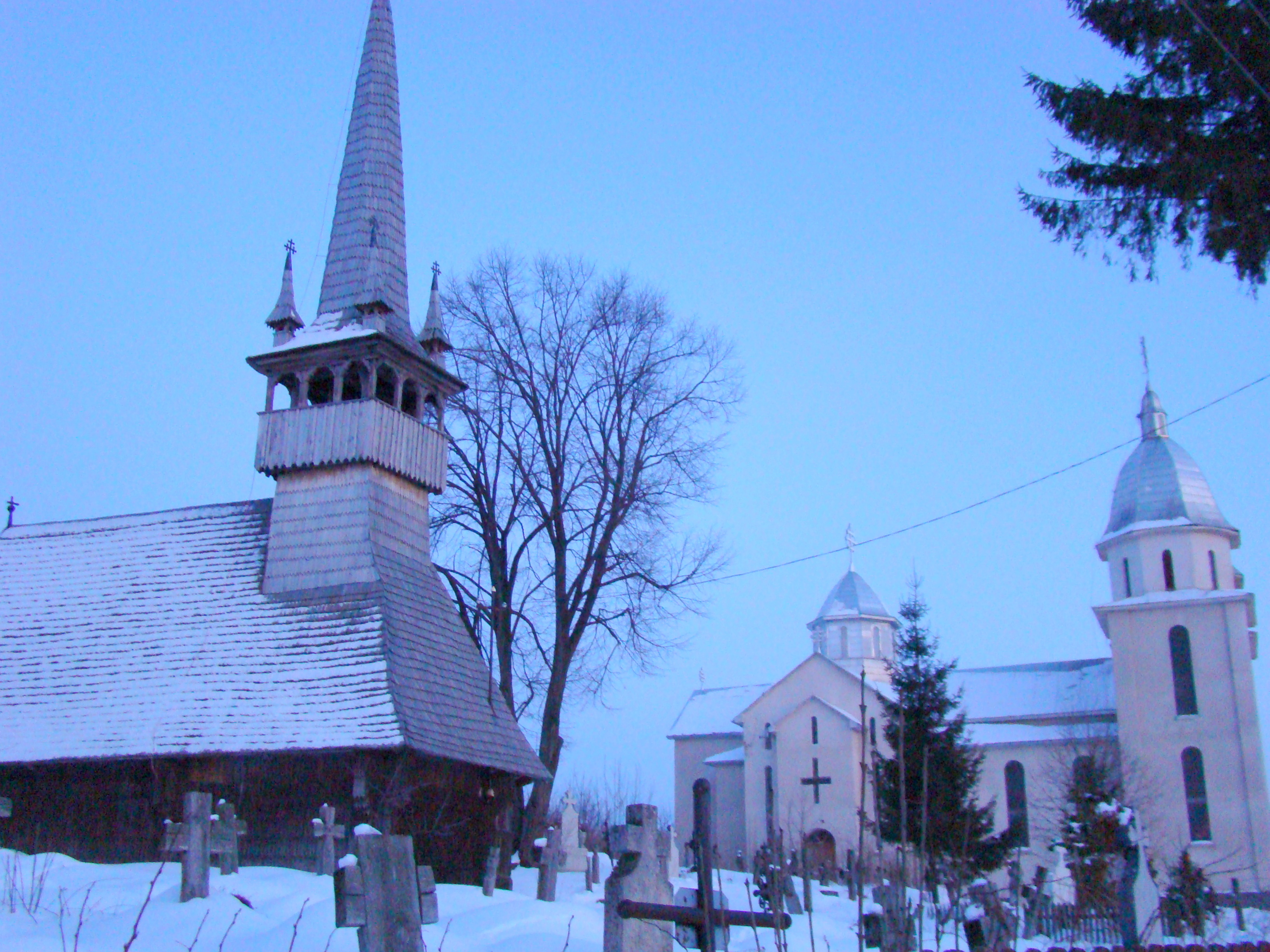
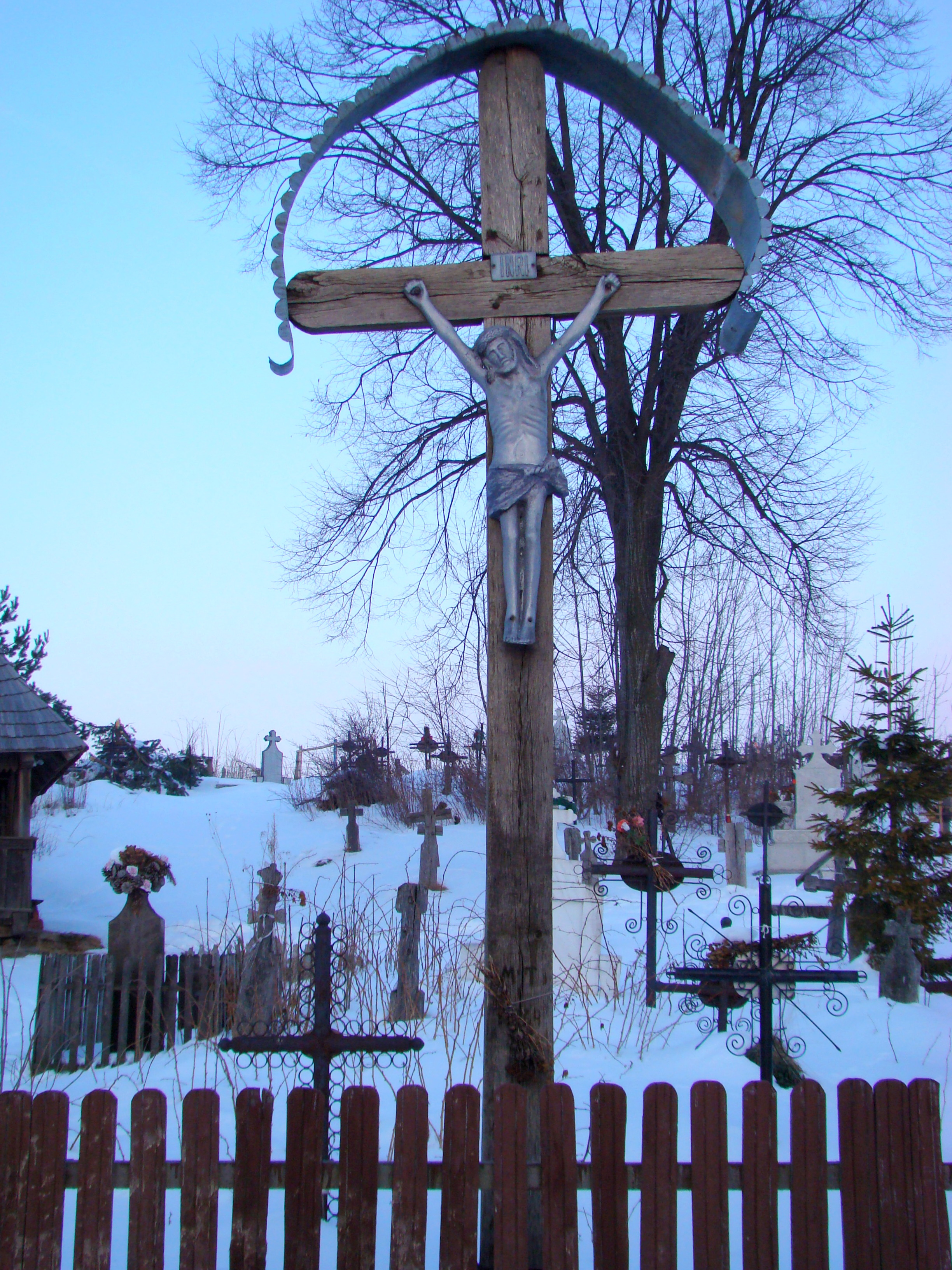
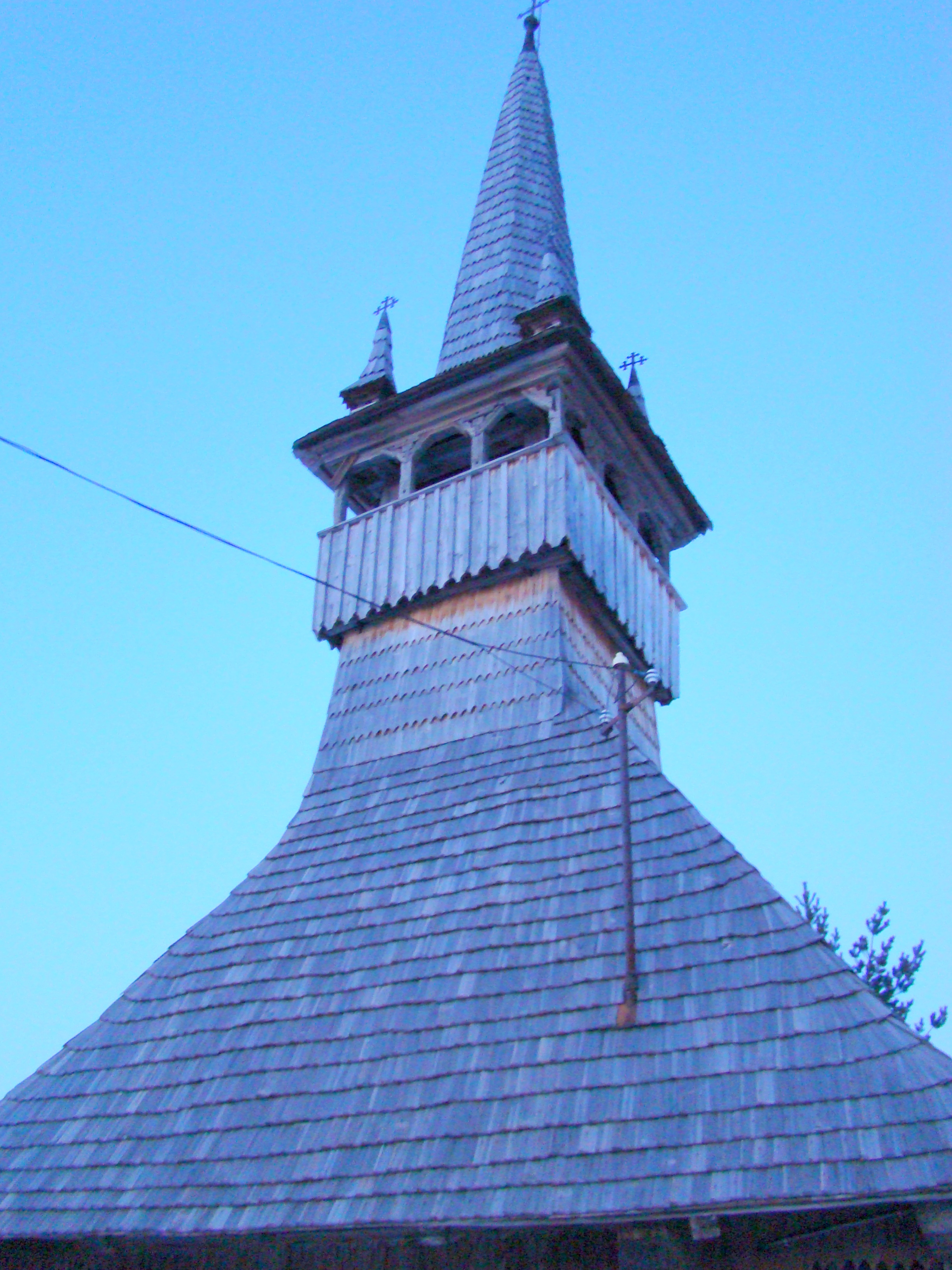
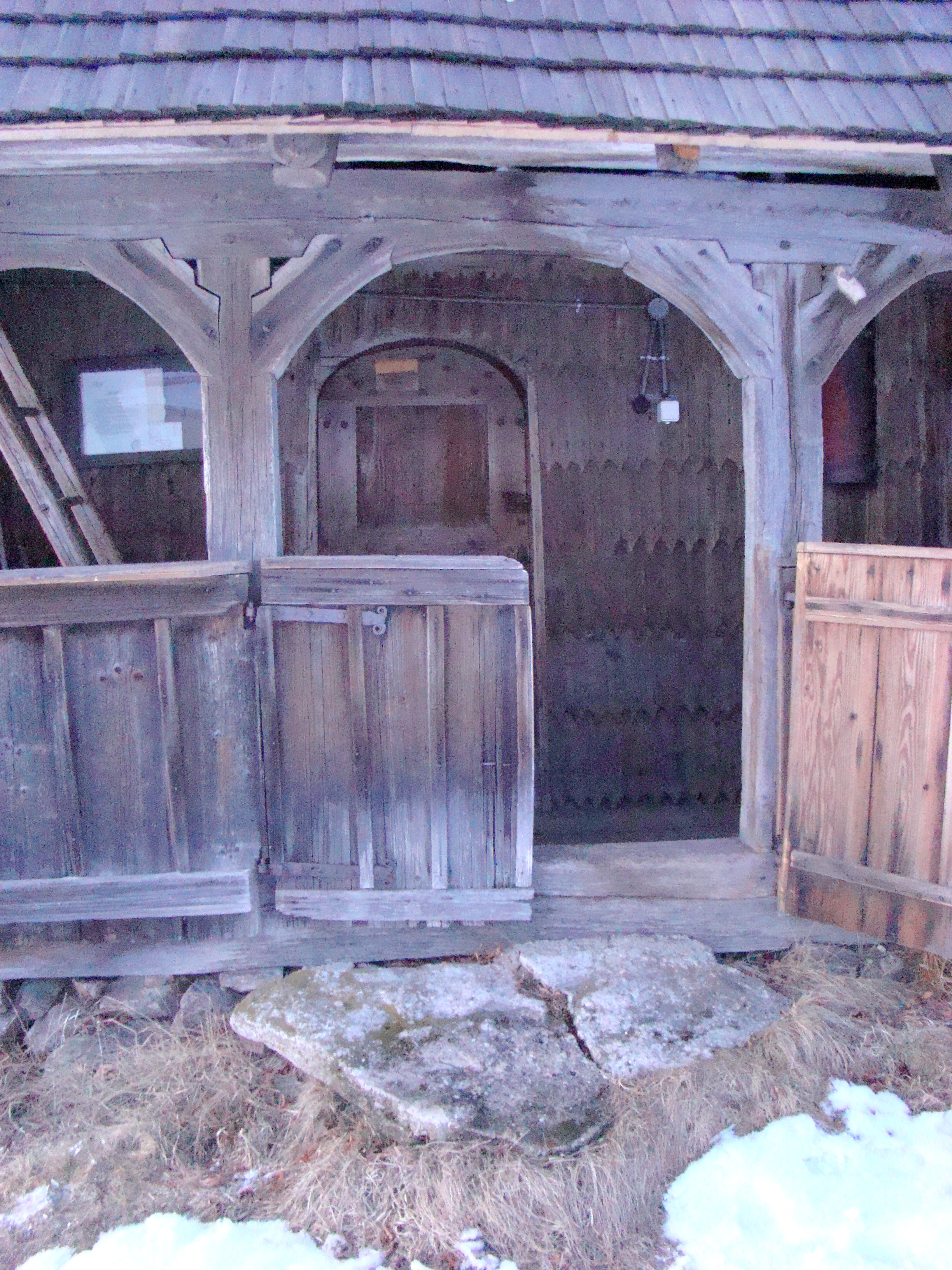
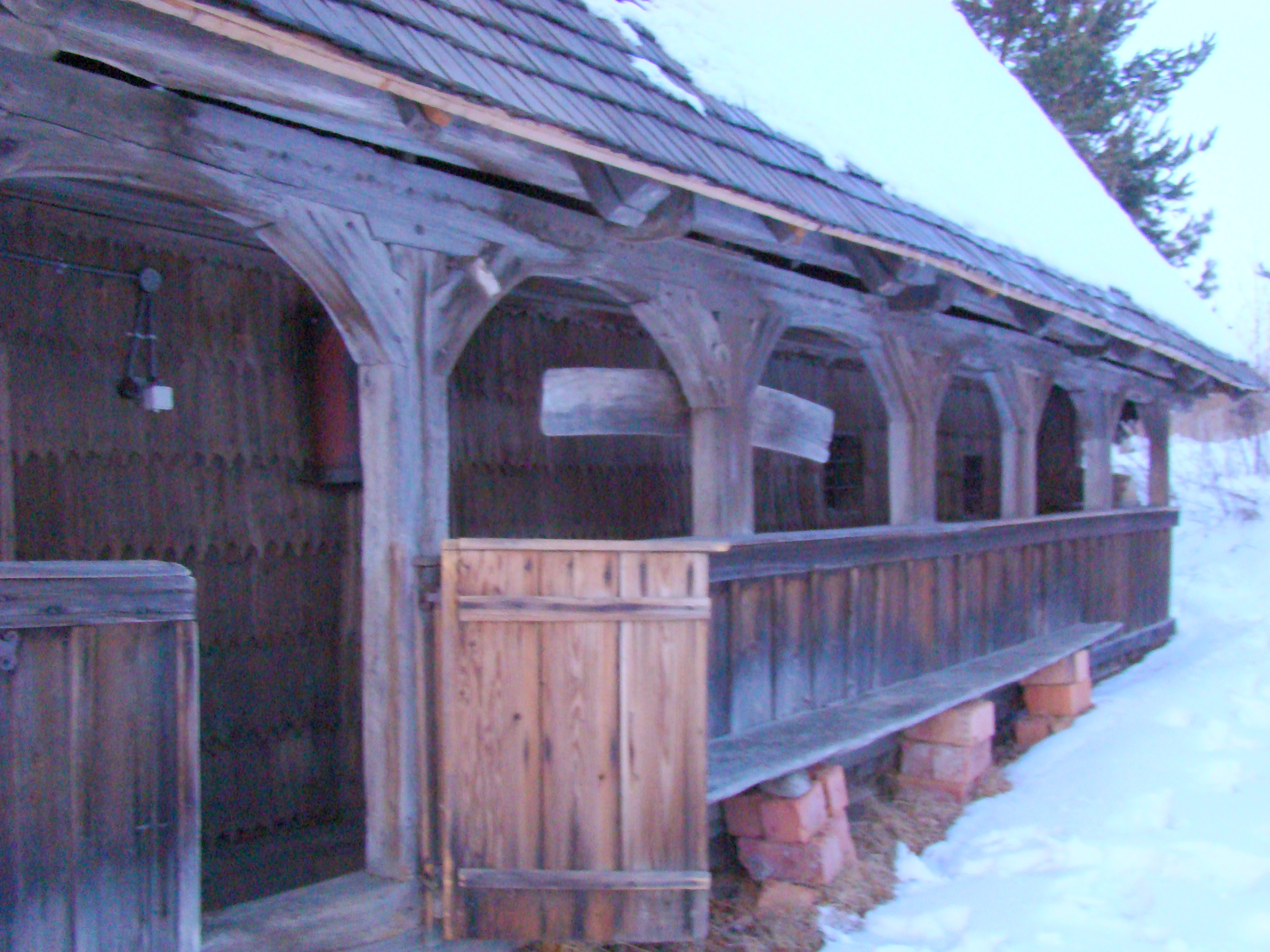
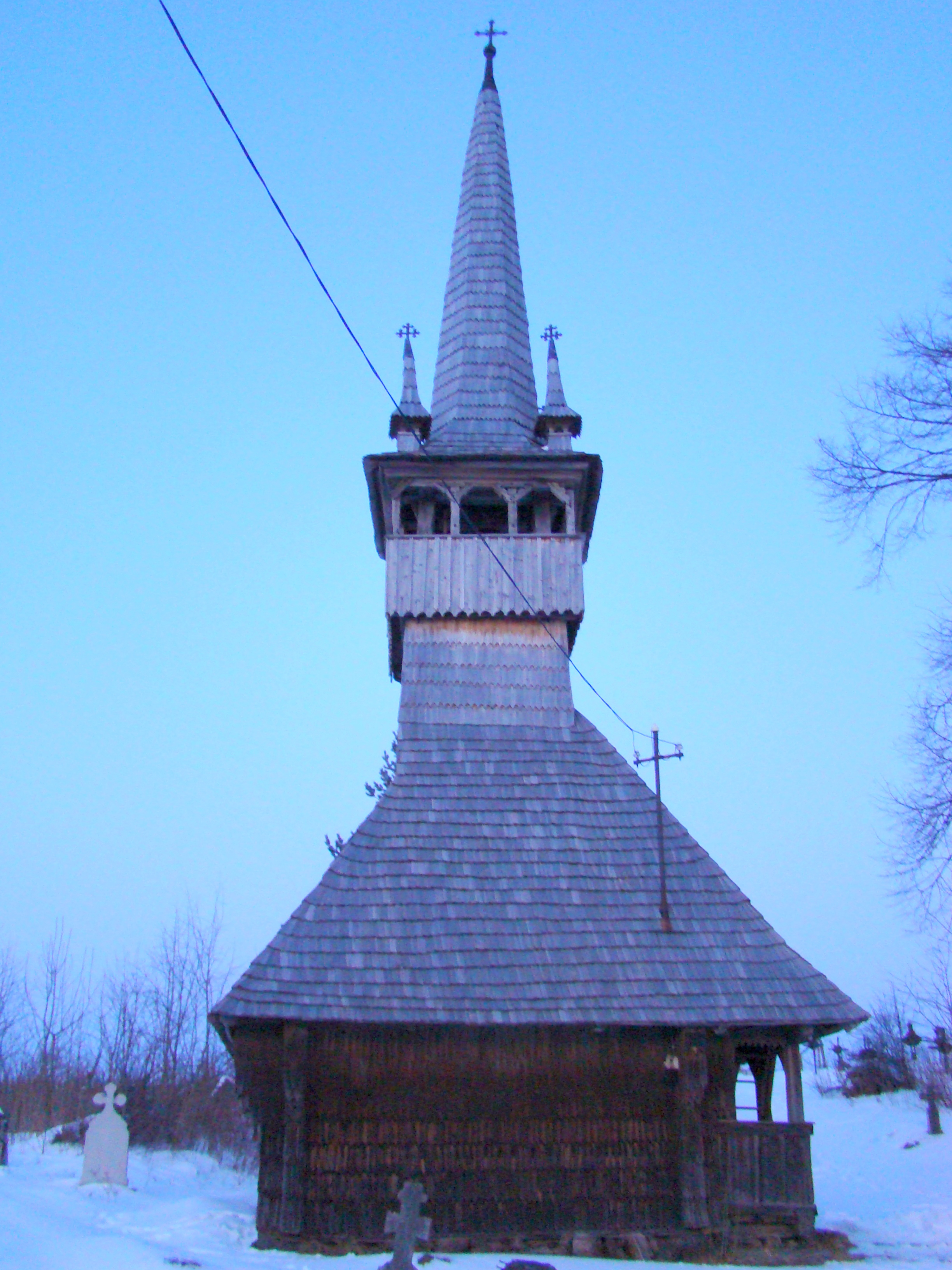
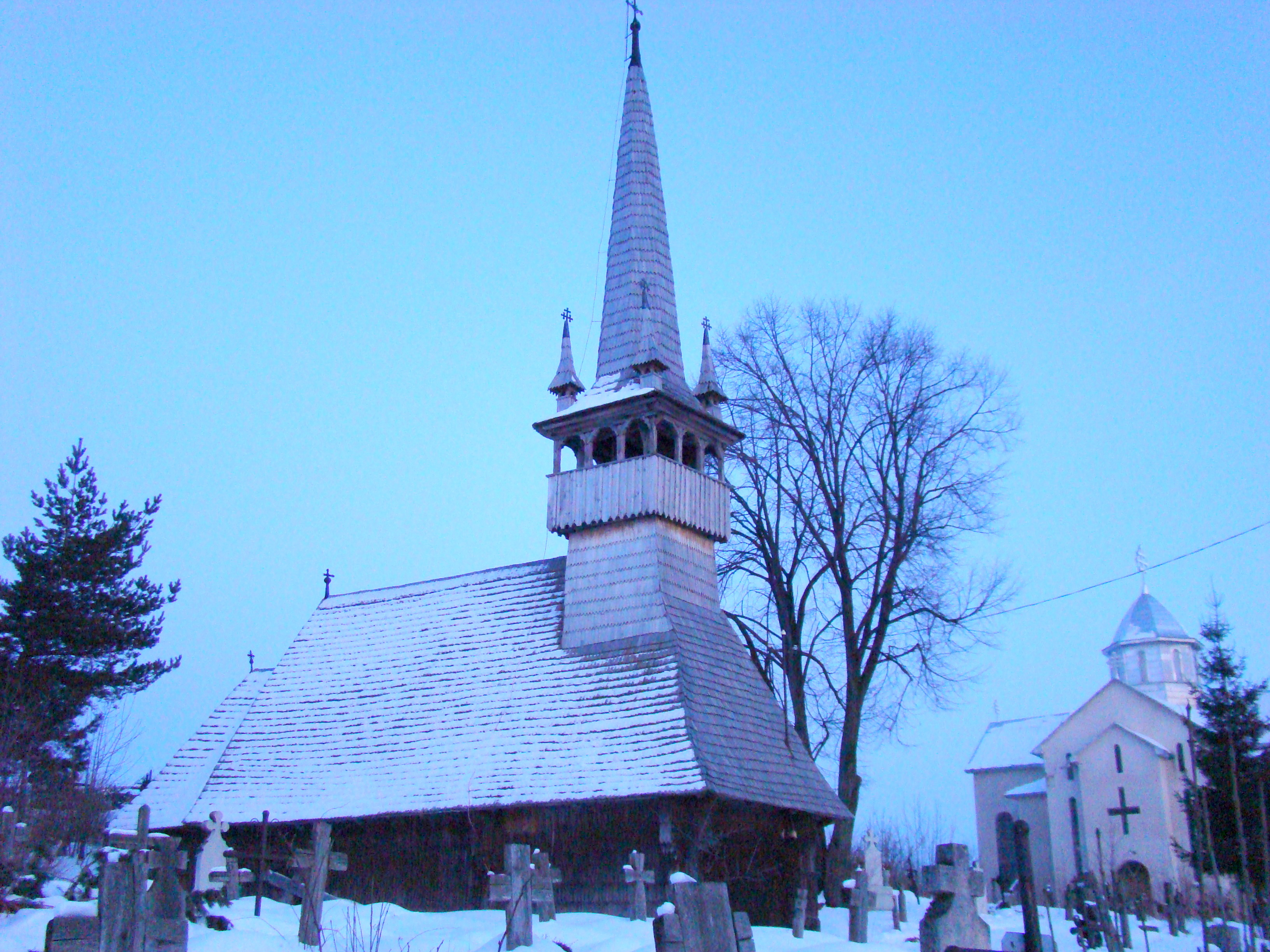
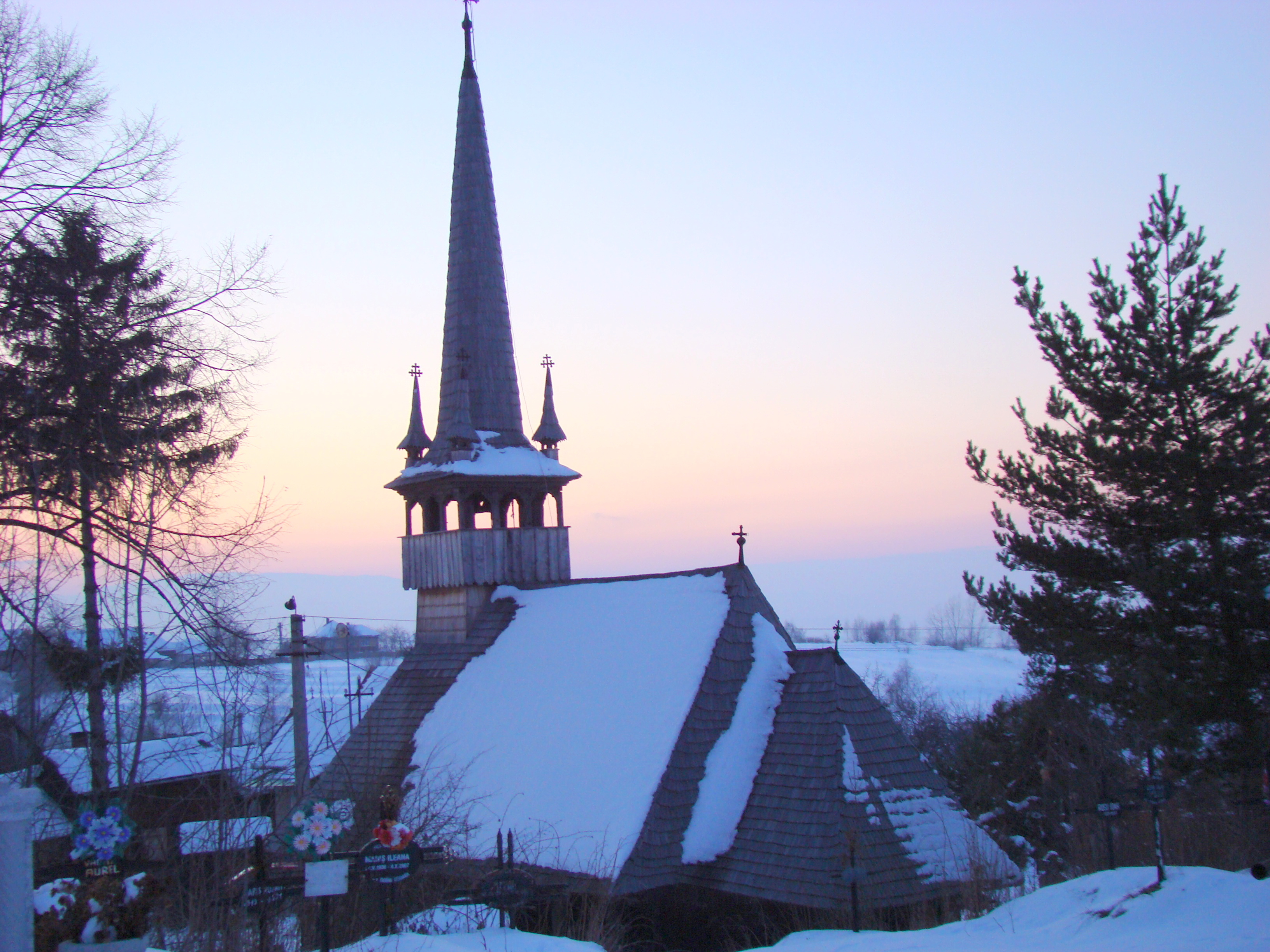
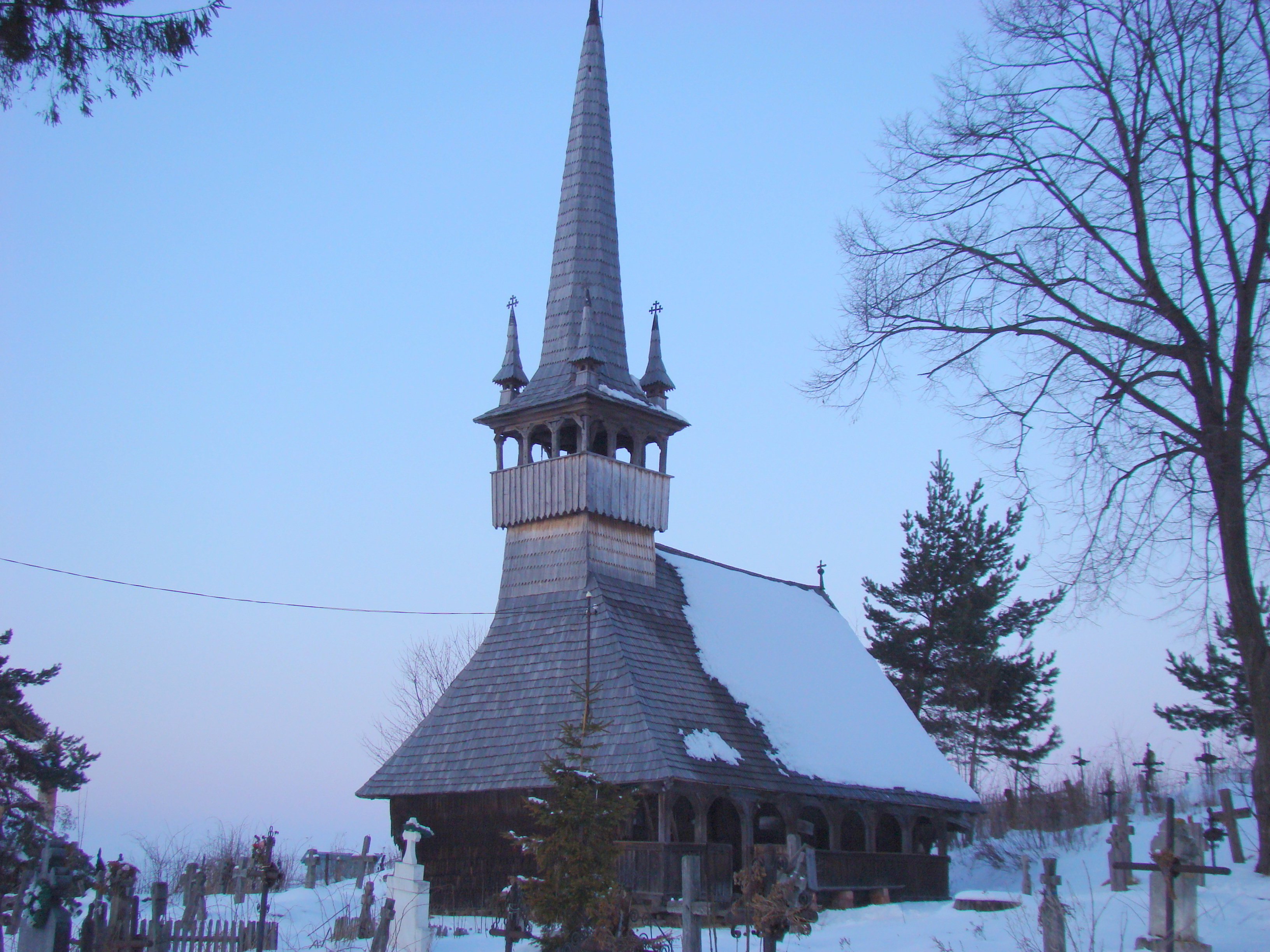
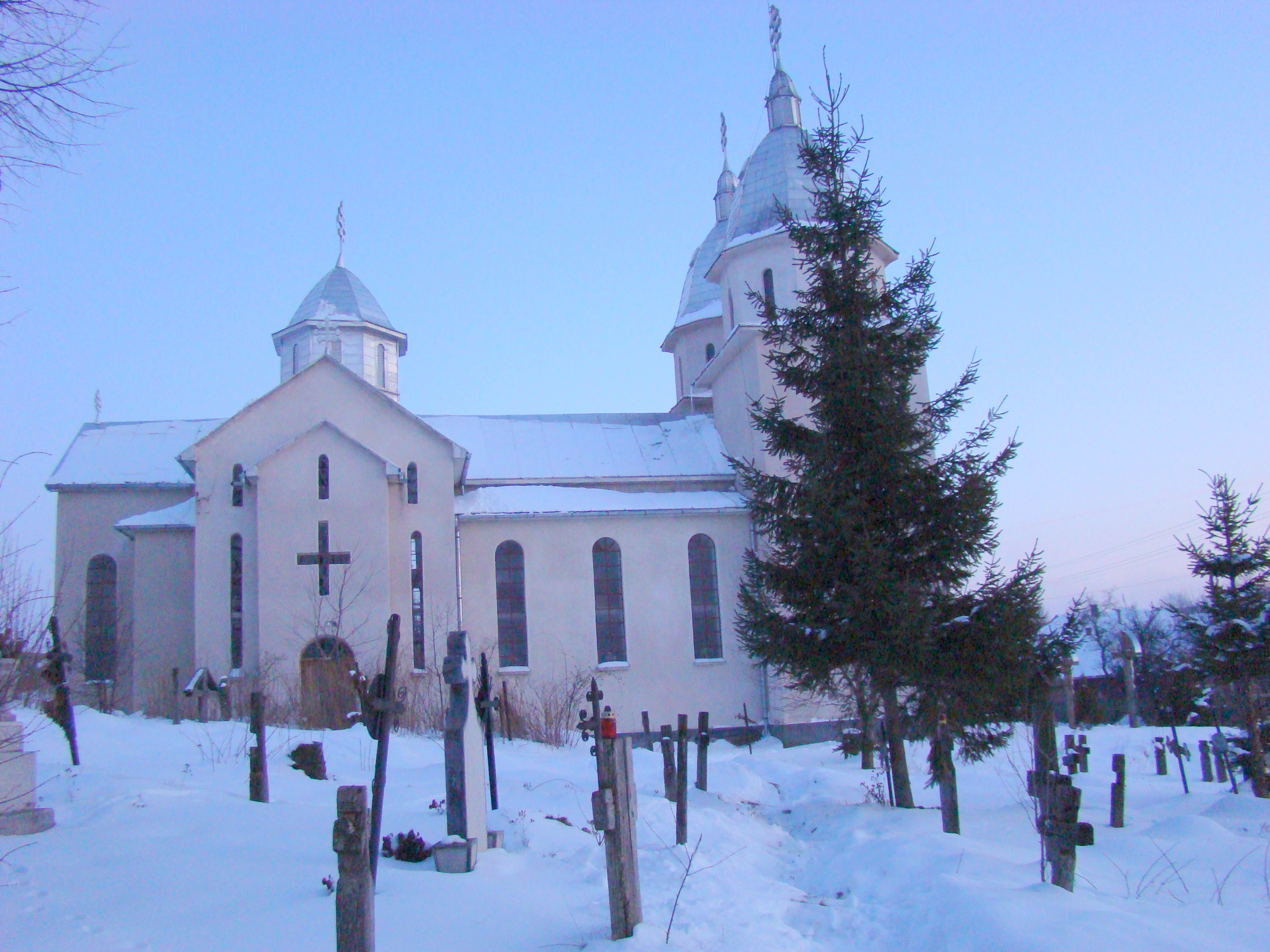